# Gramatyka języka rosyjskiego
Gramatyka języka rosyjskiego – opis zjawisk gramatycznych w języku rosyjskim. Gramatyka języka rosyjskiego wykazuje wiele podobieństw do systemów gramatycznych innych języków słowiańskich, zarówno pod względem morfologicznym, jak i syntaktycznym. Język rosyjski, podobnie jak język polski, jest językiem silnie fleksyjnym. Występują w nim trzy rodzaje gramatyczne i sześć przypadków. Należy do grupy SVO, jednak szyk wyrazów w zdaniu wykazuje dużą elastyczność i najważniejsza przekazywana informacja ma tendencję do pojawiania się przy jego końcu.

## Rys historyczny
Umowne okresy i wydarzenia w rozwoju języka rosyjskiego:
- okres przedpiśmienny
  - wyodrębnienie się języka prasłowiańskiego z języka praindoeuropejskiego w III tysiącleciu p.n.e.[1]
  - początek różnicowania się dialektów III–II w. p.n.e.
  - rozpad prasłowiańskiej wspólnoty w V–VI w. n.e.[2]
  - powstanie języka staroruskiego (древнерусский язык, древневосточнославянский язык) w V–VII w. będącego wspólnym przodkiem trzech języków wschodniosłowiańskich – rosyjskiego, białoruskiego i ukraińskiego[1]
- okres piśmienny
  - okres piśmienny języka staroruskiego od drugiej połowy X w.[2]
- rozpad jedności języka staroruskiego w drugiej połowie XIV w.[2]; po tym okresie można mówić o właściwym języku rosyjskim (wielkoruskim) odrębnym od najbliższych mu języków – białoruskiego i ukraińskiego[1]
- powstanie i rozwój rosyjskiego języka narodowego – od XVII do początków XIX w.
- współczesny język rosyjski – od czasów Puszkina[1].

Język rosyjski obok białoruskiego i ukraińskiego należy do języków wschodniosłowiańskich. Pismo tych języków wywodzi się z cyrylicy, alfabetu języka staro-cerkiewno-słowiańskiego, wzorowanego na majuskule greckiej z IX w., którym zastąpiono skomplikowaną głagolicę.
Od czasów ekspansji księstwa moskiewskiego aż do chwili obecnej o strukturze językowej ludności Rosji decydowały władze mające siedzibę w Moskwie. Moskwa stanowiła część wielkiego obszaru zwanego Rusią, o wspólnej religii – prawosławiu i języku – niezbyt zróżnicowanych dialektach ruskich (wschodniosłowiańskich), którego kolebką była Ruś Kijowska. Ekspansja księstwa moskiewskiego nie była więc traktowana na ogół jako narzucanie obcego panowania, a jednoczenie ziem ruskich. Następowała jednak szybciej od ekspansji rosyjskiego etnosu. Moskwa była centrum kształtowania się języka rosyjskiego powstałego w wyniku przenikania się dialektów ruskich i języka cerkiewnosłowiańskiego. Literacki język rosyjski ostatecznie ukształtował się w XVIII w., jeszcze przed przeniesieniem stolicy do Petersburga. Na polecenie Piotra I w latach 1708–1710 z alfabetu usunięto niektóre znaki greckie i zbliżono go krojem do antykwy łacińskiej. Nowowprowadzoną czcionkę nazwano grażdanką.
W XIX i XX w. na podstawie dialektów ruskich powstały dwa literackie języki narodowe. W części Rusi włączonej w XIV w. do Litwy wyłonił się język białoruski, a w części włączonej do Polski – język ukraiński. W Imperium Rosyjskim w drugiej poł. XIX w., w okresie, kiedy silne były alternatywne idee narodowe, języki te były traktowane jako dialekty języka rosyjskiego, część folkloru.
Ostatnia reforma alfabetu języka rosyjskiego miała miejsce w 1918. Usunięto wtedy litery і, ѣ, ѵ, ѳ, zaprzestano używania jeru twardego ъ na końcu wyrazów w celu zaznaczania spółgłoski twardej (np. домъ zamiast dzisiejszego дом). Wprowadzono poza tym jotę й i literę ё. Współczesny alfabet rosyjski składa się z 33 liter – 10 samogłosek, 21 spółgłosek oraz twardego i miękkiego znaku.

### Gramatyka historyczna
W języku staroruskim rzeczowniki odmieniały się, podobnie jak współcześnie, przez trzy rodzaje gramatyczne. Oprócz liczby pojedynczej i mnogiej istniała jednak również liczba podwójna. Poza tym występował siódmy przypadek – wołacz. Największe zmiany dotyczące rzeczowników były związane ze stopniowymi zmianami w licznych typach deklinacji.
Przymiotniki odmieniały się przez rodzaj, liczbę i przypadek oraz występowały w formie krótkiej i długiej. Formy krótkie różniły się w funkcji od obecnych tym, że mogły występować zarówno jako część orzeczenia, jak i przydawki. Stopień wyższy budowany był za pomocą sufiksów –ѣиш– i –ьш–.
Istniały, podobnie jak dziś, takie kategorie czasownika jak aspekt i czas. Jednak w staroruskim występowały cztery formy czasu przeszłego (każda różniąca się w swoim zastosowaniu), dwie formy czasu przyszłego złożonego, natomiast kategoria aspektu była w fazie rozwoju. Do prostych form czasownika można było zaliczyć czas teraźniejszy, czas przyszły prosty, aoryst, imperfectum i tryb rozkazujący. Do form złożonych zaliczyć można było perfectum, czas zaprzeszły, czasy przyszłe złożone i tryb przypuszczający. Różnica między czasem a aspektem polegała na tym, że czas wskazywał, jak czynność odnosi się do chwili, w której jest o niej mowa – czy jest jednoczesna, czy dzieje się przed nią lub po. Aspekt charakteryzował czynność z punktu widzenia jej przebiegu w czasie niezależnie od chwili, w której jest mowa o czynności (czy czynność była krótka, np. kopnąć, czy rozłożona w czasie, np. kopać).
W językach słowiańskich, w których występuje kategoria aspektu, znacznie uprościła się kategoria czasów. W innych językach indoeuropejskich pozostał rozwinięty system czasów, a kategoria aspektu zanikła.
|        | l. poj. | l. mn. | l. podwójna |
| ------ | ------- | ------ | ----------- |
| 1. os. | знаю    | знаѥмъ | знаѥвѣ      |
| 2 os.  | знаѥши  | знаѥте | знаѥта      |
| 3. os. | знаѥть  | знають | знаѥта      |

W językach wschodniosłowiańskich w zakresie fonetyki zaszły następujące zmiany odróżniające je od języków południowo- i zachodniosłowiańskich:
- obecność tzw. pełnogłosu, tj. obecność grup dźwiękowych -oro-, -olo-, -ere- w miejscu -ra-, -la-, -rě-, -lě- w językach południowych Słowian (a także u Czechów i Słowaków) oraz –ro-, -lo-, -re-, -le- w grupie Słowian zachodnich, np. ros. ворона (worona), biał. варона (warona), pol. wrona, słow. vrana.
- obecność o na początku wyrazu w miejscu je, np. ros. i ukr. олень (olen’), pol. jeleń.
- występowanie ч (č) i ж (ž) w miejscu pierwotnych tj, kt, gt oraz dj, a współcześnie w miejscu št i žd w bułgarskim, ć i đ w serbskim, c i dz w zachodniosłowiańskich językach, np. ros. ночь (nocz), ukr. ніч (nicz), serb. noć, pol. i czes. noc.
- obecność o i e w miejscu ь i ъ w staroruskim, podczas gdy w innych językach słowiańskich występują w tych sytuacjach inne głoski, np. ros. сон (son), serb. san, pol. sen; ros. день (den’), serb. dan[12].

W obrębie języków wschodniosłowiańskich zaszły następujące zmiany, odróżniające język rosyjski od języka białoruskiego i ukraińskiego:
- obecność grup dźwiękowych (zapis cyrylicą) ро, ло i ре, ле w rdzeniach słów między spółgłoskami, podczas gdy w białoruskim i ukraińskim na ich miejscu występują ры, лы i ри, ли, np. ros. глотать, тревога; biał. глытаць, трывога; ukr. глитати, тривога.
- występowanie o i e w położeniu przed dźwiękiem [j], podczas gdy w ukraińskim i białoruskim występuje wtedy ы lub и, np. ros. злой, мою, шея; biał. злы, мыю, шыя; ukr. злий, мию, шия.
- obecność w języku rosyjskim połączeń spółgłosek zmiękczonych zębowych oraz syczących i szeleszczących spółgłosek z [j], podczas gdy w białoruskim i ukraińskim występują długie zmiękczone spółgłoski w tych sytuacjach, np. ros. платье, судья; biał. плацце, суддзя; ukr. плаття wymowaⓘ, суддя.
- obecność zwartego [g] lub szczelinowej spółgłoski [ɣ] reprezentującej literę г w miejscu [ɦ], np. гусь w ros. [ɡusʲ] wymowaⓘ, w biał. [ɦusʲ], ukr. гуска ['ɦuskɑ] wymowaⓘ[12].

## Dialekty języka rosyjskiego

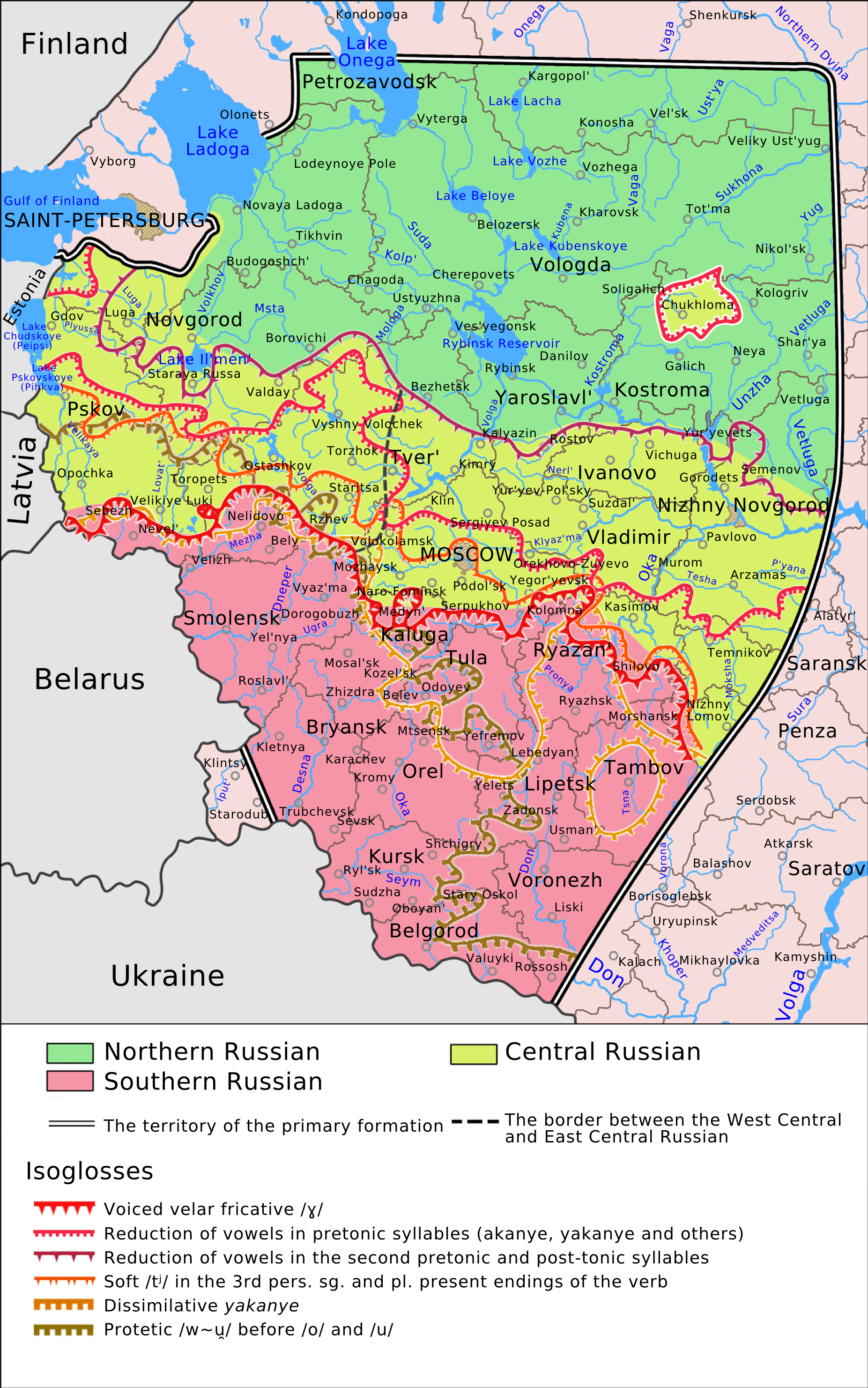
Mapa występowania grup dialektów języka rosyjskiego – północne, przejściowe i południowe

Współcześnie dialekty języka rosyjskiego zwykle dzieli się na trzy grupy: północne, południowe i przejściowe. Różnice między nimi dotyczą głównie leksyki i fonologii (m.in. wymowa samogłosek, zwłaszcza w związku z pozycją akcentu).
Charakterystyczną cechą południowych oraz niektórych przejściowych dialektów jest tzw. akanie – wymawianie nieakcentowanego o i a tak samo, w sposób podobny do akcentowanego a. W północnych dialektach nieakcentowane o wymawia się nadal jak o – jest to tzw. okanie. Inną typową cechą południowych dialektów jest wymawianie litery г jako [ɣ], podczas gdy w północnych wymawia się ją jako [g].

## Fonologia języka rosyjskiego
Mimo pokrewieństwa łączącego język polski i rosyjski istnieją pewne istotne różnice w wymowie. Poznanie zasad wymowy ułatwia wzajemne rozumienie wypowiedzi, zwłaszcza w przypadku szybkiego tempa mówienia.

### Spółgłoski miękkie i twarde
Pismo rosyjskie jest głoskowe, ale dana litera nie musi odpowiadać zawsze tej samej głosce. Litery spółgłoskowe б, в, г, д, з, к, л, м, н, п, р, с, т, ф, х mogą służyć do oznaczania w piśmie zarówno spółgłosek twardych, jak i miękkich. Spółgłoski twarde występują wtedy, kiedy po nich znajdują się litery samogłoskowe a, э, о, у, ы lub kiedy znajdują się w wygłosie; w wielu przypadkach również przed innymi spółgłoskami. Spółgłoski miękkie występują przed literami samogłoskowymi я, е, ё, ю, и, a także przed miękkim znakiem ь. Cztery pierwsze litery określane są jako jotowane (я, е, ё, ю) i w ich wymowie pojawia się poprzedzający dźwięk [j] w nagłosie wyrazów, po samogłoskach bądź po ь lub ъ.
| litery, przed którymi występują spółgłoski twarde  | a [a]  | э [ɛ]  | о [o]  | у [u]  | ы [ɨ] |
| litery, przed którymi występują spółgłoski miękkie | я [ja] | е [je] | ё [jɵ] | ю [ju] | и [i] |

Porównaj: па́па [ˈpapə] – пять [pʲætʲ].
Od powyższych reguł możliwe są jednak odstępstwa w niektórych wyrazach pochodzenia obcego, gdzie przed e w wymowie występuje spółgłoska twarda (np. оте́ль [ɐˈtɛlʲ]).

### Bezdźwięczność i dźwięczność
Na końcu wyrazów w języku rosyjskim niektóre spółgłoski ulegają ubezdźwięcznieniu, np. рог [rok], медь [mʲetʲ]. Dotyczy to następujących spółgłosek, które mają swoje bezdźwięczne odpowiedniki:
| spółgłoski dźwięczne    | б [b] | в [v] | г [g] | д [d] | ж [ʐ] | з [z] |
| spółgłoski bezdźwięczne | п [p] | ф [f] | к [k] | т [t] | ш [ʂ] | с [s] |

Podobne zjawisko zachodzi przed spółgłoskami bezdźwięcznymi w śródgłosie i w połączeniach przyimków podstawowych z innymi słowami, np. ни́зко [ˈnʲiskə], в том [ftom].
Przed spółgłoskami dźwięcznymi (z wyjątkiem [v], [l], [r], [m], [n] i ich zmiękczonych odpowiedników) w śródgłosie i w połączeniach przyimków podstawowych z innymi słowami dochodzi do udźwięczniania spółgłosek bezdźwięcznych, np. экза́мен [ɛɡˈzamʲɪn], с багажóм [zbəɡɐˈʐom].

### Akcent
W języku rosyjskim występuje akcent swobodny – może padać na sylabę o różnej pozycji w różnych wyrazach, np. рестора́н, ка́чество, учи́тель. Akcent ten jest ponadto ruchomy i w różnych formach gramatycznych danego słowa może zmieniać swe położenie, np. до́ктор – доктора́.
Niektóre słowa różnią się wyłącznie miejscem akcentu, a więc ich znaczenie uzależnione jest od jego pozycji, np. мука́ → mąka, му́ка → męka. Jednak poza tekstami do nauki języka rosyjskiego i słownikami akcenty w słowach rosyjskich normalnie nie są zaznaczane.
W pozycjach akcentowanych samogłoski wymawiane są dłużej i mocniej; w sylabach nieakcentowanych zaś ulegają skróceniu i osłabieniu. Przykładowo samogłoska a [a] oraz o [o] w pozycji nieakcentowanej na pierwszej pozycji w wyrazie lub w sylabie poprzedzającej sylabę akcentowaną redukuje się do dźwięku określanego jako [ʌ] lub [ɐ], np. Москва́ [mɐˈskva], окно́ [ɐˈkno]. W innych nieakcentowanych pozycjach redukcja jest jeszcze silniejsza, do dźwięku [ə], np. соба́ка [sɐˈbakə], ко́мната [ˈkomnətə].

## Rzeczownik

### Rodzaj rzeczownika
Rzeczowniki rosyjskie, podobnie jak w języku polskim, należą do jednej z trzech grup rodzajowych: rodzaju męskiego, żeńskiego lub nijakiego. Przeważnie rodzaj odpowiada płci desygnatu ożywionego. Rosyjskie i polskie rzeczowniki zbliżone brzmieniowo nie zawsze odpowiadają sobie rodzajem. Przykłady: витами́н (m) → witamina (ż), прогно́з (m) → prognoza (ż), ми́нимум (m) → minimum (n), алюми́ний (m) → aluminium (n), террито́рия (ż) → terytorium (n).

#### Rodzaj wspólny
Rzeczowniki rodzaju wspólnego są nazwami osób, należą do I deklinacji i przyjmują rodzaj męski lub żeński w zależności od płci osoby, np. Он са́мый большо́й сладкое́жка. → On jest największym łakomczuchem. Она́ са́мая больша́я сладкое́жка. → Ona jest największą łakomczuchą.

#### Zawody
W języku rosyjskim rzeczowniki określające osoby wykonujące zawody występują na ogół w rodzaju męskim i używane są również w stosunku do kobiet. Przymiotnik w pozycji przydawkowej określający rzeczownik uzgadnia się z jego rodzajem, mimo że jest to sprzeczne z płcią opisywanej osoby, np. Моя́ сестра́ – о́пытный врач. → Moja siostra jest doświadczoną lekarką. Jednakże przymiotniki w pozycji orzecznikowej oraz formy przeszłe czasowników zależą od płci opisywanej osoby: А́втор больна́. → Autorka jest chora. Профе́ссор вы́шла. Profesorka wyszła. W mowie potocznej spotykane są formy на́ша, э́та врач → nasza, ta lekarka (zamiast наш, э́тот). Ponadto w mowie codziennej możliwe są formy żeńskie zawodów po dodaniu specjalnych sufiksów: врачи́ха → lekarka, повари́ха → kucharka, реда́кторша → redaktorka.

### Kategoria żywotności
Podział rzeczowników na żywotne i nieżywotne na ogół odzwierciedla rzeczywisty podział rzeczowników na ożywione i nieożywione. Jednakże rzeczowniki ку́кла → lalka, марионе́тка → marionetka, поко́йник → zmarły, мертве́ц → nieboszczyk należą gramatycznie do żywotnych, a труп → trup – do nieżywotnych. Ponadto rzeczowniki бакте́рия → bakteria, микро́б → mikrob, личи́нка → larwa mogą funkcjonować jako żywotne bądź nieżywotne. Rzeczowniki nieżywotne używane metaforycznie w odniesieniu do ludzi funkcjonują jako żywotne, np. болва́н → bałwan, тип → typ.
Charakterystyczną cechą rzeczowników żywotnych jest to, że w liczbie mnogiej oraz w rodzaju męskim w liczbie pojedynczej forma biernika jest taka sama jak dopełniacza, natomiast rzeczowniki nieżywotne mają biernik równy mianownikowi.
| Liczba | Przypadek |                              | r. męski                     | r. żeński                | r. nijaki                       |
| ------ | --------- | ---------------------------- | ---------------------------- | ------------------------ | ------------------------------- |
| l.poj. | B.        | Я ви́жу... Widzę...           | э́того ма́льчика tego chłopca  | э́ту же́нщину tę kobietę   | э́то живо́тное to zwierzę         |
| l.poj. | D.        | Здесь нет... Tutaj nie ma... | э́того ма́льчика tego chłopca  | э́той же́нщины tej kobiety | э́того живо́тного tego zwierzęcia |
| l.mn.  | B.        | Я ви́жу... Widzę...           | э́тих ма́льчиков tych chłopców | э́тих же́нщин te kobiety   | э́тих живо́тных te zwierzęta      |
| l.mn.  | D.        | Здесь нет... Tutaj nie ma... | э́тих ма́льчиков tych chłopców | э́тих же́нщин tych kobiet  | э́тих живо́тных tych zwierząt     |

Podział na rzeczowniki żywotne i nieżywotne jest bardziej konsekwentny niż w języku polskim. W języku rosyjskim do wzorca odmiany rzeczowników nieżywotnych zalicza się również planety, tańce, marki samochodów, gry, owoce, warzywa, grzyby. Porównaj: Я бы полете́л на Марс. → Poleciałbym na Marsa. Он танцу́ет вальс. → On tańczy walca. Она́ купи́ла совсе́м но́вый мерседе́с. → Ona kupiła całkiem nowego mercedesa. Они проигра́ли в хокке́й. → Oni przegrali w hokeja. Он съел бана́н и анана́с. → On zjadł banana i ananasa. Я нашёл э́тот гриб. → Znalazłem tego grzyba.
Odstępuje się od uzgadniania biernika rzeczowników żywotnych z dopełniaczem w konstrukcjach oznaczających grupy, kategorie osób, np. вы́брать в президе́нты → wybierać na prezydenta; Они уже́ зачисля́ются в студе́нты. → Oni zaliczają się już do studentów.

### Deklinacja
W języku rosyjskim rzeczowniki odmieniają się według trzech deklinacji, przy czym wyróżnia się sześć przypadków:
| Przypadek   | Nazwa po rosyjsku  | Pytanie       |
| ----------- | ------------------ | ------------- |
| mianownik   | имени́тельный паде́ж | кто? что?     |
| dopełniacz  | роди́тельный паде́ж  | кого? чего?   |
| celownik    | да́тельный паде́ж    | кому? чему?   |
| biernik     | вини́тельный паде́ж  | кого? что?    |
| narzędnik   | твори́тельный паде́ж | кем? чем?     |
| miejscownik | предло́жный паде́ж   | о ком? о чём? |

Współczesny język rosyjski nie posiada wołacza, a jego funkcję spełnia mianownik. Mimo to spotyka się pozostałości po dawnych formach wołacza: Бо́же! Челове́че! Бра́те! Czasami używane są tzw. formy wołaczowe, które stanowią zredukowaną postać rzeczowników zakończonych na –a: Мам! Пап!
| Deklinacja     | Rodzaj gramatyczny | Końcówka                      | Przykłady                      |
| -------------- | ------------------ | ----------------------------- | ------------------------------ |
| deklinacja I   | żeński             | -а                            | де́вушка, шко́ла, ба́нка, страна́  |
| deklinacja I   | żeński             | -я                            | неде́ля, дере́вня, тётя          |
| deklinacja I   | żeński             | -ья                           | семья́, судья́, статья́           |
| deklinacja I   | żeński             | -ия                           | Росси́я, ле́кция, ли́ния          |
| deklinacja I   | męski              |                               |                                |
| deklinacja I   | -а                 | мужчи́на, па́па, де́душка, ю́ноша |                                |
| deklinacja I   | -я                 | дя́дя, Ва́ня                    |                                |
| deklinacja II  | męski              | spółgł. twarde                | дом, стол, пол                 |
| deklinacja II  | męski              | spółgł. miękkie               | зверь, гусь, день              |
| deklinacja II  | męski              | -й                            | чай, геро́й, трамва́й            |
| deklinacja II  | męski              | -ий                           | ге́ний, планета́рий, пролета́рий  |
| deklinacja II  | nijaki             |                               |                                |
| deklinacja II  | -о                 | сло́во, число́, де́рево          |                                |
| deklinacja II  | -е                 | мо́ре, се́рдце, по́ле            |                                |
| deklinacja II  | -ье                | пла́тье, сча́стье, жа́ренье      |                                |
| deklinacja II  | -ьё                | бельё, сырьё, ружьё           |                                |
| deklinacja II  | -ие                | зда́ние, усло́вие, ране́ние      |                                |
| deklinacja III | żeński             | -ь                            | меда́ль, боль, тетра́дь          |
| deklinacja III | żeński             | inne z -ь                     | дочь, мать, любо́вь, це́рковь    |
| deklinacja III | nijaki             | -мя                           | вре́мя, вы́мя, зна́мя, и́мя, пле́мя |
| deklinacja III |                    | путь, дитя́                    |                                |

#### Deklinacja I
Do I deklinacji należą rzeczowniki rodzaju żeńskiego i nieliczna grupa rzeczowników rodzaju męskiego zakończonych w mianowniku liczby pojedynczej na –a, –я, –ия.
| Przypadek | l. poj. | l. mn. | l. poj. | l. mn.   | l. poj.  | l. mn.    |
| --------- | ------- | ------ | ------- | -------- | -------- | --------- |
| M.        | ли́па    | ли́пы   | страна́  | стра́ны   | мужчи́на  | мужчи́ны   |
| D.        | ли́пы    | лип    | страны́  | стран    | мужчи́ны  | мужчи́н    |
| C.        | ли́пе    | ли́пам  | стране́  | стра́нам  | мужчи́не  | мужчи́нам  |
| B.        | ли́пу    | ли́пы   | страну́  | стра́ны   | мужчи́ну  | мужчи́н    |
| N.        | ли́пой   | ли́пами | страно́й | стра́нами | мужчи́ной | мужчи́нами |
| Msc.      | ли́пе    | ли́пах  | стране́  | стра́нах  | мужчи́не  | мужчи́нах  |

| Przypadek | temat zakończony na г, к, х | temat zakończony na г, к, х | temat zakończony na ж, ч, ш, щ, ц; akcent na końcówce lub ruchomy | temat zakończony na ж, ч, ш, щ, ц; akcent na końcówce lub ruchomy | temat zakończony na ж, ч, ш, щ, ц; akcent na końcówce lub ruchomy | temat zakończony na ж, ч, ш, щ, ц; akcent na końcówce lub ruchomy | temat zakończony na ж, ч, ш, щ, ц; akcent stały | temat zakończony na ж, ч, ш, щ, ц; akcent stały | temat zakończony na ж, ч, ш, щ, ц; akcent stały | temat zakończony na ж, ч, ш, щ, ц; akcent stały |
| Przypadek | l. poj.                     | l. mn.                      | l. poj.                                                           | l. mn.                                                            | l. poj.                                                           | l. mn.                                                            | l. poj.                                         | l. mn.                                          | l. poj.                                         | l. mn.                                          |
| --------- | --------------------------- | --------------------------- | ----------------------------------------------------------------- | ----------------------------------------------------------------- | ----------------------------------------------------------------- | ----------------------------------------------------------------- | ----------------------------------------------- | ----------------------------------------------- | ----------------------------------------------- | ----------------------------------------------- |
| M.        | рука́                        | ру́ки                        | душа́                                                              | ду́ши                                                              | овца́                                                              | о́вцы                                                              | кры́ша                                           | кры́ши                                           | пти́ца                                           | пти́цы                                           |
| D.        | руки́                        | рук                         | души́                                                              | душ                                                               | овцы́                                                              | ове́ц                                                              | кры́ши                                           | крыш                                            | пти́цы                                           | птиц                                            |
| C.        | руке́                        | рука́м                       | душе́                                                              | ду́шам                                                             | овце́                                                              | о́вцам                                                             | кры́ше                                           | кры́шам                                          | пти́це                                           | пти́цам                                          |
| B.        | ру́ку                        | ру́ки                        | ду́шу                                                              | ду́ши                                                              | овцу́                                                              | ове́ц                                                              | кры́шу                                           | кры́ши                                           | пти́цу                                           | птиц                                            |
| N.        | руко́й                       | рука́ми                      | душо́й                                                             | ду́шами                                                            | овцо́й                                                             | о́вцами                                                            | кры́шей                                          | кры́шами                                         | пти́цей                                          | пти́цами                                         |
| Msc.      | руке́                        | рука́х                       | душе́                                                              | ду́шах                                                             | овце́                                                              | о́вцах                                                             | кры́ше                                           | кры́шах                                          | пти́це                                           | пти́цах                                          |

| Przypadek | l. poj. | l. mn.  | l. poj. | l. mn.   | l. poj. | l. mn.  | l. poj. | l. mn.  | l. poj. | l. mn.   |
| --------- | ------- | ------- | ------- | -------- | ------- | ------- | ------- | ------- | ------- | -------- |
| M.        | земля́   | зе́мли   | неде́ля  | неде́ли   | семья́   | сéмьи   | судья́   | су́дьи   | Росси́я  | Росси́и   |
| D.        | земли́   | земе́ль  | неде́ли  | неде́ль   | семьи́   | семе́й   | судьи́   | суде́й   | Росси́и  | Росси́й   |
| C.        | земле́   | зе́млям  | неде́ле  | неде́лям  | семье́   | се́мьям  | судье́   | су́дьям  | Росси́и  | Росси́ям  |
| B.        | зе́млю   | зе́мли   | неде́лю  | неде́ли   | семью́   | се́мьи   | судью́   | суде́й   | Росси́ю  | Росси́и   |
| N.        | землёй  | зе́млями | неде́лей | неде́лями | семьёй  | се́мьями | судьёй  | су́дьями | Росси́ей | Росси́ями |
| Msc.      | земле́   | зе́млях  | неде́ле  | неде́лях  | семье́   | се́мьях  | судье́   | су́дьях  | Росси́и  | Росси́ях  |

W liczbie pojedynczej:
- po г, к, х, ж, ч, ш, щ w dopełniaczu występuje końcówka –и; jeśli występuje po ж lub ш, wymawiana jest jak ы, np. ко́жи, души́[31]
- rzeczowniki zakończone na –а, –я, –ья w celowniku i miejscowniku mają końcówkę –e, natomiast zakończone na –ия mają w dopełniaczu, celowniku i miejscowniku końcówkę –ии, np. де́вушке, статье́, эне́ргии[33]
- w narzędniku rzeczowniki twardotematowe mają końcówkę –ой, miękkotematowe (zakończone na –я), jeśli akcent pada na temat – końcówkę –ей, a miękkotematowe, jeśli akcent pada na końcówkę – końcówkę –ёй, np. ло́жкой, ка́плей, землёй[33]
- po ж, ч, ш, щ, ц końcówka narzędnika zależy od akcentu – pod akcentem występuje –о́й, a bez akcentu –ей, np. лапшо́й, ка́шей[31]

W liczbie mnogiej:
- rzeczowniki twardotematowe w mianowniku mają końcówkę –ы, a w rzeczownikach miękkotematowych oraz po г, к, х występuje –и, np. пе́сни, подру́ги, па́рты[33]
- w dopełniaczu rzeczowniki zakończone na –a, –я nie mają końcówek, np. школ, зада́ч[33]
- przy zbiegu kilku spółgłosek może w dopełniaczu występować ruchoma samogłoska о lub е: до́ски – до́сок, ло́жки – ло́жек[33]
- rzeczowniki zakończone na –ия w dopełniaczu kończą się na –й, a zakończone na –ья z akcentowaną końcówką kończą się na –е́й, np. ко́пий, коме́дий, семе́й, стате́й[33]
- rzeczowniki miękkotematowe zakończone na –я mają w dopełniaczu sam temat ze znakiem miękkim, a po ч i щ – bez znaku miękkiego, np. капель, бань, встреч, рощ[33]

#### Deklinacja II
Do II deklinacji należą rzeczowniki rodzaju męskiego zakończone w mianowniku l. poj. na spółgłoskę twardą lub miękką oraz –й, jak również rzeczowniki rodzaju nijakiego zakończone na –o, –е, –ё.
| M.   | оборо́т   | оборо́ты   | мо́ре  | моря́   | конь  | ко́ни   |
| D.   | оборо́та  | оборо́тов  | мо́ря  | море́й  | коня́  | коне́й  |
| C.   | оборо́ту  | оборо́там  | мо́рю́  | моря́м  | коню́  | коня́м  |
| B.   | оборо́т   | оборо́ты   | мо́ре  | моря́   | коня́  | коне́й  |
| N.   | оборо́том | оборо́тами | мо́рем | моря́ми | конём | коня́ми |
| Msc. | оборо́те  | оборо́тах  | мо́ре  | моря́х  | коне́  | коня́х  |

| Przypadek | l. poj. | l. mn.  | l. poj. | l. mn.   | l. poj. | l. mn.  | l. poj. | l. mn.  |
| --------- | ------- | ------- | ------- | -------- | ------- | ------- | ------- | ------- |
| M.        | ме́сто   | места́   | зда́ние  | зда́ния   | ге́ний   | ге́нии   | музе́й   | музе́и   |
| D.        | ме́ста   | мест    | зда́ния  | зда́ний   | ге́ния   | ге́ниев  | музе́я   | музе́ев  |
| C.        | ме́сту   | места́м  | зда́нию  | зда́ниям  | ге́нию   | ге́ниям  | музе́ю   | музе́ям  |
| B.        | ме́сто   | места́   | зда́ние  | зда́ния   | ге́ния   | ге́ниев  | музе́й   | музе́и   |
| N.        | ме́стом  | места́ми | зда́нием | зда́ниями | ге́нием  | ге́ниями | музе́ем  | музе́ями |
| Msc.      | ме́сте   | места́х  | зда́нии  | зда́ниях  | ге́нии   | ге́ниях  | музе́е   | музе́ях  |

| Przypadek | l. poj. | l. mn. | l. poj. | l. mn.  | l. poj. | l. mn.   |
| --------- | ------- | ------ | ------- | ------- | ------- | -------- |
| M.        | нож     | ножи́   | врач    | врачи́   | дворе́ц  | дворцы́   |
| D.        | ножа́    | ноже́й  | врача́   | враче́й  | дворца́  | дворцо́в  |
| C.        | ножу́    | ножа́м  | врачу́   | врача́м  | дворцу́  | дворца́м  |
| B.        | нож     | ножи́   | врача́   | враче́й  | дворе́ц  | дворцы́   |
| N.        | ножо́м   | ножа́ми | врачо́м  | врача́ми | дворцо́м | дворца́ми |
| Msc.      | ноже́    | ножа́х  | враче́   | врача́х  | дворце́  | дворца́х  |

W liczbie pojedynczej:
- w dopełniaczu zwykle występuje końcówka –а lub –я; czasami jednak pojawia się końcówka –у, –ю́ w niektórych wyrażeniach przyimkowych i utartych zwrotach, np. вы́йти и́з дому, упусти́ть из ви́ду, умере́ть с го́лоду, и́з лесу, брать без разбо́ру, дать жа́ру, дать ма́ху, сби́ться с то́лку, ну́жно до заре́зу, приба́вить хо́ду, со́ смеху, с ча́су на час.
- w dopełniaczu występuje niekiedy oboczna końcówka –у, –ю́ dla oznaczenia ilości lub części całości (tzw. dopełniacz cząstkowy – роди́тельный партити́вный). Stosowana jest tylko wtedy, gdy rzeczownik użyty jest sam, bez określeń przymiotnikowych, np. килогра́мм тво́рогу, са́хару → kilogram twarogu, cukru, стака́н чаю́, мёду → szklanka herbaty, miodu; ale: стака́н горя́чего ча́я → szklanka gorącej herbaty, немно́го францу́зского коньяка́ → trochę francuskiego koniaku[36].
- w narzędniku rzeczowniki twardotematowe mają końcówkę –ом, miękkotematowe, jeśli akcent pada na temat – końcówkę –ем, a miękkotematowe, jeśli akcent pada na końcówkę – końcówkę –ём, np. студе́нтом, геро́ем, конём[37]
- przy tematach zakończonych na ж, ш, щ, ч, ц końcówka narzędnika zależy od akcentu – pod akcentem występuje –о́м, bez akcentu –ем, np. борщо́м, ма́тчем[37]
- w miejscowniku zwykle występuje końcówka –e poza rzeczownikami zakończonymi na –ий i –ие, gdzie występuje końcówka –и, np. о санато́рии, о собы́тии[35]

W liczbie mnogiej:
- rzeczowniki miękkotematowe rodzaju męskiego oraz wyrazy zakończone na ж, ш, ч, щ w mianowniku mają końcówkę –и, a w dopełniaczu –ей, np. ло́си – лосе́й.
- rzeczowniki miękkotematowe rodzaju nijakiego w mianowniku kończą się na –я, w dopełniaczu –ей, a rzeczowniki zakończone na –(и)е w mianowniku kończą się na –(и)я, zaś w dopełniaczu na –(и)й, np. поля́ – поле́й; собра́ния – собра́ний
- rzeczowniki twardotematowe rodzaju nijakiego w mianowniku mają końcówkę –a, zaś w dopełniaczu generalnie nie mają końcówek lub przed ostatnią spółgłoską może pojawiać się ruchome o (po spółgłoskach twardych) lub e (po spółgłoskach miękkich i ж, ш), np. слова́ – слов; о́кна – око́н; су́дна – су́ден.

Szereg rzeczowników rodzaju męskiego, głównie jednosylabowych, ze stałym akcentem w temacie liczby pojedynczej tworzy w połączeniu z przyimkami в i на równoległą formę miejscownika z akcentowaną końcówką –у́ lub –ю́. Formy tej używa się przeważnie w funkcji orzecznika miejsca lub czasu, porównaj: Я ду́маю́ о са́де. → Myślę o sadzie. В саду́ расту́т я́блони и гру́ши. → W sadzie rosną jabłonie i grusze.
Do podobnych konstrukcji z tego typu rzeczownikami należy: лежа́ть на боку́ → leżeć na boku, очки́ на носу́ → okulary na nosie, сигаре́та во рту́ → papieros w ustach, сиде́ть на берегу́ во второ́м ряду́ → siedzieć na brzegu w drugim rzędzie, в углу́ → w kącie, в шкафу́ → w szafie, в плену́ → w niewoli, на посту́ → na stanowisku, на балу́ → na balu, в аду́ → w piekle, на лугу́ → na łące. Czasami końcówka –у́ lub –ю́ występuje jako potoczny wariant końcówki –e, np. в ча́е / в чаю́.

#### Deklinacja III
Według III deklinacji odmieniają się rzeczowniki rodzaju żeńskiego zakończone w mianowniku l. poj. na spółgłoskę miękką lub ж, ш (po których w piśmie występuje ь).
| Przypadek | l. poj. | l. mn. | l. poj. | l. mn. | l. poj.  | l. mn.    |
| --------- | ------- | ------ | ------- | ------ | -------- | --------- |
| M.        | ночь    | но́чи   | мышь    | мы́ши   | тетра́дь  | тетра́ди   |
| D.        | но́чи    | ноче́й  | мы́ши    | мыше́й  | тетра́ди  | тетра́дей  |
| C.        | но́чи    | ноча́м  | мы́ши    | мыша́м  | тетра́ди  | тетра́дям  |
| B.        | ночь    | но́чи   | мышь    | мыше́й  | тетра́дь  | тетра́ди   |
| N.        | но́чью   | ноча́ми | мы́шью   | мыша́ми | тетра́дью | тетра́дями |
| Msc.      | но́чи    | ноча́х  | мы́ши    | мыша́х  | тетра́ди  | тетра́дях  |

W odmianie kilku rzeczowników rodzaju żeńskiego zakończonych na ь następuje zmiana tematu – są to: мать, дочь, любо́вь, це́рковь.
| Przypadek | l. poj. | l. mn.   | l. poj.  | l. mn.   | l. poj. | l. mn.  |
| --------- | ------- | -------- | -------- | -------- | ------- | ------- |
| M.        | дочь    | до́чери   | це́рковь  | це́ркви   | любо́вь  | любви́   |
| D.        | до́чери  | дочере́й  | це́ркви   | церкве́й  | любви́   | любве́й  |
| C.        | до́чери  | дочеря́м  | це́ркви   | церквя́м  | любви́   | любвя́м  |
| B.        | дочь    | дочере́й  | це́рковь  | це́ркви   | любо́вь  | любви́   |
| N.        | до́черью | дочеря́ми | це́рковью | церквя́ми | любо́вью | любвя́ми |
| Msc.      | до́чери  | дочеря́х  | це́ркви   | церквя́х  | любви́   | любвя́х  |

Odrębną grupą jest dziesięć rzeczowników rodzaju nijakiego zakończonych na –мя: бре́мя, вре́мя, вы́мя, зна́мя, и́мя, пла́мя, пле́мя, се́мя, стре́мя, те́мя → brzemię, czas, wymię, sztandar, imię, płomień, plemię, nasienie, strzemię, ciemię. Ponadto w sposób wyjątkowy odmienia się rzeczownik путь oraz дитя́.
| Przypadek | l. poj. | l. mn.  | l. poj. | l. mn. | l. poj. | l. mn. |
| --------- | ------- | ------- | ------- | ------ | ------- | ------ |
| M.        | и́мя     | имена́   | путь    | пути́   | дитя́    | де́ти   |
| D.        | и́мени   | имён    | пути́    | путе́й  | дитя́ти  | дете́й  |
| C.        | и́мени   | имена́м  | пути́    | путя́м  | дитя́ти  | де́тям  |
| B.        | и́мя     | имена́   | путь    | пути́   | дитя́    | дете́й  |
| N.        | и́менем  | имена́ми | путём   | путя́ми | дитя́тей | детьми́ |
| Msc.      | и́мени   | имена́х  | пути́    | путя́х  | дитя́ти  | де́тях  |

#### Odmiana imion i nazwisk
Rosyjskie imiona i imiona odojcowskie odmieniają się tak samo jak pospolite rzeczowniki o takich samych końcówkach. Narzędnik standardowych męskich nazwisk rosyjskich zakończonych na –ов, –ёв, –ев, –ин ma końcówkę –ым. Nazwiska pochodzenia obcego zakończone na twardą spółgłoskę w narzędniku przyjmują końcówkę –ом, a miękkotematowe –eм. Nazwiska zakończone na –ой oraz –ский, –цкий wraz z polskimi –ски, –цки odmieniają się jak przymiotniki. Jak przymiotniki odmieniają się również nazwiska żeńskie zakończone na –ская, –цкая oraz polskie na –ска, –цка. Nazwiska żeńskie kończące się na spółgłoskę są nieodmienne. Nazwiska zakończone na –ко, –енко, np. Шевче́нко również zwykle się nie odmieniają.
| M.   | Ива́но́в   | Ива́но́ва  | Никити́н   | Да́рвин   | Толсто́й  | Хемингуэ́й  |
| D.   | Ива́но́ва  | Ива́но́вой | Ники́тина  | Да́рвина  | Толсто́го | Хемингуэ́я  |
| C.   | Ива́но́ву  | Ива́но́вой | Ники́тину  | Да́рвину  | Толсто́му | Хемингуэ́ю  |
| B.   | Ива́но́ва  | Ива́но́ву  | Ники́тина  | Да́рвина  | Толсто́го | Хемингуэ́я  |
| N.   | Ива́но́вым | Ива́но́вой | Ники́тиным | Да́рвином | Толсты́м  | Хемингуэ́ем |
| Msc. | Ива́но́ве  | Ива́но́вой | Ники́тине  | Да́рвине  | Толсто́м  | Хемингуэ́е  |

#### Rzeczowniki nieodmienne
Istnieje grupa rzeczowników, które nie odmieniają się przez przypadki i liczby. Są to rzeczowniki pochodzenia obcego zakończone na samogłoski –о (метро́, ра́дио, бюро́, кака́о), –у (шо́у, то́фу), –ю (меню́, интервью́), –и (ло́бби, такси́, жюри́, ви́ски), –е (ко́фе, декольте́, шоссе́), –а (боа́, масс-ме́диа), –э (кано́э, ало́э).
Nieodmienne są również nazwy geograficzne zakończone na samogłoskę, np. Гла́зго, Баку́, О́сло, Чика́го, Со́чи, Ско́пье, Чи́ли. Nazwy miast i wysp mają rodzaj męski (То́кио), a rzek – żeński (Миссиси́пи). Poza tym nieodmienne są również skrótowce zakończone na samogłoskę, a także zbudowane z pierwszych liter wyrazów, od których powstały, np. АО (акционе́рное о́бщество, czyt. [ɐˈo]), МГУ (Моско́вский госуда́рственный унивестите́т, czyt. [ɛmɡɛˈu]), США (Соединённые Шта́ты Аме́рики, czyt. [sɛʂɛˈa]).
Formę rzeczownika nieodmiennego można określić na podstawie sąsiadujących z nim wyrazów, np. Э́то но́вое кафе́. → To jest nowa kawiarnia. Э́то но́вые кафе́. → To są nowe kawiarnie.
Do rodzaju męskiego należą rzeczowniki oznaczające osoby płci męskiej oraz zwierzęta: атташе́ → attaché, кенгуру́ → kangur, шимпанзе́ → szympans, какаду́ → kakadu. Do innych rzeczowników nieodmiennych rodzaju męskiego należy m.in.: ко́фе → kawa, пена́льти → karny, во́тум → wotum, буржуа́ → burżuj, торна́до → tornado. Do rodzaju żeńskiego należą rzeczowniki oznaczające osoby płci żeńskiej: па́ни → pani, мада́м → madame, мисс → miss, także: саля́ми → salami, авеню́ → avenue. Z reguły jednak rzeczowniki nieodmienne są rodzaju nijakiego, np. та́нго → tango, фо́то → fotka, эмба́рго → embargo, хо́бби → hobby.

### Liczba
Rzeczowniki policzalne mają zazwyczaj formy liczby pojedynczej i mnogiej. Niektóre rzeczowniki mają wyłącznie liczbę pojedynczą (singularia tantum). Należą do nich:
- nazwy pojęć abstrakcyjnych (ра́дость → radość, страх → strach, го́лод → głód)
- nazwy różnych substancji (желе́зо → żelazo, нефть → ropa, песо́к → piasek, мёд → miód)
- nazwy zbiorów i skupisk (бельё → bielizna, косме́тика → kosmetyki, о́бувь → obuwie, оде́жда → odzież, листва́ → listowie, сырьё → surowce, посу́да → naczynia)
- nazwy niektórych zjawisk atmosferycznych (мокрота́ → mżawka, пого́да → pogoda)[49]
- nazwy niektórych owoców, warzyw i produktów pochodnych (карто́фель – ziemniaki, свёкла → buraki, земляни́ка → poziomki, изю́м → rodzynki, морко́вь → marchew)[50].

Mogą one mieć jednak czasem formy liczby mnogiej, ale z pewną zmianą znaczenia, np. во́ды → wody lecznicze, пески́ пусты́ни → piaski pustyni.
Niektóre rzeczowniki mają z kolei wyłącznie liczbę mnogą (pluralia tantum). Należą do nich:
- nazwy rzeczowników podwójnych (очки́ → okulary, но́жницы → nożyczki, брю́ки → spodnie, щипцы́ → szczypce, колго́тки → rajstopy)
- nazwy niektórych zbiorów (де́ньги → pieniądze, макаро́ны → makaron)
- nazwy niektórych czynności (вы́боры → wybory, перегово́ры → pertraktacje, ро́ды → poród)
- niektóre określenia czasu (су́тки → doba, су́мерки → zmierzch, кани́кулы → wakacje)
- niektóre nazwy gier i zabaw (ша́хматы → szachy, пря́тки → chowany)
- niektóre nazwy obrzędów (крести́ны → chrzciny, по́хороны → pogrzeb)
- niektóre nazwy geograficzne (Афи́ны → Ateny, А́льпы → Alpy, Филиппи́ны → Filipiny)
- inne wyrazy (весы́ → waga, бу́сы → korale, часы́ → zegar, я́сли → żłobek, сли́вки → śmietanka, черни́ла → atrament, каче́ли → huśtawka, духи́ → perfum, консе́рвы → konserwa, дро́жжи → drożdże)

#### Specjalne formy liczby mnogiej
Niektóre rzeczowniki mają specjalne formy liczby mnogiej. Pewne rzeczowniki zakończone na twardą spółgłoskę mają w mianowniku liczby mnogiej akcentowane а́. Do takich rzeczowników należy m.in. бе́рег, бок, глаз, го́лос, дире́ктор, дом, лес, ма́стер, но́мер, о́стров, по́езд, по́яс, профе́ссор, сто́рож.
Pewne rzeczowniki przyjmują w liczbie mnogiej w mianowniku końcówkę –ья, np. стул, клок, ко́лос, де́верь, сын, муж. Ребёнок → dziecko w liczbie mnogiej ma formę де́ти → dzieci; w mowie potocznej występuje również ребя́та → dzieci, chłopaki.
Niektóre rzeczowniki mają w liczbie mnogiej dwie oboczne formy, które różnią się znaczeniem: ко́рень – ко́рни (korzenie), коре́нья (włoszczyzna); зуб – зу́бы (zęby człowieka, zwierzęcia), зу́бья (ząbki narzędzia); тон – то́ны (tony dźwięku), тона́ (tony barw); цвет – цветы́ (kwiaty), цвета́ (kolory).
| Przypadek | до́ктор doktor | лист liść | чёрт czart | брат brat | друг przyjaciel | англича́нин Anglik | болга́рин Bułgar | котёнок kociątko | господи́н pan |
| --------- | ------------- | --------- | ---------- | --------- | --------------- | ----------------- | --------------- | ---------------- | ------------ |
| M.        | доктора́       | ли́стья    | че́рти      | бра́тья    | друзья́          | англича́не         | болга́ры         | котя́та           | господа́      |
| D.        | докторо́в      | ли́стьев   | черте́й     | бра́тьев   | друзе́й          | англича́н          | болга́р          | котя́т            | госпо́д       |
| C.        | доктора́м      | ли́стьям   | чертя́м     | бра́тьям   | друзья́м         | англича́нам        | болга́рaм        | котя́тaм          | господа́м     |
| B.        | докторо́в      | ли́стья    | черте́й     | бра́тьев   | друзе́й          | англича́н          | болга́р          | котя́т            | госпо́д       |
| N.        | доктора́ми     | ли́стьями  | чертя́ми    | бра́тьями  | друзья́ми        | англича́нами       | болга́рами       | котя́тaми         | господа́ми    |
| Msc.      | доктора́х      | ли́стьях   | чертя́х     | бра́тьях   | друзья́х         | англича́нах        | болга́рах        | котя́тах          | господа́х     |

## Liczebnik
Liczebniki główne z wyjątkiem оди́н, два, полтора́, ты́сяча, миллио́н, миллиа́рд nie mają kategorii rodzaju, a liczebniki od 2 do 999 nie mają kategorii liczby. Liczebnik ты́сяча (odmieniający się jak rzeczownik rodzaju żeńskiego) oraz liczebniki миллио́н i миллиа́рд (odmieniające się jak rzeczownik rodzaju męskiego) łączą się z rzeczownikiem w dopełniaczu: ты́сяча рубле́й, с четырьмя́ ты́сячами рубле́й.
W języku rosyjskim są dwa wyrazy na oznaczenie zera – ноль i нуль. Нуль używa się częściej w matematyce, technicznej terminologii i przy wskazywaniu temperatury: ни́же нуля́ → poniżej zera, нуль гра́дусов → zero stopni. Ноль używa się w kontekstach z życia codziennego: Он вы́играл со счётом 5:0 (пять:ноль) → On wygrał wynikiem 5:0; kiedy precyzuje się czas: семь ноль-ноль → siódma zero zero.
Liczebnik znajdujący się po rzeczowniku oznacza liczbę przybliżoną: Взве́сьте мне, пожа́луйста килогра́мма два свини́ны. → Proszę niech mi pani zważy około 2 kilogramów wieprzowiny. Ему́ бы́ло лет два́дцать. → On miał jakieś 20 lat.
| Przypadek | 1 (m)                        | 1 (n)  | 1 (ż) | 1 (l.mn.)                   | 2 (m/n)                   | 3                         | 5     | 8               | 11           |
| --------- | ---------------------------- | ------ | ----- | --------------------------- | ------------------------- | ------------------------- | ----- | --------------- | ------------ |
| M.        | оди́н                         | одно́   | одна́  | одни́                        | два                       | три                       | пять  | во́семь          | оди́ннадцать  |
| D.        | одного́                       | одного́ | одно́й | одни́х                       | двух                      | трёх                      | пяти́  | восьми́          | оди́ннадцати  |
| C.        | одному́                       | одному́ | одно́й | одни́м                       | двум                      | трём                      | пяти́  | восьми́          | оди́ннадцати  |
| B.        | одного́ (żyw.) оди́н (nieżyw.) | одно́   | одну́  | одни́х (żyw.) одни́ (nieżyw.) | двух (żyw.) два (nieżyw.) | трёх (żyw.) три (nieżyw.) | пять  | во́семь          | оди́ннадцать  |
| N.        | одни́м                        | одни́м  | одно́й | одни́ми                      | двумя́                     | тремя́                     | пятью́ | восемью́ восьмью́ | оди́ннадцатью |
| Msc.      | одно́м                        | одно́м  | одно́й | одни́х                       | двух                      | трёх                      | пяти́  | восьми́          | оди́ннадцати  |

| Przypadek | 40     | 50           | 100 | 200        | 500        | tysiąc (l.poj.) | tysiące (l.mn.) | milion (l.poj.) | miliony (l.mn.) |
| --------- | ------ | ------------ | --- | ---------- | ---------- | --------------- | --------------- | --------------- | --------------- |
| M.        | со́рок  | пятьдеся́т    | сто | две́сти     | пятьсо́т    | ты́сяча          | ты́сячи          | миллио́н         | миллио́ны        |
| D.        | сорока́ | пятидеся́ти   | ста | двухсо́т    | пятисо́т    | ты́сячи          | ты́сяч           | миллио́на        | миллио́нов       |
| C.        | сорока́ | пятидеся́ти   | ста | двумста́м   | пятиста́м   | ты́сяче          | ты́сячам         | миллио́ну        | миллио́нам       |
| B.        | со́рок  | пятьдеся́т    | сто | две́сти     | пятьсо́т    | ты́сячу          | ты́сячи          | миллио́н         | миллио́ны        |
| N.        | сорока́ | пятьюдесятью | ста | двумяста́ми | пятьюста́ми | ты́сячей ты́сячью | ты́сячами        | миллио́ном       | миллио́нами      |
| Msc.      | сорока́ | пятидеся́ти   | ста | двухста́х   | пятиста́х   | ты́сяче          | ты́сячах         | миллио́не        | миллио́нах       |

### Liczebniki два, две, три, четыре
Liczebniki два, две, три, четы́ре oraz kończące się na nie wielowyrazowe liczebniki wymagają użycia rzeczownika w dopełniaczu liczby pojedynczej: два ученика́ → dwaj uczniowie, два́дцать три огурца́ → dwadzieścia trzy ogórki. Nie dotyczy to rzeczowników o odmianie przymiotnikowej: два больны́х, две больны́е, три моро́женых → dwóch chorych, dwie chore, trzy lody. Przymiotniki rodzaju męskiego i nijakiego łączące się z tymi liczebnikami występują w dopełniaczu liczby mnogiej: со́рок два но́вых сотру́дника → czterdziestu dwóch nowych pracowników; три у́зких окна́ → trzy wąskie okna. Przymiotniki rodzaju żeńskiego łączą się z nimi w mianowniku liczby mnogiej, choć dopuszczalny jest również dopełniacz liczby mnogiej: две краси́вые (краси́вых) де́вушки, три интере́сые (интере́сных) кни́ги.
Liczebniki пять i wszystkie kolejne łączą się z rzeczownikiem w dopełniaczu liczby mnogiej, np. пять домо́в, сто шестна́дцать соба́к. W liczebnikach złożonych forma rzeczownika zależy od ostatniego liczebnika: две́сти со́рок оди́н студе́нт, две́сти со́рок пять студе́нтов → 241 studentów, 245 studentów.
Przy liczebnikach два, две, три, четы́ре oraz о́ба, о́бе pojawia się kategoria żywotności rzeczowników, i co za tym idzie zgodność biernika z dopełniaczem, np. Он лю́бит обо́их бра́тьев и обе́их сестёр. → On kocha obu braci i obie siostry. Он приня́л на ку́рсы трёх студе́нтов. → Przyjął na kurs trzech studentów. W liczebnikach złożonych zakończonych na два, две, три, четы́ре kategoria żywotności nie funkcjonuje: Он приня́л на ку́рсы три́дцать три студе́нта. → Przyjął na kurs trzydziestu trzech studentów. Różnie się też przy tych liczebnikach zachowują żywotne rzeczowniki takie jak zwierzęta: Он пойма́л двух ба́бочек. lub: Он пойма́л две ба́бочки. → Złapał dwa motyle.

### Liczebniki zbiorowe
W języku rosyjskim jest dziewięć liczebników zbiorowych: дво́е, тро́е, че́тверо, пя́теро, ше́стеро, се́меро, во́сьмеро, де́вятеро, де́сятеро.
| Przypadek | 2                           | 5                               | oba                        | obie                       |
| --------- | --------------------------- | ------------------------------- | -------------------------- | -------------------------- |
| M.        | дво́е                        | пя́теро                          | о́ба                        | о́бе                        |
| D.        | двои́х                       | пятеры́х                         | обо́их                      | обе́их                      |
| C.        | двои́м                       | пятеры́м                         | обо́им                      | обе́им                      |
| B.        | двои́х (żyw.) дво́е (nieżyw.) | пятеры́х (żyw.) пятеро́ (nieżyw.) | обо́их (żyw.) о́ба (nieżyw.) | обе́их (żyw.) о́бе (nieżyw.) |
| N.        | двои́ми                      | пятеры́ми                        | обо́ими                     | обе́ими                     |
| Msc.      | двои́х                       | пятеры́х                         | обо́их                      | обе́их                      |

Liczebniki zbiorowe stosowane są:
- z rzeczownikami oznaczającymi osoby płci męskiej (тро́е друзе́й → trzech/troje przyjaciół, możliwe też три дру́га; че́тверо ма́льчиков → czterech chłopców, możliwe też четы́ре ма́льчика; дво́е суде́й → dwóch sędziów, możliwe też два судьи́)
- z wyrazami oznaczającymi dzieci i młode zwierzęta (че́тверо сиро́т → czworo sierot, тро́е котя́т → troje kociąt, де́ватеро дете́й → dziewięcioro dzieci)
- z wyrazami oznaczającymi osoby lub grupy osób: дво́е люде́й → dwoje ludzi; ше́стеро отдыха́ющих → sześciu/sześcioro wczasowiczów, тро́е знако́мых → trzech/troje znajomych
- z rzeczownikami mającymi wyłącznie liczbę mnogą: че́тверо су́ток → cztery doby, тро́е часо́в → trzy zegary, тро́е похоро́н → trzy pogrzeby
- z nazwami przedmiotów parzystych: тро́е но́жниц, дво́е рук choć preferowane są konstrukcje z па́ра: три па́ри но́жниц → trzy pary nożyczek[66]
- w konstrukcjach, gdzie pominięto żywotny rzeczownik, w odniesieniu do mężczyzn i/lub do kobiet[65]: Нас бы́ло тро́е. → Było nas troje/trzech. Пя́теро стоя́ли пе́ред магази́ном. → Pięciu/Pięcioro stało przed sklepem. Ко́мната на двои́х. → Pokój dwuosobowy. Мы че́тверо протестова́ли. → Nas czterech/czworo protestowało.

Forma biernika zależy od kategorii żywotności rzeczownika: Уво́лили четверы́х портны́х. → Zwolniono czterech krawców. Он купи́л тро́е ту́фель. → On kupił trzy pary pantofli. Liczebników zbiorowych używa się głównie w mianowniku lub równym mu bierniku; w pozostałych przypadkach używa się zwykle liczebników głównych: че́тверо су́ток → cztery doby, ale: четырёх су́ток → czterech dób.

### Liczebniki porządkowe
Liczebniki porządkowe odmieniają się przez rodzaje, liczby i przypadki. W liczebnikach wielowyrazowych tylko ostatni człon ma postać liczebnika porządkowego, a pozostałe części są nieodmienne: со́рок второ́му → czterdziestemu drugiemu; сто три́дцать пе́рвый → sto trzydziesty pierwszy; ты́сяча девятисо́тый → tysiąc dziewięćsetny; в две ты́сячи два́дцать второ́м году́ → w dwa tysiące dwudziestym drugim roku.
| Przypadek | -ый (m)                         | -ый (n)                         | -ый (ż) | -ый (l.mn.)                    | -ой (m)                         | -ой (n)                         | -ой (ż) | -ой (l.mn.)                    | -ий (m)                          | -ий (n)                          | -ий (ż) | -ий (l.mn.)                     |
| --------- | ------------------------------- | ------------------------------- | ------- | ------------------------------ | ------------------------------- | ------------------------------- | ------- | ------------------------------ | -------------------------------- | -------------------------------- | ------- | ------------------------------- |
| M.        | пе́рвый                          | пе́рвое                          | пе́рвая  | пе́рвые                         | второ́й                          | второ́е                          | втора́я  | вторы́е                         | тре́тий                           | тре́тье                           | тре́тья  | тре́тьи                          |
| D.        | пе́рвого                         | пе́рвого                         | пе́рвой  | пе́рвых                         | второ́го                         | второ́го                         | второ́й  | вторы́х                         | тре́тьего                         | тре́тьего                         | тре́тьей | тре́тьих                         |
| C.        | пе́рвому                         | пе́рвому                         | пе́рвой  | пе́рвым                         | второ́му                         | второ́му                         | второ́й  | вторы́м                         | тре́тьему                         | тре́тьему                         | тре́тей  | тре́тьим                         |
| B.        | пе́рвого (żyw.) пе́рвый (nieżyw.) | пе́рвого (żyw.) пе́рвое (nieżyw.) | пе́рвую  | пе́рвых (żyw.) пе́рвые (nieżyw.) | второ́го (żyw.) второ́й (nieżyw.) | второ́го (żyw.) второ́е (nieżyw.) | втору́ю  | вторы́х (żyw.) вторы́е (nieżyw.) | тре́тьего (żyw.) тре́тий (nieżyw.) | тре́тьего (żyw.) тре́тье (nieżyw.) | тре́тью  | тре́тьих (żyw.) тре́тьи (nieżyw.) |
| N.        | пе́рвым                          | пе́рвым                          | пе́рвой  | пе́рвыми                        | вторы́м                          | вторы́м                          | второ́й  | вторы́ми                        | тре́тьим                          | тре́тьим                          | тре́тьей | тре́тьими                        |
| Msc.      | пе́рвом                          | пе́рвом                          | пе́рвой  | пе́рвых                         | второ́м                          | второ́м                          | второ́й  | вторы́х                         | тре́тьем                          | тре́тьем                          | тре́тьей | тре́тьих                         |

## Przymiotnik
Przymiotniki w języku rosyjskim można podzielić na:
- jakościowe (cechy postrzegane przez zmysły lub drogą wnioskowania, np. ма́ленький → mały, кра́сный → czerwony, си́льный → silny, до́брый → dobry),
- względne (oznaczające właściwości przedmiotu, czynności, osoby w relacji do innego przedmiotu, czynności, czasu itp., np. стально́й прут – прут из ста́ли → stalowy pręt, pręt ze stali; кни́жный шкаф – шкаф для книг → regał na książki)
- dzierżawcze (oznaczające przynależność jednego przedmiotu do drugiego bądź do osoby, np. тётина су́мочка → torebka cioci, ахиллéсова пята́ → pięta Achillesa, ке́сарево сече́ние → cesarskie cięcie[71]. Przymiotniki dzierżawcze w języku rosyjskim są używane częściej niż w języku polskim (w polszczyźnie dominują konstrukcje z dopełniaczem, np. sukienka matki zamiast matczyna sukienka)[72].

Różnice rodzajowe przymiotników występują tylko w liczbie pojedynczej – w liczbie mnogiej jest jedna forma dla wszystkich trzech rodzajów.

### Forma długa i krótka przymiotników
Przymiotniki jakościowe występują w formie pełnej lub krótkiej. Przymiotniki w formie pełnej odmieniają się przez liczbę, rodzaj oraz przypadki. W zdaniu mogą pełnić rolę przydawki, np. У соба́ки холо́дный, вла́жный нос. → Pies ma zimny, wilgotny nos. Она́ така́я краси́вая. → Ona jest taka piękna. Меня́ му́чит си́льная головна́я боль. → Męczy mnie silny ból głowy.
Przymiotniki w formie krótkiej odmieniają się tylko przez rodzaj i liczby. W zdaniu występują wyłącznie jako część orzeczenia imiennego, np. Я влюблён в Са́шу. → Jestem zakochany w Saszy. Что он сего́дня так гру́стен? → Dlaczego on dzisiaj jest taki smutny? За после́дние 5 лет увели́чилось число́ россия́н, счита́ющих, что уче́бная нагру́зка в школах сли́шком велика́ для дете́й. → W ciągu ostatnich 5 lat zwiększyła się liczba Rosjan uważających, że obciążenie nauką w szkołach jest zbyt duże dla dzieci. Видна́ была́ по́чта. → Widać było pocztę. Dla porównania we współczesnym języku polskim jest jedynie kilka przymiotników, które tworzą takie formy, np. ciekaw, gotów, wart, pełen.
Możliwe jest użycie przymiotników zarówno w formie długiej, jak i krótkiej w funkcji orzecznika, np. Здесь приро́да прекра́сная/прекра́сна. → Tutaj przyroda jest piękna. Czasami jednak krótka i długa forma przymiotnika różni się znaczeniem, np. Мой оте́ц плохо́й. → Mój ojciec jest zły [z charakteru]. Мой оте́ц плох. → Mój ojciec jest w złym stanie zdrowotnym. Poza tym w przypadku niektórych przymiotników rozróżnia się ich użycie w znaczeniu tymczasowego stanu (wtedy stosuje się krótką formę) i stanu permanentnego (długa forma), np. Я бо́лен. → Jestem chory. Я больно́й. → Jestem [przewlekle] chory.
Krótkiej formy używa się obowiązkowo, kiedy przymiotnik i rzeczownik identyfikują się ze sobą w ograniczonym stopniu. Przykładowo można użyć formy zarówno krótkiej, jak i długiej w zdaniu typu Э́та страна́ бога́та/бога́тая. → Ten kraj jest bogaty. Jeśli jednak pojawi się doprecyzowanie ograniczające znaczenie przymiotnika do pewnego aspektu, używa się tylko formy krótkiej, np. Э́та страна́ бога́та приро́дными ресу́рсами. → Ten kraj jest bogaty w zasoby naturalne. Inne przykłady, gdzie możliwa jest tylko forma krótka: Он слеп на ле́вый глаз. → On jest ślepy na lewe oko. Моя́ корзи́на полна́ грибо́в. → Mój koszyk jest pełen/pełny grzybów. Она́ гото́ва эмигри́ровать. → Ona jest gotowa wyemigrować. Я согла́сен, что на́до уме́рить тре́бования. → Zgadzam się, że trzeba zmniejszyć wymagania. Он сли́шком умён, что́бы не понима́ть, како́й его́ ждёт коне́ц. → On jest zbyt mądry, żeby nie pojmować, jaki go czeka koniec.
Zastosowanie krótkiej formy przymiotnika sugeruje, że rzeczownik może mieć daną cechę tylko w jakichś konkretnych okolicznościach, nie jest to obiektywna właściwość. Przykładowo mówiąc Кварти́ра больша́я. mówca ma na myśli, że mieszkanie jest duże (w porównaniu z jakimiś standardami). Używając formy krótkiej: Кварти́ра велика́ sugeruje, że mieszkanie jest zbyt duże (w domyśle np. dla tak małej rodziny). Często takie konstrukcje występują w połączeniu z częściami garderoby, np. Пиджа́к у́зок в плеча́х. → Marynarka jest za wąska w ramionach.
Mimo występowania pewnego doprecyzowania, gdzie normalnie używa się formy krótkiej, forma długa może pojawić się po rzeczowniku oddzielona przecinkiem, odpowiednio odmieniona. Porównaj: Он влюблён в заму́жнюю же́нщину. → On jest zakochany w zamężnej kobiecie. Я зна́ю мужчи́ну, влюблённого в заму́жнюю же́нщину. → Znam mężczyznę zakochanego w zamężnej kobiecie.
W czasie przeszłym i przyszłym po czasowniku być przymiotnik w formie długiej w języku pisanym występuje często w narzędniku; w mowie potocznej – w mianowniku, np. Ве́чер был про́сто незабыва́емым. → Wieczór był po prostu niezapomniany. Podobnie narzędnik używany jest po niektórych czasownikach jak каза́ться, стать, счита́ться, явля́ться. Narzędnik pojawia się również przy wskazywaniu „jako który w kolejności?”, „w jakim stanie?”, np. Я пришла́ пе́рвой. → Przyszłam jako pierwsza. Он оста́вил окно́ откры́тым. → Zostawił okno otwarte.

### Odmiana przymiotników
| Przypadek | молодо́й                           | молодо́й  | молодо́й | молодо́й                          | большо́й                           | большо́й  | большо́й | большо́й                          |
| Przypadek | m                                 | n        | ż       | l.mn.                            | m                                 | n        | ż       | l.mn.                            |
| --------- | --------------------------------- | -------- | ------- | -------------------------------- | --------------------------------- | -------- | ------- | -------------------------------- |
| M.        | молодо́й                           | молодо́е  | молода́я | молоды́е                          | большо́й                           | большо́е  | больша́я | больши́е                          |
| D.        | молодо́го                          | молодо́го | молодо́й | молоды́х                          | большо́го                          | большо́го | большо́й | больши́х                          |
| C.        | молодо́му                          | молодо́му | молодо́й | молоды́м                          | большо́му                          | большо́му | большо́й | больши́м                          |
| B.        | молодо́го (żyw.) молодо́й (nieżyw.) | молодо́е  | молоду́ю | молоды́х (żyw.) молоды́е (nieżyw.) | большо́го (żyw.) большо́й (nieżyw.) | большо́е  | большу́ю | больши́х (żyw.) больши́е (nieżyw.) |
| N.        | молоды́м                           | молоды́м  | молодо́й | молоды́ми                         | больши́м                           | больши́м  | большо́й | больши́ми                         |
| Msc.      | молодо́м                           | молодо́м  | молодо́й | молоди́х                          | большо́м                           | большо́м  | большо́й | больши́х                          |

W odmianie przymiotników zakończonych na –го́й, –жо́й, –ко́й, –хо́й, –шо́й, w odróżnieniu od pozostałych zakończonych na –о́й, we wszystkich końcówkach mają literę и zamiast ы.
| Przypadek | но́вый                         | но́вый  | но́вый | но́вый                        | ку́цый                         | ку́цый  | ку́цый | ку́цый                        |
| Przypadek | m                             | n      | ż     | l.mn.                        | m                             | n      | ż     | l.mn.                        |
| --------- | ----------------------------- | ------ | ----- | ---------------------------- | ----------------------------- | ------ | ----- | ---------------------------- |
| M.        | но́вый                         | но́вое  | но́вая | но́вые                        | ку́цый                         | ку́цее  | ку́цая | ку́цые                        |
| D.        | но́вого                        | но́вого | но́вой | но́вых                        | ку́цего                        | ку́цего | ку́цей | ку́цых                        |
| C.        | но́вому                        | но́вому | но́вой | но́вы́м                        | ку́цему                        | ку́цему | ку́цей | ку́цым                        |
| B.        | но́вого (żyw.) но́вый (nieżyw.) | но́вое  | но́вую | но́вых (żyw.) но́вые (nieżyw.) | ку́цего (żyw.) ку́цый (nieżyw.) | ку́цее  | ку́цую | ку́цых (żyw.) ку́цые (nieżyw.) |
| N.        | но́вым                         | но́вым  | но́вой | но́выми                       | ку́цым                         | ку́цым  | ку́цей | ку́цыми                       |
| Msc.      | но́вом                         | но́вом  | но́вой | но́вых                        | ку́цем                         | ку́цем  | ку́цей | ку́цых                        |

W odmianie przymiotników zakończonych na –цый, w odróżnieniu od pozostałych zakończonych na –ый, we wszystkich końcówkach mają literę е zamiast о. Do tej grupy przymiotników zalicza się tylko kilkanaście przymiotników, np. ку́цый → kusy, круглоли́цый → o okrągłej twarzy.
| Przypadek | после́дний                             | после́дний  | после́дний | после́дний                            | хоро́ший                           | хоро́ший  | хоро́ший | хоро́ший                          |
| Przypadek | m                                     | n          | ż         | l.mn.                                | m                                 | n        | ż       | l.mn.                            |
| --------- | ------------------------------------- | ---------- | --------- | ------------------------------------ | --------------------------------- | -------- | ------- | -------------------------------- |
| M.        | после́дний                             | после́днее  | после́дняя | после́дние                            | хоро́ший                           | хоро́шее  | хоро́шая | хоро́шие                          |
| D.        | после́днего                            | после́днего | после́дней | после́дних                            | хоро́шего                          | хоро́шего | хоро́шей | хоро́ших                          |
| C.        | после́днему                            | после́днему | после́дней | после́дним                            | хоро́шему                          | хоро́шему | хоро́шей | хоро́шим                          |
| B.        | после́днего (żyw.) после́дний (nieżyw.) | после́днее  | после́днюю | после́дних (żyw.) после́дние (nieżyw.) | хоро́шего (żyw.) хоро́ший (nieżyw.) | хоро́шее  | хоро́шую | хоро́ших (żyw.) хоро́шие (nieżyw.) |
| N.        | после́дним                             | после́дним  | после́дней | после́дними                           | хоро́шим                           | хоро́шим  | хоро́шей | хоро́шими                         |
| Msc.      | после́днем                             | после́днем  | после́дней | после́дних                            | хоро́шем                           | хоро́шем  | хоро́шей | хоро́ших                          |

| Przypadek | жа́ркий                          | жа́ркий  | жа́ркий | жа́ркий                         |
| Przypadek | m                               | n       | ż      | l.mn.                          |
| --------- | ------------------------------- | ------- | ------ | ------------------------------ |
| M.        | жа́ркий                          | жа́ркое  | жа́ркая | жа́ркие                         |
| D.        | жа́ркого                         | жа́ркого | жа́ркой | жа́рких                         |
| C.        | жа́ркому                         | жа́ркому | жа́ркой | жа́рким                         |
| B.        | жа́ркого (żyw.) жа́ркий (nieżyw.) | жа́ркое  | жа́ркую | жа́рких (żyw.) жа́ркие (nieżyw.) |
| N.        | жа́рким                          | жа́рким  | жа́ркой | жа́ркими                        |
| Msc.      | жа́рком                          | жа́рком  | жа́ркой | жа́рких                         |

W miękkiej odmianie przymiotników we wszystkich końcówkach zamiast litery ы występuje litera и, a zamiast litery o występuje e z wyjątkiem tych zakończonych na гий, -кий, -хий). Przymiotniki zakończone na –жий, –чий, –ший, –щий w mianowniku i bierniku rodzaju żeńskiego mają końcówki takie jak przymiotniki kończące się na гий, -кий, -хий.
| Przypadek | во́лчий                           | во́лчий   | во́лчий  | во́лчий                          |
| Przypadek | m                                | n        | ż       | l.mn.                           |
| --------- | -------------------------------- | -------- | ------- | ------------------------------- |
| M.        | во́лчий                           | во́лчье   | во́лчья  | во́лчьи                          |
| D.        | во́лчьего                         | во́лчьего | во́лчьей | во́лчьих                         |
| C.        | во́лчьему                         | во́лчьему | во́лчьей | во́лчьим                         |
| B.        | во́лчьего (żyw.) во́лчий (nieżyw.) | во́лчье   | во́лчью  | во́лчьих (żyw.) во́лчьи (nieżyw.) |
| N.        | во́лчьим                          | во́лчьим  | во́лчьей | во́лчьими                        |
| Msc.      | во́лчьем                          | во́лчьем  | во́лчьей | во́лчьих                         |

Przymiotniki dzierżawcze kończące się na –ий pochodzą zwykle do nazw zwierząt, niektóre tylko od ludzi. We wszystkich formach z wyjątkiem mianownika i nieożywionej odmiany biernika rodzaju męskiego występuje przed końcówką miękki znak. Do przymiotników tego typu należy m.in.: соба́чий → psi, коша́чий → koci, пти́чий → ptasi, ове́чий → owczy, медве́жий → niedźwiedzi, черепа́ший → żółwi, бо́жий → boży, де́вичий → panieński, охо́тничий → myśliwski, кня́жий → książęcy, ребя́чий → dziecinny, вдо́вий → wdowi, челове́чий → człowieczy.
| Przypadek | ма́мин                                         | ма́мин           | ма́мин   | ма́мин                           | де́дов                         | де́дов   | де́дов   | де́дов                           |
| Przypadek | m                                             | n               | ż       | l.mn.                           | m                             | n       | ż       | l.mn.                           |
| --------- | --------------------------------------------- | --------------- | ------- | ------------------------------- | ----------------------------- | ------- | ------- | ------------------------------- |
| M.        | ма́мин                                         | ма́мино          | ма́мина  | ма́мины                          | де́дов                         | де́дово  | де́дова  | де́довы                          |
| D.        | ма́мина ма́миного                               | ма́мина ма́миного | ма́миной | ма́миных                         | де́дова                        | де́дова  | де́довой | де́дових                         |
| C.        | ма́мину ма́миному                               | ма́мину ма́миному | ма́миной | ма́миным                         | де́дову                        | де́дову  | де́довой | де́довым                         |
| B.        | ма́мина (żyw.) ма́миного (żyw.) ма́мин (nieżyw.) | ма́мино          | ма́мину  | ма́миных (żyw.) ма́мины (nieżyw.) | де́дова (żyw.) де́дов (nieżyw.) | де́дово  | де́дову  | де́довых (żyw.) де́довы (nieżyw.) |
| N.        | ма́миным                                       | ма́миным         | ма́миной | ма́миными                        | де́довым                       | де́довым | де́довой | де́довыми                        |
| Msc.      | ма́мином                                       | ма́мином         | ма́миной | ма́миных                         | де́довом                       | де́довом | де́довой | де́довых                         |

Do innych przymiotników zakończonych na –ин należą rozpowszechnione w języku potocznym pochodne nazw krewnych, np. па́пин → taty, де́душкин → dziadkowy, тётин → ciociny; oraz pochodne imion własnych, zwłaszcza zdrobnionych, żeńskich i męskich zakończonych na –a lub –я, np. Та́нин → od Tanii, Анто́нин → od Antona.
Do innych przymiotników zakończonych na –ов należą pochodne niektórych imion, np. Алекса́ндров → od Aleksandra; niektórych nazwisk, np. Бонапа́ртов → od Bonaparte, Колу́мбов → od Kolumba. Nieliczne podobne przymiotniki są zakończone na –ев lub –ёв.
Do wyrażeń z użyciem przymiotników dzierżawczych należy: ахи́ллово сухожи́лие → ścięgno Achillesa, дека́ртова систе́ма координа́т → kartezjański układ współrzędnych, Бе́рингов проли́в → Cieśnina Beringa, кроколи́ловы слёзы → krokodyle łzy, Э́йфелева ба́шня → Wieża Eiffla, Но́ев ковче́г → Arka Noego.
Istnieją poza tym rzeczowniki, które mają formę przymiotników. Odmieniają się one jak przymiotniki, zachowują się jak przymiotniki w połączeniu z liczebnikami (np. Там рабо́тало три учёных и два лабора́нта. → Tam pracowało trzech naukowców i dwóch laborantów), same mogą być określane przez przymiotniki. Należą tu takie rzeczowniki jak ва́нная → łazienka, часово́й → wartownik, крива́я → krzywa, пра́чечная → pralnia, сла́дкое → deser, про́шлое → przeszłość, нали́чные → gotówka, существи́тельное → rzeczownik.

### Przymiotniki nieodmienne
Istnieje niewielka grupa przymiotników nieodmiennych, zapożyczonych z innych języków. Należą tu m.in.:
- nazwy kolorów: пла́тье беж, бордо́ → beżowa, bordowa sukienka
- nazwy fasonów ubrań, rodzajów tkanin: ю́бка клёш, плиссе́ → rozkloszowana, plisowana spódniczka, блу́зка с глубо́ким декольте́ → bluzka z głębokim dekoltem, брю́ки стретч → spodnie streczowe[87]
- nazwy języków: хи́нди → hindi, эспера́нто → esperanto
- nazwy stylów w sztuce: стиль рококо́, ре́тро → styl rokoko, retro
- nazwy jedzenia: карто́фель фри → frytki, о́вощи гриль → warzywa z grilla, ко́фе мо́кко → kawa mokka[88]
- inne: со́ло → solo, бру́тто → brutto[87].

Przymiotniki nieodmienne zwykle stoją po rzeczownikach, np. В часы́ пик сесть в трамва́й практи́чески невозмо́жно. → W godzinach szczytu praktycznie nie da się wejść do tramwaju. Номера́ люкс оснащены́ кондиционе́ром. → Luksusowe apartamenty są wyposażone w klimatyzację. Inne nieodmienne przymiotniki występują w złożeniach z rzeczownikami, np. би́знес-партнёр → partner handlowy, интерне́т-магази́н → sklep internetowy, тома́т-пюре́ → przecier pomidorowy.

### Stopniowanie przymiotników

#### Stopień wyższy
W języku rosyjskim można tworzyć formy stopnia wyższego przymiotników na dwa sposoby – syntetyczny (forma prosta) i analityczny (forma opisowa). Formy syntetyczne są nieodmienne, występują w zdaniu w roli orzecznika. Tworzy się je przez:
- sufiks –ee (lub w języku potocznym –ей) dodawany jest do większości przymiotników jakościowych[90]. Jeśli przymiotnik jest dwusylabowy, to akcent w stopniu wyższym pada zwykle na tym przyrostku, np. дли́нный – длинне́е, си́льный – сильне́е, но́вый – нове́е, дре́вний – древне́е, скупо́й – скупе́е, стра́шный – страшне́е. W przypadku, kiedy przymiotnik ma więcej niż dwie sylaby, często akcent pozostaje niezmieniony, np. интере́сный – интере́снее, краси́вый – краси́вее, прия́тный – прия́тнее. Zdarzają się jednak wyjątki jak весёлый – веселе́е, холо́дный – холодне́е, тяжёлый – тяжеле́е[91].
- sufiks –e dla przymiotników z tematem zakończonym na к, г, х, т, д, ск, z jednoczesną zmianą spółgłosek, np. бли́зкий – бли́же, глубо́кий – глу́бже, коро́ткий – коро́че, ни́зкий – ни́же, просто́й – про́ще, ра́нний – ра́ньше, сла́дкий – сла́ще, сухо́й – су́ше, чи́стый – чи́ще, ти́хий – ти́ше[91].
- w inny sposób, np. хоро́ший – лу́чше, плохо́й – ху́же, ма́лый – ме́ньше, дешёвый – деше́вле, далёкий – да́льше, высо́кий – вы́ше, большо́й – бо́льше, широ́кий – ши́ре[91].

W konstrukcjach porównawczych obiekt, z którym się porównuje, występuje w dopełniaczu bez przyimka lub po spójniku чем – w mianowniku, np. Э́та маши́на значи́тельно доро́же той. Э́та маши́на значи́тельно доро́же, чем та. → Ten samochód jest znacznie droższy od tamtego.
Formy analityczne są odmienne, w zdaniu zwykle pełnią rolę przydawki; w formie orzecznika nadaje zdaniu książkowy charakter. Tworzy się je przez dodanie wyrazów бо́лее (bardziej) lub ме́нее (mniej) do przymiotników w stopniu równym, np. Э́та зада́ча оказа́лась бо́лее сло́жной, чем я ду́мал. → To zdanie okazało się bardziej złożone niż myślałem.

#### Stopień najwyższy
Stopień najwyższy przymiotników również występuje w formie syntetycznej i analitycznej. Formę syntetyczną tworzy się przez dodanie do tematu stopnia równego sufiksów –ейш lub –айш (występuje on po г, к, х wymieniających się na ж, ч, ш), np. умне́йший → najmądrzejszy, трудне́йший → najtrudniejszy, ближа́йший → najbliższy. Takie formy ma ograniczona liczba przymiotników, głównie z jednosylabowym tematem (ale też np. интере́снейший → najbardziej interesujący). Formy te są właściwe dla stylu wysokiego, odmieniają się tak jak przymiotniki w stopniu równym zakończone na –ший.
Do nielicznych przymiotników w stopniu najwyższym można dodać przyrostek наи–, podkreślający maksymalne natężenie cechy. Formy takie występują często np. w tekstach w gazetach, np. наибо́льшее влия́ние → największy wpływ, наилу́чшее реше́ние → najlepsze rozwiązanie.
Formę analityczną tworzy się przez dodanie do przymiotników:
- wyrazu са́мый uzgadniającego się z przymiotnikiem oraz rodzajem, liczbą i przypadkiem rzeczownika[99], np. Я стою́ на са́мом высо́ком зда́нии в го́роде. → Stoję na najwyższym budynku w mieście.
- nieodmiennego wyrazu наибо́лее (najbardziej) lub наиме́нее (najmniej), np. наибо́лее жела́тельный результа́т → najbardziej pożądany wynik. Formy takie są charakterystyczne dla stylu książkowego[98].
- wyrazu всех do przymiotnika w stopniu wyższym, tworząc formy o charakterze potocznym[97], np. Она́ была́ вы́ше всех. → Ona była najwyższa.

### Tworzenie form krótkich przymiotników
Formy krótkie przymiotnika używane są w zdaniu tylko w funkcji orzecznika. Da się ją utworzyć od większości przymiotników jakościowych z wyjątkiem przymiotników zakończonych na –ский, –ово́й, –ево́й, pochodnych od czasowników kończących się na –лый, –ло́й, przymiotników oznaczające niektóre kolory (np. ро́зовый, голубо́й, кори́чневый) i niektórych innych.
Formę krótką przez odrzucenie końcówki (forma rodzaju męskiego jest równa tematowi) tworzy się, jeśli przymiotnik kończy się na:
- –гий, –жий, –хий, –чий, –ший, –щий
- –ый, –ой, a przed nimi nie stoi spółgłoska + и ani ьн
- –кий, a przed nią nie stoi spółgłoska ani miękki znak.

| Pełna forma | Forma krótka | Forma krótka  | Forma krótka | Forma krótka  |
| Pełna forma | m            | n             | ż            | l.mn.         |
| ----------- | ------------ | ------------- | ------------ | ------------- |
| знако́мый    | знако́м       | знако́мо       | знако́ма      | знако́мы       |
| высо́кий     | высо́к        | высо́ко высоко́ | высока́       | высо́ки высоки́ |
| просто́й     | прост        | про́сто        | проста́       | про́сты просты́ |
| молодо́й     | мо́лод        | мо́лодо        | молода́       | мо́лоды        |
| гото́вый     | гото́в        | гото́во        | гото́ва       | гото́вы        |
| ти́хий       | тих          | ти́хо          | тиха́         | ти́хи тихи́     |

W przymiotnikach zakończonych na –о́й zwykle akcent przesuwa się w krótkiej formie z końcówki na pierwszą sylabę tematu. Istnieją też formy nieregularne jak np. весёлый – ве́сел, злой – зол, о́стрый – остёр.
| Pełna forma  | Forma krótka | Forma krótka | Forma krótka | Forma krótka |
| Pełna forma  | m            | n            | ż            | l.mn.        |
| ------------ | ------------ | ------------ | ------------ | ------------ |
| рассе́янный   | рассе́ян      | рассе́янно    | рассе́янна    | рассе́янны    |
| уве́ренный    | уве́рен       | уве́рено      | уве́рена      | уве́рены      |
| ограни́ченный | ограни́чен    | ограни́чено   | ограни́чена   | ограни́чены   |

W przypadku powyższych przymiotników krótką formę dla rodzaju męskiego tworzy się przez odrzucenie końcówki –ный. Niektóre takie przymiotniki mogą mieć dodatkowo cząstkę –ен.
| Pełna forma | Forma krótka | Forma krótka | Forma krótka | Forma krótka |
| Pełna forma | m            | n            | ż            | l.mn.        |
| ----------- | ------------ | ------------ | ------------ | ------------ |
| моното́нный  | моното́нен    | моното́нно    | моното́нна    | моното́нны    |
| совреме́нный | совреме́нен   | совреме́нно   | совреме́нна   | совреме́нны   |
| стра́нный    | стра́нен      | стра́нно      | странна́      | стра́нны      |

W przypadku powyższych przymiotników krótką formę dla rodzaju męskiego tworzy się przez odrzucenie końcówki –ный i wstawienie –ен.
| Pełna forma | Forma krótka | Forma krótka | Forma krótka | Forma krótka  |
| Pełna forma | m            | n            | ż            | l.mn.         |
| ----------- | ------------ | ------------ | ------------ | ------------- |
| актуа́льный  | актуа́лен     | актуа́льно    | актуа́льна    | актуа́льны     |
| ва́жный      | ва́жен        | ва́жно        | важна́        | ва́жны важны́   |
| у́мный       | умён         | умно́         | умна́         | умны́          |
| го́рький     | го́рек        | го́рько       | горька́       | го́рьки горьки́ |
| ма́ленький   | мал          | мало́         | мала́         | малы́          |
| до́лгий      | до́лог        | до́лгo        | долга́        | до́лги         |
| тя́жкий      | тя́жек        | тя́жко        | тяжка́        | тя́жки         |

W przypadku przymiotników zakończonych na –ьный, –ьно́й, –йный oraz –ный, –но́й po spółgłosce (oprócz й i znaku miękkiego) należy zamiast tych zakończeń wstawić –eн, aby utworzyć formę krótką rodzaju męskiego. W przymiotnikach z końcówkami –йкий, –ький zamiast nich wstawia się –ек, a w przypadku zakończonych na –кий po spółgłosce (oprócz й i znaku miękkiego) wstawia się –ок.
Krótkie formy rodzaju żeńskiego kończą się na –а (–я), nijakiego na –о (–е), a liczby mnogiej –ы, –и. Akcent w rodzaju żeńskim pada na końcowe –a w formach od przymiotników zakończonych na –о́й, często w przypadku przymiotników dwusylabowych oraz przymiotników z przeniesionym akcentem w krótkiej formie w rodzaju męskim, np. зелёный – зе́лен – зелена́. W formie rodzaju nijakiego i w liczbie mnogiej zwykle akcent występuje w tym samym miejscu jak w rodzaju męskim. Czasami możliwy jest akcent dwojaki.

## Przysłówek
Przysłówki są nieodmienną częścią mowy. Można wyróżnić m.in. przysłówki miejsca (где? везде́ → wszędzie, здесь → tutaj, домо́й → w domu), czasu (когда́? давно́ → dawno, зимо́й → zimą, снача́ла → najpierw), przyczyny (почему́? сгоряча́ → w porywie, со зла́ → ze złości, потому́ → dlatego), celu (заче́м? зря → niepotrzebnie, умы́шленно → umyślnie), stopnia, miary i liczby (сколько? бо́льше → więcej, по́чти → prawie, чрезме́рно → nadmiernie), sposobu (каки́м о́бразом? пешко́м → piechotą, наизу́сть → na pamięć), określając jakość (как? бы́стро → szybko, удо́бно → wygodnie).
Większość przysłówków pochodzących od przymiotników i imiesłowów przymiotnikowych tworzy się poprzez zamianę końcówki przymiotnikowej na –o, a w przypadku kończących się na –ний, –жий, –щий końcówką tą jest –e. Czasami przysłówek może mieć akcent w innym miejscu niż przymiotnik. Przykłady: высо́кий – высоко́, краси́вый – краси́во, плохо́й – пло́хо, си́льный – си́льно, кра́йний – кра́йне, угрожа́ющий – угрожа́юще.
Niektóre przysłówki sposobu tworzy się za pomocą konstrukcji по + celownik rzeczownika liczby pojedynczej rodzaju męskiego/nijakiego, np. по-друго́му → w inny sposób, по-ста́рому → po staremu, по-пре́жнему → jak dawniej, nadal, по-ра́зному → różnie. Podobne konstrukcje są używane w znaczeniu „według czyjejś opinii”, np. по-мо́ему → według mnie, по на́шему мне́нию → naszym zdaniem (wyjątki: по-его́, по её, по-и́х).
Przysłówki powstałe z przymiotników kończących się na –ский i –цкий mają końcówkę –и, np. практи́ческий – практи́чески. W przypadku języków, narodowości i niektórych innych można dodać prefiks по–: по-ру́сски → po rosyjsku, по-польски → po polsku, по–ле́нински → w stylu Lenina. Czasami obie konstrukcje są możliwe, np. де́тски/по-де́тски дове́рчивый → ufny jak dziecko.
Przysłówki pochodzące od przymiotników dzierżawczych kończących się na –ий mają końcówkę –ьи, np. по-соба́чьи пре́дан свое́й хозя́йке → wierny swojej pani jak pies.
Przysłówki mogą pochodzić nie tylko od przymiotników i imiesłowów przymiotnikowych, ale i od rzeczowników, w różnych przypadkach (до́низу → do samego dołu, кста́ти → przy okazji, и́здали → z oddali), czasowników (не́хотя → nie chcąc), liczebników (два́жды → dwukrotnie, dwa razy), zaimków (до тех пор → dotąd).
Formy przeczące w przypadku przysłówków takich jak где, как, когда́ tworzy się przez dodanie przedrostka ни–, np. нигде́ → nigdzie, ника́к → w żaden sposób, никогда́ → nigdy, никуда́ → donikąd, ниотку́да → znikąd, ниско́лько → ani trochę. Należy je odróżnić od form tworzonych przez dodanie przedrostka нe–, np. не́где → nie ma gdzie, не́зачем → nie ma po co, не́когда → nie ma kiedy, не́куда → nie ma dokąd, не́откуда → nie ma skąd. Tworzą one konstrukcje typu: Вам не́куда бы́ло сесть. → Nie mieliście gdzie usiąść. Не́откуда ей быть о́пытной. → Skąd miałaby mieć doświadczenie. Porównaj: Она́ нигде́ не рабо́тает. → Ona nigdzie nie pracuje. Ей не́где рабо́тать. → Ona nie ma gdzie pracować.

### Cząstki –то, –нибудь, –либо, кое–
Przysłówków z przyroskiem –то używa się, mówiąc o konkretnym, określonym miejscu sposobie czy czasie, którego mówiący nie może lub nie chce sprecyzować, np. Он живёт где-то побли́зости. → On mieszka gdzieś w pobliżu. Когда́-то мы игра́ли в те́ннис. → Kiedyś graliśmy w tenisa. Она́ почему́-то недово́льна. → Ona z jakiegoś powodu jest niezadowolona.
Przysłówków z przyroskiem –нибудь używa się, mówiąc o dowolnych, obojętnie jakich, niesprecyzowanych okolicznościach, np. Я устро́ился на рабо́ту, и не где-нибудь, а в Ло́ндоне. → Załatwiłem sobie pracę, i to nie byle gdzie, a w Londynie. Ты игра́л когда́-нибудь в те́ннис? → Grałeś kiedyś w tenisa? По суббо́там мы всегда́ е́здили куда́-нибудь. → W soboty zawsze dokądś jeździliśmy.
Przyrostek –либо można używać zamiennie z –нибудь, jednak wyraża jeszcze większy stopień nieokreśloności, np. Э́то был са́мый вели́кий челове́к, кото́рый когда́-либо жил. → To był największy człowiek, jaki kiedykolwiek żył.
Przedrostek ко́е– w połączeniu z przysłówkami może oznaczać: ко́е–где → gdzieniegdzie, ко́е-куда́ → tu i ówdzie, ко́е-когда́ → czasem, ко́е-как → byle jak, z trudem.

### Kłopotliwe przysłówki
Istnieje wyraźne rozróżnienie między przysłówkami związanymi ze znajdowaniem się w jakimś miejscu a przysłówkami związanymi z poruszaniem się w jakimś kierunku. Kуда́ идёшь ты, туда́ и я. → Gdzie (dokąd) idziesz ty, tam idę i ja. Где ты была́? Там. → Gdzie byłaś? Tam.
Заче́м znaczy w jakim celu, a почему́ – dlaczego, np. Заче́м ты вы́ключил свет? Что́бы мо́жно бы́ло спать. → Po co wyłączyłeś światło? Żeby można było spać. Почему́ ты вы́ключил свет? Потому́, что уже́ светло́. → Dlaczego wyłączyłeś światło? Dlatego, że już jest jasno.
Przysłówki сейча́с i тепе́рь tłumaczy się jako teraz, jednak сейча́с używane jest częściej i zwłaszcza wtedy, gdy chodzi o moment mówienia; może też odnosić się do bezpośredniej przeszłości. W przypadku тепе́рь często występuje przeciwstawienie do przeszłości lub rozciągnięcie teraźniejszości poza moment mówienia, np. Повтори́, что ты сейча́с сказа́л. → Powtórz, co teraz (przed chwilą) powiedziałeś. Ра́ньше у нас была́ неудо́бная коммуна́льная кварти́ра. Тепе́рь мы живём в трёхко́мнатной кварти́ре. → Wcześniej mieliśmy niewygodne mieszkanie komunalne. Teraz mieszkamy w trzypokojowym mieszkaniu.

### Stopniowanie przysłówków
Stopień wyższy przysłówków można utworzyć podobnie jak w przypadku przymiotników. Formy syntetyczne (proste) tworzy się zazwyczaj przez dodanie przyrostków –ee (a w mowie potocznej również –е́й). Zwykle w przysłówkach ponad dwusylabowych akcent nie przesuwa się na przyrostek, np. бы́стро – быстре́е, интере́сно – интере́снее (ale: хо́лодно – холодне́е). Stopień wyższy tworzony przez przyrostek –e dotyczy głównie przysłówków kończących się na –го, –до, –ко, –то, –хо; formy są identyczne jak formy stopnia wyższego odpowiadającym im przymiotników, np. бли́зко –бли́же, мя́гко – мя́гче, ре́дко – ре́же, ти́хо – ти́ше, дёшево – деше́вле.
Konstrukcje porównawcze tworzy się podobnie jak w przypadku przymiotnika – z użyciem dopełniacza lub spójnika чем, np. Я хожу́ в кино́ ча́ще бра́та. Я хожу́ в кино́ ча́ще, чем брат. → Chodzę do kina częściej niż brat. Прия́тнее ходи́ть гуля́ть вдвоём, чем одному́. → Przyjemniej jest chodzić na spacer we dwoje niż samemu. Konstrukcje z на + biernik pozwalają określić różnicę, np. Я вы́ше сестры́ на 5 см. → Jestem wyższa od siostry o 5 cm.
Tworzenie form analitycznych (złożonych) polega na dodaniu do przysłówka w stopniu równym nieodmienne wyrazy бо́лее (bardziej) lub ме́нее (mniej), używane głównie z długimi przymiotnikami i przysłówkami oraz w niektórych wyrażeniach. Konstrukcje porównawcze tworzy się z wykorzystaniem spójnika чем, np. Молодёжь живёт бо́лее акти́вно, чем старики́. → Młodzież żyje aktywniej niż ludzie starsi.
W połączeniu z przedrostkiem по– przysłówki w stopniu wyższym oznaczają małą intensywność cechy, odpowiada to polskiemu nieco lub trochę, np. Говори́ погро́мче. Ничего́ не слы́шно. → Mów trochę głośniej. Nic nie słychać. Inny, sposób gradacji, któremu podlegają tylko niektóre przysłówki zakłada użycie przedrostków jak архи–, пре– (np. преглу́по → bardzo głupio), użycie przyrostków –овато, –евато, –онечко, –енечко, –онько, –енько, –охонько, –ехонько (np. малова́то → zbyt mało) lub powótrzenie przysłówka (np. далеко́-далеко́ → bardzo daleko).
Konstrukcji im... tym... odpowiada konstrukcja чем... тем..., np. Я зна́ю одного́ телеведу́щего, кото́рый чем ста́рше стано́вится, тем моло́же вы́гладит. → Znam jednego prezentera telewizyjnego, który im starszy się staje, tym młodziej wygląda.
Stopień najwyższy przysłówków tworzy się przez połączenie formy stopnia wyższego z wyrazem всех w porównaniach ludzi (lub zwierząt) bądź всего́ w porównaniach przedmiotów, np. Бо́льше всего́ я люблю́ пи́ццу. → Najbardziej [ze wszystkich innych dań] lubię pizzę. Я люблю́ пи́ццу бо́льше всех. → Ja lubię pizzę najbardziej [ze wszystkich innych ludzi]. О́льга вы́глядит лу́чше всех. → Olga wygląda najlepiej. Парк лу́чше всего́ вы́глядит о́сенью. → Park najlepiej wygląda jesienią. Ponadto stopień wyższy można tworzyć z użyciem wyrazu наибо́лее (najbardziej) lub наиме́нее (najmniej), np. наибо́лее энерги́чно → najbardziej energicznie.

## Zaimek

### Zaimki osobowe
| Przypadek | я         | ты          | мы   | вы   |
| --------- | --------- | ----------- | ---- | ---- |
| M.        | я         | ты          | мы   | вы   |
| D.        | меня́      | тебя́        | нас  | вас  |
| C.        | мне       | тебе́        | нам  | вам  |
| B.        | меня́      | тебя́        | нас  | вас  |
| N.        | мной мно́ю | тобо́й тобо́ю | на́ми | ва́ми |
| Msc.      | мне       | тебе́        | нас  | вас  |

| Przypadek | он            | оно́           | она́                   | они́          |
| --------- | ------------- | ------------- | --------------------- | ------------ |
| M.        | он            | оно́           | она́                   | они́          |
| D.        | его́ (у него́)  | его́ (у него́)  | её (у неё)            | их (у них)   |
| C.        | ему́ (к нему́)  | ему́ (к нему́)  | ей (к ней)            | им (к ним)   |
| B.        | его́ (на него́) | его́ (на него́) | её (на неё)           | их (на них)  |
| N.        | им (с ним)    | им (с ним)    | ей (с ней) е́ю (с не́ю) | и́ми (с ни́ми) |
| Msc.      | о нём         | о нём         | о ней                 | о них        |

Biernik zaimków równy jest dopełniaczowi, np. О́зеро? Я его́ не вижу́. Вме́сте найдём его́. → Jezioro? Nie widzę go. Razem znajdziemy je.
Narzędnik я i ты ma dodatkowe formy narzędnika, odpowiednio мно́ю i тобо́ю, które używane są czasem w mowie potocznej i konstrukcjach w stronie biernej. W przypadku zaimka она́ alternatywna forma narzędnika е́ю jest preferowana w starannej mowie, zwłaszcza w stronie biernej, aby uniknąć pomylenia z formą celownika, np. поста́вленные е́ю це́ли → postawione przez nią cele; поста́вленные ей це́ли → postawione jej cele.
Zaimka osobowego вы można używać w zwrotach grzecznościowych i w języku polskim odpowiada mu wtedy wyraz pan, pani, państwo.
Zaimki он, оно́, она́, они́ w połączeniu z przyimkami otrzymują na początku dodatkowe н, np. Возьми́те у него́ ключи́. Я ему́ дал други́е. → Niech pan weźmie od niego klucze. Ja mu dałem inne. W języku rosyjskim obowiązują zatem postaci z przyimkiem i bez, podczas gdy np. narzędnik w języku polskim ma tylko jedną postać, np. Она́ восхища́лась им. Ona się nim zachwycała. Она́ стоя́ла пе́ред ним. → Ona stała przed nim. W połączeniu z niektórymi nielicznymi przyimkami nie dodaje się jednak н. Należą do nich: благодаря́ ему́ → dzięki niemu, ей навстре́чу → [wychodzić] jej naprzeciw, на зло ему́ → jemu na złość, согла́сно им → zgodnie z nimi; poza tym вопреки́ → wbrew, напереко́р → na przekór, подо́бно → podobnie jak, вне → na zewnątrz, в отноше́нии → w stosunku do. Przyimek внутри́ łączy się z formami z lub bez dodatkowego н. Dopełniacz tych zaimków może występować również w znaczeniu dzierżawczym, a wtedy nie dodaje się do niego н, bo przyimek nie łączy się z zaimkiem a rzeczownikiem, np. Она́ получи́ла от него́ цветы́. → Ona otrzymała od niego kwiaty. Она́ получи́ла цветы́ от его́ бра́та. → Ona otrzymała kwiaty od jego brata.
W języku rosyjskim można uściślić, kogo rozumiemy pod pojęciem „my” lub „wy”, używając następujących konstrukcji: мы с тобо́й → ja i ty, вы с бра́том → ty i twój brat; Тогда́ вы с ней вы́шли. → Wtedy ty i ona wyszliście.
W języku rosyjskim na ogół nie opuszcza się zaimków osobowych w funkcji podmiotu, ale istnieje wiele odstępstw od reguły. W mowie codziennej i w oficjalnych ogłoszeniach, wnioskach możliwe jest pominięcie я, np. Hачну сейча́с! → Zacznę teraz! Прошу́ предоста́вить мне убе́жище. → Proszę o udzielenie mi azylu. Zaimek ты można pominąć, chcąc utworzyć konstrukcję о bezosobowym znaczeniu, np. Никогда́ не зна́ешь, что случи́тся. → Nigdy nie wiesz, co się wydarzy. Podobnie można pominąć они́ w konstrukcjach bezosobowych, np. Здесь стро́ят каку́ю-то высо́тку. → Tutaj budują jakiś drapacz chmur. Nierzadko zaimki opuszcza się w języku mówionym, poza formami czasu przeszłego, gdzie bez zaimka nie wiadomo, kto jest wykonawcą czynności.

### Zaimek себя i друг друга
Zaimek zwrotny себя́ odpowiada polskiemu siebie [samego], nie ma formy rodzaju, liczby i mianownika, np. Он купи́л себе́ маши́ну. → Kupił sobie samochód. Закро́й за собо́й дверь! → Zamknij za sobą drzwi! Мы дово́льны собо́й. → Jesteśmy zadowoleni z siebie. Poza tym wyraz ten występuje w niektórych wyrażeniach i konstrukcjach, np. так себе́ → tak sobie, она́ хороша́ собо́й → ona jest ładna, a także łączy się z niektórymi czasownikami: вести́ себя́ → zachowywać się, чу́вствовать себя́ → czuć się, представля́ть собо́й → stanowić.
Wyrażenie друг друга (zaimek wzajemny) odpowiada polskiemu siebie nawzajem. Składa się z części nieodmiennej przez przypadki i części odmiennej, która nie posiada formy mianownika. W przypadku zastosowania przyimka występuje on pomiędzy tymi częściami, np. Они́ хорошо́ зна́ют друг дру́га. → Oni dobrze się znają. Мы не мо́жем жить друг без дру́га. → My nie możemy bez siebie żyć. Они́ ча́сто спо́рят друг с дру́гом. → Oni często spierają się ze sobą.
W związku z powyższym istnieje różnica znaczeniowa między np. обма́нывать себя́ → okłamywać się (siebie samego) i обма́нывать друг дру́га → okłamywać się (wzajemnie).

### Zaimki dzierżawcze
| Przypadek | мой                        | мой                        | мой  | мой                       | ваш                         | ваш                          | ваш   | ваш                         | его́ | его́ | его́ | его́   |
| Przypadek | m                          | n                          | ż    | l.mn.                     | m                           | n                            | ż     | l.mn.                       | m   | n   | ż   | l.mn. |
| --------- | -------------------------- | -------------------------- | ---- | ------------------------- | --------------------------- | ---------------------------- | ----- | --------------------------- | --- | --- | --- | ----- |
| M.        | мой                        | моё                        | моя́  | мои́                       | ваш                         | ва́ше                         | ва́ша  | ва́ши                        | его́ | его́ | его́ | его́   |
| D.        | моего́                      | моего́                      | мое́й | мои́х                      | ва́шего                      | ва́шего                       | ва́шей | ва́ших                       | его́ | его́ | его́ | его́   |
| C.        | моему́                      | моему́                      | мое́й | мои́х                      | ва́шему                      | ва́шему                       | ва́шей | ва́шим                       | его́ | его́ | его́ | его́   |
| B.        | моего́ (żyw.) мой (nieżyw.) | моего́ (żyw.) моё (nieżyw.) | мою́  | мои́х (żyw.) мои́ (nieżyw.) | ва́шего (żyw.) ваш (nieżyw.) | ва́шего (żyw.) ва́ше (nieżyw.) | ва́шу  | ва́ших (żyw.) ва́ши (nieżyw.) | его́ | его́ | его́ | его́   |
| N.        | мои́м                       | мои́м                       | мое́й | мои́ми                     | ва́шим                       | ва́шим                        | ва́шей | ва́шими                      | его́ | его́ | его́ | его́   |
| Msc.      | моём                       | моём                       | мое́й | мои́х                      | ва́шем                       | ва́шем                        | ва́шей | ва́ших                       | его́ | его́ | его́ | его́   |

Zaimek мой odmienia się podobnie jak твой i свой. Zaimek ваш odmienia się podobnie jak наш. Zaimki его́, её, их nie odmieniają się przez przypadki. Porównaj: Я хоте́л бы ей подари́ть кольцо́. → Chciałbym podarować jej pierścionek. Я хоте́л бы подари́ть eё сестре́ кольцо́. → Chciałbym podarować jej siostrze pierścionek.
Свой jest częściej używaną alternatywą dla zaimka pierwszo– i drugoosobowego w wyrażaniu przynależności do osoby wskazanej w podmiocie Я забы́л мой/свой портфе́ль. → Zapomniałem mojej/swojej teczki. Użycie свой jest obowiązkowe dla trzeciej osoby, jeśli podmiot i posiadacz jest taki sam, np. Он звони́л своему́ дру́гу, а пото́м ещё его́ дру́гу. → On zadzwonił do swojego przyjaciela, a potem jeszcze do jego przyjaciela (przyjaciela od przyjaciela).

### Zaimki pytajno-względne
| Przypadek | кто  | что  |
| --------- | ---- | ---- |
| M.        | кто  | что  |
| D.        | кого́ | чего́ |
| C.        | кому́ | чему́ |
| B.        | кого́ | что  |
| N.        | кем  | чем  |
| Msc.      | ком  | чём  |

Zaimki кто, что, како́й, кото́рый, чей mogą pełnić rolę zarówno zaimków pytajnych, jak i względnych. Zaimek кто w roli zaimka pytającego wymaga użycia męskiego rodzaju, nawet przy zwracaniu się do kobiet. Może być ponadto użyty w odniesieniu do zwierząt, np. Кто вы́шел за́муж? Кто гото́в вы́йти за́муж? → Kto wyszedł za mąż? Która jest gotowa wyjść za mąż? Кем она́ рабо́тает? Кто она́ по профе́ссии? → Jako kto ona pracuje? Kim ona jest z zawodu? Кто лета́ет над таре́лкой? Оса́. → Co lata nad talerzem? Osa. Кто i что może być wzmocnione przez тако́й/така́я/таки́е, np. Кто така́я э́та де́вочка? → Kto to taki, ta dziewczynka?
Zaimek что odnosi się do rzeczy lub zwierząt. Używany jest z orzeczeniem w rodzaju nijakim i liczbie pojedynczej, np. Что случи́лось? → Co się stało? Что э́то [тако́е]? → Co to [takiego]? Что но́вого? → Co nowego? К чему́ он гото́вится? → Do czego się on przygotowuje?
| Przypadek | чей                        | чей   | чей       | чей                       | како́й                         | како́й  | како́й       | како́й                        | кото́рый                           | кото́рый  | кото́рый         | кото́рый                          |
| Przypadek | m                          | n     | ż         | l.mn.                     | m                             | n      | ż           | l.mn.                        | m                                 | n        | ż               | l.mn.                            |
| --------- | -------------------------- | ----- | --------- | ------------------------- | ----------------------------- | ------ | ----------- | ---------------------------- | --------------------------------- | -------- | --------------- | -------------------------------- |
| M.        | чей                        | чьё   | чья       | чьи                       | како́й                         | како́е  | кака́я       | каки́е                        | кото́рый                           | кото́рое  | кото́рая         | кото́рые                          |
| D.        | чьего́                      | чьего́ | чьей      | чьих                      | како́го                        | како́го | како́й       | каки́х                        | кото́рого                          | кото́рого | кото́рой         | кото́рых                          |
| C.        | чьему́                      | чьему́ | чьей      | чьим                      | како́му                        | како́му | како́й       | каки́м                        | кото́рому                          | кото́рому | кото́рой         | кото́рым                          |
| B.        | чьего́ (żyw.) чей (nieżyw.) | чьё   | чью       | чьих (żyw.) чьи (nieżyw.) | како́го (żyw.) како́й (nieżyw.) | како́е  | каку́ю       | каки́х (żyw.) каки́е (nieżyw.) | кото́рого (żyw.) кото́рый (nieżyw.) | кото́рое  | кото́рую         | кото́рых (żyw.) кото́рые (nieżyw.) |
| N.        | чьим                       | чьим  | чье́й чье́ю | чьи́ми                     | каки́м                         | каки́м  | како́й како́ю | каки́ми                       | кото́рым                           | кото́рым  | кото́рой кото́рою | кото́рыми                         |
| Msc.      | чьём                       | чьём  | чьей      | чьих                      | како́м                         | како́м  | како́й       | каки́х                        | кото́ром                           | кото́ром  | кото́рой         | кото́рых                          |

Чей oznacza czyj, np. В чью маши́ну ты вчера́ се́ла? → Do czyjego samochodu wczoraj wsiadłaś?
Како́й oznacza jaki, który. Bardzo często używany jest również wtedy, gdy pytanie dotyczy liczby, np. Кака́я сего́дня пого́да? → Jaka dzisiaj jest pogoda? Како́е вино́ к како́му блю́ду подаю́т? → Jakie wino podaje się do jakiej potrawy? Како́е сего́дня число́? → Którego jest dzisiaj? Како́го авто́буса ты ждёшь? → Na który autobus czekasz? На како́м этаже́ ты живёшь? → Na którym piętrze mieszkasz? Synonimem dla како́й może być wyrażenie что за, np. Что сего́дня за пого́да? → Jaka dzisiaj jest pogoda? Како́й używa się także w wykrzyknieniach, np. Кака́я ра́дость! → Jakaż radość!
Formą zaimka odpowiadającą krótkim formom przymiotnika, występującą głównie w orzeczniku jest како́в, каково́, какова́, каковы́. Może ona również pełnić rolę zaimka pytajnego oraz występować w wykrzyknieniach, np. Како́й он учени́к? Он тала́нтливый учени́к. → Jakim on jest uczniem? On jest utalentowanym uczniem. Како́в он? Он тала́нтлив. → Jaki on jest? On jest utalentowany. Каки́е у тебя́ пла́ны? Каковы́ твои́ пла́ны? → Jakie masz plany? Jakie są twoje plany? Analogicznie istnieją formy тако́й i тако́в, np. Така́я жизнь мне нра́вится. Такова́ жизнь. → Takie życie mi się podoba. Takie jest życie.
Кото́рый jako zaimek pytający oznacza który (w szeregu liczbowym), np. В кото́рый раз уже́ ты смо́тришь свою́ дура́цкую телевиктори́ну. → Który to już raz oglądasz swój idiotyczny teleturniej? Stosuje się go ponadto w niektórych wyrażeniach związanych z czasem, np. Кото́рый час? В кото́ром часу́? → Która godzina? O której godzinie? (choć w mowie wyrażenia te wypierane są przez odpowiednio Ско́лько вре́мени? Во ско́лько?).
Ponadto wyrazy кто, что, кото́рый, како́й, чей mogą pełnić rolę zaimków względnych. Zaimki кто, что zwykle występują z innymi zaimkami takimi jak: тот, кто → ten, kto; те, кто → ci, którzy; то, что → to, co; все, кто → wszyscy, którzy; всё, что → wszystko, co; ка́ждый, кто → każdy, kto; любо́й, кто → każdy, kto, np. Хорошо́ смеётся тот, кто смеётся после́дним. → Ten się śmieje, kto się śmieje ostatni. Ты ви́дишь то, что хо́чешь ви́деть. → Widzisz to, co chcesz widzieć. Я записа́л то, что он сказа́л. → Zapisałem to, co on powiedział.
Jeśli konstrukcja dotyczy liczby mnogiej, po zaimku кто może występować zarówno liczba pojedyncza, jak i mnoga, np. Те, кто пришли́/пришёл, бы́ли дово́льны. → Ci, którzy przyszli, byli zadowoleni. Все, кто вы́шли/вы́шел, бы́ли недово́льны. → Wszyscy, którzy wyszli, byli niezadowoleni.
Что może być zaimkiem względnym dla całego zdania podrzędnego, np. Шёл дождь, чeго́ я не ожида́л. → Padał deszcz, czego się nie spodziewałem.
Zaimek względny кото́рый odnosi się do rzeczowników ożywionych lub nieożywionych, uzgadnia się z nimi jego rodzaj i liczbę, a przypadek zależy od zdania podrzędnego, np. Я купи́л биле́ты на пье́су «Вишнëвый сад», кото́рую вы хоте́ли уви́деть. → Kupiłem bilety na sztukę „Wiśniowy sad”, którą chcieliście zobaczyć. Я была́ влюблена́ в мужчи́не, за кото́рого она́ вы́шла за́муж. → Byłam zakochana w mężczyźnie, za którego ona wyszła za mąż. Podobnie jak кото́рый odmienia się не́который → pewien, niektórzy, np. не́которое вре́мя → pewien czas; Не́торорые [лю́ди] лю́бят ани́совые леденцы́. → Niektórzy [ludzie] lubią anyżowe landrynki.
W przypadku użycia zaimka кото́рый w dopełniaczu, stoi on po rzeczowniku, np. Э́то моя́ подру́га, оте́ц кото́рой раскоше́лился на ремо́нт. → To jest moja przyjaciółka, której ojciec sypnął groszem na remont. Я хочу́ но́мер, о́кна кото́рого выхо́дят на мо́ре. → Chcę pokój, którego okna wychodzą na morze.
Како́й jako zaimek względny odnosi się do rzeczy i osób o określonych cechach, tłumaczy się go jako jaki, np. Неуже́ли ты не знаешь, каки́х же́нщин избега́ют мужчи́ны? → Czyżbyś nie wiedziała, jakich kobiet unikają mężczyźni? Zaimek како́й może występować wspólnie z zaimkiem тако́й, np. Я совсе́м не измени́лась, я оста́лась тако́й, како́й и была́. → Ja zupełnie się nie zmieniłam, pozostałam taka, jaka byłam.
Wyraz чей jako zaimek względny pojawia się w tekstach w stylu poetyckim, „książkowym”; w innych przypadkach stosuje się кото́рый, np. Режиссёр, чей фильм восхити́л кинозри́телей... → Reżyser, którego film zachwycił widzów kina... (standardowo: Режиссёр, фильм кото́рого восхити́л кинозри́телей...).
Zaimki ско́лько → ile i сто́лько → tyle w mianowniku wymagają użycia rzeczownika w dopełniaczu, np. Ско́лько знако́мых лиц ты там ви́дел? Я не ожида́л уви́деть сто́лько знако́мых. → Ile znajomych osób tam widziałeś? Nie spodziewałem się zobaczyć tylu znajomych. Не́сколько oznacza kilka, np. Не́сколько раз я слы́шал миф о Промете́е. → Kilka razy słyszałem mit o Prometeuszu.

### Zaimki nieokreślone
Cząstki –то oraz –нибудь mogą być dodawane do zaimków pytających takich jak кто, что, чей, како́й, aby utworzyć zaimki nieokreślone.
Cząstka –то używana jest wtedy, gdy mowa jest o konkretnej osobie, przedmiocie, miejscu, zjawisku, którego rozmówca nie może lub nie chce bliżej określić, np. Кто-то звони́л в дверь. Э́то был како́й-то ма́льчик. → Ktoś dzwonił do drzwi. To był jakiś chłopiec. Она́ чем-то недово́льна. → Ona jest z czegoś niezadowolona. На вокза́ле я нашёл чью-то су́мку. → Na dworcu znalazłem czyjąś torbę.
Cząstka –нибудь używana jest wtedy, kiedy mowa jest o dowolnych, wszystko jedno jakich, niesprecyzowanych osobach, przedmiotach, miejscach, zjawiskach, np. Кто-нибудь звони́л? → Ktoś dzwonił? Расскажи́ нам каку́ю-нибудь ска́зку, что-нибудь интере́сное. → Opowiedz nam jakąś bajkę, coś interesującego. Ты кого́-нибудь там ви́дел? → Widziałeś tam kogoś? Я хочу́ что-нибудь почита́ть. → Chcę coś poczytać. За каки́х-нибудь 30 лет все бу́дут е́здить на электромоби́лях. → Za jakieś 30 lat wszyscy będą jeździć samochodami elektrycznymi. Э́то не како́й-нибудь новичо́к, э́то великоле́пный худо́жник. → To nie jest jakiś tam nowicjusz, to wspaniały malarz.
Cząstka –либо ma podobne znaczenie jak –нибудь, ale zakłada jeszcze większy poziom nieokreśloności i może nadawać wydźwięk „książkowy”, np. Зна́ете ли вы что́-либо об э́том? → Czy pan cokolwiek wie o tym?
Cząstka ко́е– może poprzedzać zaimki pytające, tworząc np. ко́е-кто (ktoś, ten i ów), ко́е-что (coś, to i owo), кое-какой (jakiś, byle jaki). Wariantem potocznym ко́е– jest кой–. Jeśli pojawiają się w takich konstrukcjach przyimki, to występują one między ко́е a odpowiednią formą zaimka, np. Ко́е с кем он успе́л уже́ познако́миться. → Z tym i owym zdążył już się poznać. Ведь ко́е-каки́е сбереже́ния у вас есть. → Przecież jakieś tam oszczędności macie.
Zaimek не́кто → ktoś ma jedynie formę mianownika, a zaimek не́что występuje w mianowniku i bierniku (obie formy są identyczne). Zaimków tych zwykle używa się z określeniem, np. не́кто в огро́мной шля́пе → ktoś w ogromnym kapeluszu. Zaimek не́кто można łączyć z nazwiskami, np. Пото́м выступа́л не́кто Фёдоров. → Potem występował niejaki Fiodorow. Не́что łączy się z przymiotnikami w mianowniku, a nie jak w języku polskim – w dopełniaczu, np. не́что подо́бное → coś podobnego; Случи́лось не́что стра́нное. → Wydarzyło się coś dziwnego.

### Zaimki przeczące
Zaimki przeczące tworzone są od zaimków pytających przez dodanie partykuł ни–, np. никто́ → nikt, ничто́ → nic, никако́й → żaden, ниче́й → niczyj. Jeśli występuje przyimek, to partykuły te są oddzielone od zaimka. Przykłady: Он не рассчи́тывал ни на чью по́мощь. → On nie liczył na niczyją pomoc. Я никому́ не ве́рю. → Nikomu nie wierzę. Ты ничего́ не де́лаешь. → Ty nic nie robisz. Ни о чём не жале́йте. → Niczego nie żałujcie. У меня́ никаки́х пробле́м. → Nie mam żadnych problemów.
| Przypadek | никто́        | никто́        | ничто́        | ничто́        |
| Przypadek | bez przyimka | z przyimkiem | bez przyimka | z przyimkiem |
| --------- | ------------ | ------------ | ------------ | ------------ |
| M.        | никто́        | –            | ничто́        | –            |
| D.        | никого́       | ни у кого́    | ничего́       | ни у чего́    |
| C.        | никому́       | ни к кому́    | ничему́       | ни к чему́    |
| B.        | никого́       | ни на кого́   | ничто́        | ни на что    |
| N.        | нике́м        | ни с кем     | ниче́м        | ни с чем     |
| Msc.      | –            | ни о ком     | –            | ни о чём     |

| Przypadek | не́кого       | не́кого       | не́чего       | не́чего       |
| Przypadek | bez przyimka | z przyimkiem | bez przyimka | z przyimkiem |
| --------- | ------------ | ------------ | ------------ | ------------ |
| M.        | –            | –            | –            | –            |
| D.        | не́кого       | не́ у кого    | не́чего       | не́ у чего    |
| C.        | не́кому       | не́ к кому́    | не́чему       | не́ к чему    |
| B.        | не́кого       | не́ на кого́   | –            | не́ на что    |
| N.        | не́кем        | не́ с кем     | не́чем        | не́ с чем     |
| Msc.      | –            | не́ о ком     | –            | не́ о чем     |

Poza tym istnieją zaimki przeczące не́кого → nie ma kogo i не́чего → nie ma czego, np. Не́чего де́лать. → Nie ma co robić. Ему́ нечего́ де́лать. → On nie ma co robić. Спаси́бо. Не́ за что. → Dziękuję. Nie ma za co. Не о чем говори́ть. → Nie ma o czym mówić. Не́кому пойти́ за пи́вом. → Nie ma kto pójść po piwo. Porównaj: Она́ ни с кем не идёт в теа́тр. → Ona z nikim nie idzie do teatru. Ей не́ с кем пойти́ в теа́тр. → Ona nie ma z kim pójść do teatru.
Не́чего można używać też jako synonimu не́зачем → nie ma po co, nie ma sensu, np. Не́чего наде́яться на её согла́сие. → Nie ma co liczyć na jej zgodę.
Należy rozróżniać zaimki nieokreślone не́кто → ktoś, не́что → coś od zaimków nieokreślonych не́кого → nie ma kogo, не́чего → nie ma czego.

### Zaimki wskazujące
| Przypadek | э́тот                        | э́тот  | э́тот | э́тот                      | тот                       | тот  | тот     | тот                     |
| Przypadek | m                           | n     | ż    | l.mn.                     | m                         | n    | ż       | l.mn.                   |
| --------- | --------------------------- | ----- | ---- | ------------------------- | ------------------------- | ---- | ------- | ----------------------- |
| M.        | э́тот                        | э́то   | э́та  | э́ти                       | тот                       | то   | та      | те                      |
| D.        | э́того                       | э́того | э́той | э́тих                      | того́                      | того́ | той     | тех                     |
| C.        | э́тому                       | э́тому | э́той | э́тим                      | тому́                      | тому́ | той     | тем                     |
| B.        | э́того (żyw.) э́тот (nieżyw.) | э́то   | э́ту  | э́тих (żyw.) э́ти (nieżyw.) | того́ (żyw.) тот (nieżyw.) | то   | ту      | тех (żyw.) те (nieżyw.) |
| N.        | э́тим                        | э́тим  | э́той | э́тими                     | тем                       | тем  | той то́ю | те́ми                    |
| Msc.      | э́том                        | э́том  | э́той | э́тих                      | том                       | том  | той     | тех                     |

Zaimek э́тот odnosi się do przedmiotów bliższych lub znanych, natomiast zaimek тот – do dalszych lub nieznanych, np. Э́та ша́пка моя́, а та его́. Я возьму́ э́ту ша́пку, а ты – ту. → Ta czapka jest moja, a tamta jego. Ja wezmę tę czapkę, a ty tamtą.
Zaimek тот można przetłumaczyć jako tamten, ten, drugi, np. Вы нам принесли́ не то блю́до. → Pan nam przyniósł nie to danie. Я хочу́ перейти́ на ту сто́рону у́лицы. → Chcę przejść na drugą stronę ulicy. Я обрати́лся к дя́де. Тот молча́л. → Zwróciłem się do wujka. Ten milczał.; wprowadzając zdanie podrzędne: Я ему́ дала́ те кни́ги, кото́рые мне уже́ нену́жны. → Ja jemu dałam te książki, które mnie już nie są potrzebne.
Тот występuje w konstrukcjach typu тот же, тот са́мый, тот же са́мый, оди́н и тот же oznaczających po polsku ten sam, np. Он 20 лет но́сит оди́н и тот же костю́м. → On 20 lat nosi ten sam garnitur.
Poza tym w języku rosyjskim istnieje nieodmienny zaimek э́то → to, np. Что э́то? Э́то ла́ндыш. → Co to jest? To jest konwalia.

### Zaimki określające
| Przypadek | весь                        | весь  | весь | весь                      |
| Przypadek | m                           | n     | ż    | l.mn.                     |
| --------- | --------------------------- | ----- | ---- | ------------------------- |
| M.        | весь                        | всё   | вся  | все                       |
| D.        | всего́                       | всего́ | всей | всех                      |
| C.        | всему́                       | всему́ | всей | всем                      |
| B.        | всего́ (żyw.) весь (nieżyw.) | всё   | всю  | всех (żyw.) все (nieżyw.) |
| N.        | всем                        | всем  | всей | все́ми                     |
| Msc.      | всём                        | всём  | всей | всех                      |

Zaimki весь, всё, вся w liczbie pojedynczej z rzeczownikiem tłumaczy się na ogół jako cały, całe, cała, np. Я пылесо́сил весь дом. → Odkurzałem cały dom. W przypadku liczby mnogiej oznaczają wszyscy, wszystkie, np. Все рабо́тники получи́ли пре́мию. → Wszyscy pracownicy otrzymali premię.
| Przypadek | сам                         | сам    | сам   | сам                         |
| Przypadek | m                           | n      | ż     | l.mn.                       |
| --------- | --------------------------- | ------ | ----- | --------------------------- |
| M.        | сам                         | само́   | сама́  | са́ми                        |
| D.        | самого́                      | самого́ | само́й | сами́х                       |
| C.        | самому́                      | самому́ | само́й | сами́м                       |
| B.        | самого́ (żyw.) сам (nieżyw.) | само́   | саму́  | сами́х (żyw.) са́ми (nieżyw.) |
| N.        | сами́м                       | сами́м  | само́й | сами́ми                      |
| Msc.      | само́м                       | само́м  | само́й | сами́х                       |

Zaimek сам z osobami oznacza we własnej osobie, sam osobiście, samodzielnie, np. Я до́ма всё сама́ де́лаю. → W domu robię wszystko sama. К нам прие́хал сам президе́нт. → Do nas przyjechał sam prezydent.
Z rzeczownikami nieżywotnymi oznacza samoistnie, np. Стака́н сам упа́л со стола́. → Szklanka sama spadła ze stołu. Występuje w niektórych wyrażeniach i może łączyć się z zaimkiem себя́, np. само́ собо́й разуме́ется → rozumie się samo przez się, Она́ вини́т во всем то́лько саму́ себя́. → Ona wini we wszystkim tylko samą siebie. Sam w znaczeniu samotnie, bez obecności nikogo innego wyraża się poprzez zaimek оди́н, np. Я там была́ одна́. → Byłam tam sama. До́ма одни́ де́ти. → W domu są tylko dzieci (same).
Zaimek са́мый można łączyć z rzeczownikami i zaimkami w celu podkreślenia istoty rzeczy, ilości, cechy, precyzyjnego punktu w czasie lub przestrzeni, np. в са́мую по́лночь → o samej północy; в са́мом це́нтре По́знани → w samym centrum Poznania. Ponadto używany jest przy tworzeniu stopnia najwyższego przymiotników. Wyrażenie тот/э́тот са́мый oznacza ten właśnie, np. в э́ту са́мую мину́ту → w tej właśnie minucie.

## Czasownik
Czasownik wyraża akcję, proces lub stan, może odmieniać się przez liczbę, rodzaj, osoby. Wyróżnia się stronę czynną i bierną, aspekt dokonany i niedokonany, tryb oznajmujący, przypuszczający i rozkazujący, czas teraźniejszy, przeszły i przyszły (przyszły prosty i przyszły złożony).

### Bezokolicznik
Bezokolicznik w języku rosyjskim może przyjmować końcówki –ть (np. дать), –чь (np. бере́чь), –ти (np. идти́). W przypadku czasowników zwrotnych dodawana jest partykuła zwrotna –ся do bezokoliczników zakończonych na –ть, –чь (np. улыба́ться) lub –сь dla zakończonych na –ти (np. пройти́сь).
Bezokolicznik występuje:
- w konstrukcjach czasu przeszłego złożonego, np. Я бу́ду чита́ть. → Będę czytać.
- w konstrukcjach z czasownikami takimi jak ду́мать, идти́, люби́ть, мочь, реша́ть, соглаша́ться, стать, отказа́ться, хоте́ть, np. Он согласи́лся уча́ствовать. → On zgodził się uczestniczyć.
- z przymiotnikami w formie krótkiej, np. Он обя́зан предоста́вить преиму́щество. → On jest zobowiązany udzielić pierwszeństwa.
- w bezosobowych połączeniach z przysłówkami takimi jak мо́жно, на́до, нельзя́, ну́жно, необходи́мо, np. Здесь нельзя́ кури́ть. → Tutaj nie wolno palić.

### Czasy

#### Czas teraźniejszy i przyszły prosty
Formy czasu teraźniejszego tworzone są na podstawie czasowników niedokonanych, np. чита́ю → czytam; formy powstałe z czasowników dokonanych tworzą czas przyszły prosty, np. прочита́ю → przeczytam.
Czasowniki w czasie teraźniejszym i przyszłym prostym odmieniają się w ten sam sposób. Temat czasu teraźniejszego bądź przyszłego prostego w języku rosyjskim stanowi jego forma trzeciej osoby liczby mnogiej trybu oznajmującego po odrzuceniu końcówki, np. нес –ут. W języku rosyjskim istnieją dwa schematy odmian czasowników:
|              | I koniugacja | I koniugacja | II koniugacja | II koniugacja |
| ------------ | ------------ | ------------ | ------------- | ------------- |
| я            | –у           | –ю           | –у            | –ю            |
| ты           | –ешь         | –ёшь         | –ишь          | –ишь          |
| он, она́, оно́ | –ет          | –ёт          | –ит           | –ит           |
| мы           | –ем          | –ём          | –им           | –им           |
| вы           | –ете         | –ёте         | –ите          | –ите          |
| они́          | –ут          | –ют          | –ат           | –ят           |

Litera ю jest zastępowana przez у oraz я przez а, jeśli występuje po ж, ч, ш, щ. W czasownikach I koniugacji у występuje zamiast ю po spółgłosce, z wyjątkiem liter л i р w niektórych czasownikach. Akcentowane e zamienia się w ё.
Do pierwszej koniugacji należą czasowniki zakończone na –оть, –уть, –ыть, –сть, –зть, –ти, –чь, czasowniki z jednosylabowym bezokolicznikiem zakończone na –ить, większość czasowników zakończonych na –ать, –ять i wiele czasowników zakończonych na –еть. Do drugiej koniugacji należą czasowniki kończące się na –ить (z wyjątkiem tych o jednosylabowym bezokoliczniku takich jak бить, вить, жить, брить, лить, пить, шить), wiele czasowników zakończonych na –еть, niektóre czasowniki zakończone na –ать oraz czasowniki боя́ться i стоя́ть.
|              | знать  | дава́ть | ждать | красне́ть  | пить  | идти́  |
| ------------ | ------ | ------ | ----- | --------- | ----- | ----- |
| я            | зна́ю   | даю́    | жду   | красне́ю   | пью   | иду́   |
| ты           | зна́ешь | даёшь  | ждёшь | красне́ешь | пьёшь | идёшь |
| он, она́, оно́ | зна́ет  | даёт   | ждёт  | красне́ет  | пьёт  | идёт  |
| мы           | зна́ем  | даём   | ждём  | красне́ем  | пьём  | идём  |
| вы           | зна́ете | даёте  | ждёте | красне́ете | пьёте | идёте |
| они́          | зна́ют  | даю́т   | ждут  | красне́ют  | пьют  | иду́т  |

|              | говори́ть | горе́ть | лежа́ть | стоя́ть |
| ------------ | -------- | ------ | ------ | ------ |
| я            | говорю́   | горю́   | лежу́   | стою́   |
| ты           | говори́шь | гори́шь | лежи́шь | стои́шь |
| он, она́, оно́ | говори́т  | гори́т  | лежи́т  | стои́т  |
| мы           | говори́м  | гори́м  | лежи́м  | стои́м  |
| вы           | говори́те | гори́те | лежи́те | стои́те |
| они́          | говоря́т  | горя́т  | лежа́т  | стоя́т  |

Niektóre czasowniki odmieniają się w specyficzny sposób:
|              | петь  | мыть  | спать |
| ------------ | ----- | ----- | ----- |
| я            | пою́   | мо́ю   | сплю  |
| ты           | поёшь | мо́ешь | спишь |
| он, она́, оно́ | поёт  | мо́ет  | спит  |
| мы           | поём  | мо́ем  | спим  |
| вы           | поёте | мо́ете | спи́те |
| они́          | пою́т  | мо́ют  | спят  |

|              | бежа́ть | есть  | хоте́ть | дать   |
| ------------ | ------ | ----- | ------ | ------ |
| я            | бегу́   | ем    | хочу́   | дам    |
| ты           | бежи́шь | ешь   | хо́чешь | дашь   |
| он, она́, оно́ | бежи́т  | ест   | хо́чет  | даст   |
| мы           | бежи́м  | еди́м  | хоти́м  | дади́м  |
| вы           | бежи́те | еди́те | хоти́те | дади́те |
| они́          | бегу́т  | едя́т  | хотя́т  | даду́т  |

Temat w odmianie czasownika może różnić się od tematu odpowiadającego bezokolicznika.
|              | взять    | мять  | снять   | звать  | е́хать | тере́ть | печь   |
| ------------ | -------- | ----- | ------- | ------ | ----- | ------ | ------ |
| я            | возьму́   | мну   | сниму́   | зову́   | е́ду   | тру    | пеку́   |
| ты           | возьмёшь | мнёшь | сни́мешь | зовёшь | е́дешь | трёшь  | печёшь |
| он, она́, оно́ | возьмёт  | мнёт  | сни́мет  | зовёт  | е́дет  | трёт   | печёт  |
| мы           | возьмём  | мнём  | сни́мем  | зовём  | е́дем  | трём   | печём  |
| вы           | возьмёте | мнёте | сни́мете | зовёте | е́дете | трёте  | печёте |
| они́          | возьму́т  | мнут  | сни́мут  | зову́т  | е́дут  | трут   | пеку́т  |

Czasami różnice te wynikają jedynie na zamianie pewnych spółgłosek, np. д na ж, т na ч lub щ, з na ж, с na ш, г na ж, к na ч, х na ш, ск na щ.
|              | маха́ть | писа́ть | иска́ть | пла́кать |
| ------------ | ------ | ------ | ------ | ------- |
| я            | машу́   | пишу́   | ищу́    | пла́чу   |
| ты           | ма́шешь | пи́шешь | и́щешь  | пла́чешь |
| он, она́, оно́ | ма́шет  | пи́шет  | и́щет   | пла́чет  |
| мы           | ма́шем  | пи́шем  | и́щем   | пла́чем  |
| вы           | ма́шете | пи́шете | и́щете  | пла́чете |
| они́          | ма́шут  | пи́шут  | и́щут   | пла́чут  |

W przypadku czasowników II koniugacji zakończonych na –ить, –еть w pierwszej osobie liczby pojedynczej może następować zmiana w końcówce tematu: z б na бл, в na вл, д na ж, з na ж, с na ш, т na ч, м na мл, п na пл, ст na щ.
|              | люби́ть | шуме́ть | бре́дить | бро́сить | плати́ть | мстить |
| ------------ | ------ | ------ | ------- | ------- | ------- | ------ |
| я            | люблю́  | шумлю́  | бре́жу   | бро́шу   | плачу́   | мщу    |
| ты           | лю́бишь | шуми́шь | бре́дишь | бро́сишь | пла́тишь | мстишь |
| он, она́, оно́ | лю́бит  | шуми́т  | бре́дить | бро́сит  | пла́тит  | мстит  |
| мы           | лю́бим  | шуми́м  | бре́дим  | бро́сим  | пла́тим  | мстим  |
| вы           | лю́бите | шуми́те | бре́дите | бро́сите | пла́тите | мсти́те |
| они́          | лю́бят  | шумя́т  | бре́дят  | бро́сят  | пла́тят  | мстят  |

#### Czas przyszły złożony
Czas przyszły złożony tworzy się przez dodanie do czasownika быть w czasie przyszłym bezokolicznika czasownika niedokonanego, np. я бу́ду рабо́тать → będę pracować/będę pracował.
| я            | бу́ду   |
| ты           | бу́дешь |
| он, она́, оно́ | бу́дет  |
| мы           | бу́дем  |
| вы           | бу́дете |
| они́          | бу́дут  |

#### Czas przeszły
Czas przeszły tworzy się zarówno od czasowników dokonanych, jak i niedokonanych, odmienia się przez rodzaj i liczbę, ale nie przez osoby. Tworzy się w znakomitej większości przypadków przez odrzucenie sufiksu –ть, –сть, –чь, –ти i dodanie odpowiedniej końcówki.
| liczba        | pojedyncza     | pojedyncza       | pojedyncza       | mnoga            |
| rodzaj        | męski          | żeński           | nijaki           | –                |
| możliwe osoby | я, ты, он      | я, ты, она́       | оно́              | мы, вы они́       |
| końcówka      | –л             | –ла              | –ло              | –ли              |
| przykłady     | писа́л, написа́л | писа́ла, написа́ла | писа́ло, написа́ло | писа́ли, написа́ли |

W niektórych typach czasowników w formie czasu przeszłego w rodzaju męskim nie pojawia się –л. Należą do nich:
- czasowniki zakończone na –ереть, np. тере́ть – тёр, тёрла, тёрло, тёрли.
- czasowniki zakończone na –ти (poza tymi, których temat w odmianie w czasie teraźniejszym kończy się na –д lub –т, np. вести́ – вёл, вела́, вело́, вели́), np. везти́ – вёз, везла́, везло́, везли́; нести́ – нёс, несла́, несло́, несли́; расти́ – рос, росла́, росло́, росли́.
- czasowniki zakończone na –зть jak грызть – грыз, гры́зла, гры́зло, гры́зли; лезть – лез, ле́зла, ле́зло, ле́зли
- czasowniki zakończone na –чь, np. бере́чь – берёг, берегла́, берегло́, берегли́; печь – пёк, пекла́, пекло́, пекли́; жечь – жёг, жгла, жгло, жгли; сечь – сёк, секла́, секло́, секли́; лечь – лёг, легла́, легло́, легли́; мочь – мог, могла́, могло́, могли́; достичь – дости́г, дости́гла, дости́гло, дости́гли
- czasowniki zakończone na –шибить, np. ошиби́ться – оши́бся, оши́блась, оши́блось, оши́блись.
- niektóre czasowniki zakończone na –нуть, takie jak czasowniki dokonane z akcentem na temat wyrażające zmianę stanu, np. замёрзнуть – замёрз, замёрзла, замёрзло, замёрзли; привы́кнуть – привы́к, привы́кла, привы́кло, привы́кли. W przypadku czasowników niedokonanych z akcentem na temat wyrażających zmianę stanu opcjonalne jest dodanie sufiksu –ну–, np. па́хнуть – пах/па́хнул, па́хла, па́хло, па́хли; со́хнуть – сох/со́хнул, со́хла, со́хло, со́хли.

### Szczególne przypadki czasowników
Niektóre czasowniki nie tworzą form pierwszej osoby liczby pojedynczej w czasie teraźniejszym i przyszłym prostym, np. победи́ть → zwyciężyć, очути́ться → znaleźć się, убеди́ть → przekonać, чуди́ть → dziwaczyć. Można jednak zastosować takie konstrukcje, by nie musieć używać takich form, np. я смогу́ победи́ть → będę w stanie zwyciężyć (zamiast zwyciężę), мне уда́стся её убеди́ть → uda mi się ją przekonać (zamiast przekonam ją).
Czasownik быть → być nie ma w języku rosyjskim czasu teraźniejszego, np. Э́то моя́ жена́. → To jest moja żona. Dla podkreślenia lub w definicjach stosuje się pauzę, np. Брюссе́ль – столи́ца Бе́льгии. → Bruksela jest stolicą Belgii. W znaczeniu znajduje się można użyć pauzy lub formy есть, np. На стене́ – карти́ны. На стене́ есть карти́ны. → Na ścianie są obrazy. Есть można używać w znaczeniu:
- istnieje, np. Eсть таки́е лю́ди, кото́рые совсе́м не чита́ют книг. → Są tacy ludzie, którzy wcale nie czytają książek.
- w konstrukcjach typu Де́ньги есть? Есть! → Pieniądze są? Są!
- w celu mocnego podkreślenia, np. Ну́жно хоро́шее реше́ние. На́ше реше́ние и есть хоро́шее. → Potrzebne jest dobre rozwiązanie. Nasze rozwiązane właśnie jest dobre.
- w definicjach, np. Отре́зок есть часть прямо́й, ограни́ченная двумя́ то́чками. → Odcinek jest częścią prostej ograniczonej dwoma punktami. W oficjalnym języku w definicjach może występować czasownik явля́ться, np. Ра́венство пе́ред зако́ном явля́ется осно́вой на́шего о́бщества. → Równość wobec prawa jest podstawą naszego społeczeństwa[197].

W języku rosyjskim nie ma dokładnego odpowiednika słowa mieć w znaczeniu posiadania. Mówiąc o posiadaniu, stosuje się zwykle konstrukcję у + posiadacz w dopełniaczu (rzeczownik, zaimek) + czasownik быть w trzeciej osobie, np. За́втра у меня́ бу́дет ма́ло свобо́дного вре́мени. → Jutro będę miał mało wolnego czasu. W czasie teraźniejszym można opuścić czasownik lub użyć есть, zwłaszcza dla podkreślenia faktu posiadania, np. У неё три бра́та. → Ona ma trzech braci. У Бори́са голубы́е глаза́. → Borys ma niebieskie oczy. Каки́е пробле́мы есть у молодёжи? → Jakie problemy ma młodzież? У тебя́ э́та игру́шка уже́ есть. Ty już masz tę zabawkę.
Znaczeniowo słowu mieć może odpowiadać rosyjski czasownik име́ть, jednak używany raczej w języku oficjalnym, zwykle z ograniczoną grupą abstrakcyjnych rzeczowników, np. Что́бы стать дире́ктором, на́до име́ть вы́сшее образова́ние. → Żeby zostać dyrektorem, trzeba mieć wykształcenie wyższe. Wiele z połączeń z rzeczownikami to stałe wyrażenia takie jak: име́ть в виду́ → mieć na myśli, mieć na uwadze, име́ть де́ло с → mieć do czynienia z, име́ть ме́сто → mieć miejsce, име́ть возмо́жность → mieć możliwość.
Poza tym czasowniki облада́ть i владе́ть znaczą posiadać, jednak zwykle używa ich się raczej w formalnym języku, a obiekt posiadany ma pewną wartość, np. Идеа́льный кандида́т в мужья́ до́лжен облада́ть соли́дной су́ммой де́нег на счёте. → Idealny kandydat na męża powinien posiadać sporą sumę pieniędzy na koncie.

### Aspekt
Czasowniki niedokonane dotyczą czynności lub stanu w trakcie jego trwania bez informacji o jego zakończeniu. Czasowniki dokonane dotyczą procesu, czynności spełnionej, zakończonej, również czynności zapowiedzianej, z przewidywanym osiągnięciem zakończenia w przyszłości. Czasowniki niedokonane mają formę czasu teraźniejszego, przeszłego i przyszłego; dokonane mają czasy przeszły i przyszły.
Większość czasowników można dobrać w pary, gdzie jeden ma formę niedokonaną, a drugi dokonaną. Różnią się one między sobą poprzez:
- dodanie przedrostka, np. niedokonane писа́ть → pisać, dokonane написа́ть → napisać
- wewnętrzną modyfikację wyrazu, np. niedokonane мига́ть → migać, dokonane мигну́ть → mignąć; niedokonane спуска́ться → schodzić, dokonane спусти́ться → zejść; niedokonane замора́живать → zamrażać, dokonane заморо́зить → zamrozić
- pochodzenie od zupełnie innego tematu, np. niedokonane говори́ть → mówić, dokonane сказа́ть → powiedzieć
- w nielicznych przypadkach przez zmianę miejsca akcentu, np. niedokonane насыпа́ть → nasypywać i dokonane насы́пать → nasypać.

Nie ma istotnych różnic w znaczeniu i tworzeniu kategorii aspektu między językiem rosyjskim a polskim. Istnieją jednak pewnie nieznaczne różnice w jego zastosowaniu. W języku rosyjskim w pewnych konstrukcjach ogólnie wyrażających, że dana akcja miała kiedyś miejsce, ale bez odnoszenia się do konkretnych okoliczności, konkretnego zdarzenia, używany jest aspekt niedokonany, podczas gdy w języku polskim używany jest dokonany. Przykładowo: Одна́жды он уже́ получа́л вы́говор за опозда́ние. → Raz już dostał naganę za spóźnienie. W pytaniu Ты когда́-нибу́дь пры́гал с трампли́на? może chodzić zarówno, czy pytana osoba skakała już kiedyś (wielokrotnie) z trampoliny, jak i czy skoczyła (choć raz).
W uprzejmym nakłanianiu do czegoś z użyciem trybu rozkazującego typowy jest w języku rosyjskim aspekt niedokonany, podczas gdy w języku polskim niekoniecznie, np. Бери́те пече́нье, пожа́луйста. → Niech pan weźmie ciastka, proszę!
W języku polskim w około 90% przypadków można regularnie utworzyć od pary czasowników w obu aspektach rzeczowniki odczasownikowe (np. podwyższanie – podwyższenie). W języku rosyjskim rzeczowniki odczasownikowe rzadko tworzą tеgo typu pary. Pewne pary składają się pochodnej czasownika niedokonanego i jego prefiksowanego dokonanego odpowiednika (np. формиирова́ние – сформирова́ние). Spośród niedokonanych czasowników rosyjskich jedynie te zawierające sufiks –yvaj– regularnie tworzą pochodne rzeczowniki.
Niektóre rosyjskie czasowniki są dwuaspektowe, przybierają aspekt dokonany bądź niedokonany. Wiele z nich kończy się na –овать lub –изировать. Niektóre są czasownikami rodzimymi, ale większość to czasowniki zapożyczone. Należą do nich: атакова́ть → atakować, zaatakować (niedokonana alternatywa: атако́вывать); жени́ться → żenić się, ożenić się; испо́льзовать → wykorzystywać, wykorzystać; роди́ться → rodzić się, urodzić się (niedokonana alternatywa: рожда́ться), иссле́довать → badać, zbadać; обеща́ть → obiecywać, obiecać (dokonana alternatywa: пообеща́ть); сочета́ть → łączyć, połączyć; ра́нить → ranić, zranić; организова́ть → organizować, zorganizować (niedokonana alternatywa: организо́вывать).
W związku z dwuaspektowością, czasami, nawet znając kontekst, trudno jest uniknąć wieloznaczności, np. Ва́ше здоро́вье стабилизи́руется. → Pańskie zdrowie stabilizuje się/ustabilizuje się. Można jednak użyć dodatkowych przysłówków, by sens stał się jasny, np. Ва́ше здоро́вье по-пре́жнему стабилизи́руется. → Pańskie zdrowie nadal stabilizuje się. Ва́ше здоро́вье ско́ро стабилизи́руется. → Pańskie zdrowie wkrótce ustabilizuje się.

### Tryb przypuszczający
Tryb przypuszczający tworzy się przez dodanie do czasu przeszłego partykuły бы pisanej rozłącznie. Często cząstka ta występuje bezpośrednio po czasowniku, ale może znajdować się też przed nim albo być oddzielona od niego innymi wyrazami, np. Я бы охо́тно пошёл в теа́тр. → Ja bym chętnie poszedł do teatru.
Tryb warunkowy często pojawia się w zdaniach podrzędnie złożonych z wyrażeniem е́сли бы, np. Е́сли бы у меня́ бы́ло вре́мя, я бы перечи́тывал «Преступле́ние и наказа́ние». → Gdybym miał czas, czytałbym na nowo „Zbrodnię i karę”. Е́сли бы ты разби́л мою́ стари́нную ва́зу, я сошла́ бы с ума́. → Gdybyś rozbił moją starą wazę, zwariowałabym.
Trybu przypuszczającego można używać dla wyrażania łagodnej prośby, nakazu, rad, np. Не буди́ли бы вы её. → Może byście jej nie budzili. Сходи́л бы ты с ней к врачу́. → Może byś tak poszedł z nią do lekarza. Ты бы лу́чше занима́лся, а не смотре́л телеви́зор. → Byłoby lepiej, gdybyś się pouczył, a nie oglądał telewizję.
W połączeniu z bezokolicznikiem partykuła бы wyraża życzenia, pragnienia, np. Похуде́ть бы ему́. → Przydałoby się mu schudnąć. Вы́играть бы миллио́н зло́тых. → Żeby tak wygrać milion złotych. Отдохну́ть бы тебе́. → Powinieneś odpocząć. Пришёл бы он пора́ньше. → Żeby tak przyszedł trochę wcześniej.

### Tryb rozkazujący
Podstawowe formy trybu rozkazującego tworzy się dla drugiej osoby liczby pojedynczej i drugiej osoby liczby mnogiej. Dla liczby pojedynczej konstruuje się je przez dodanie do tematu czasowników niedokonanych lub dokonanych w czasie teraźniejszym/przyszłym prostym końcówek –й, –и lub –ь. Aby utworzyć liczbę mnogą w trybie rozkazującym, dodaje się do formy liczby pojedynczej cząstkę –те. Czasowniki zwrotne zachowują partykułę –ся (po spółgłosce) lub –сь (po samogłosce).
Końcówkę –й dodaje się do tematu kończącego się na samogłoskę. Czasowniki niedokonane, które w bezokoliczniku po cząstce –да–, –зна–, –ста– zawierają cząstkę –ва–, w trybie rozkazującym zachowują ją. W czasownikach typu бить, пить, вить, лить, шить i ich pochodnych w trybie rozkazującym następuje zamiana и na е w temacie. Specyficzna jest również odmiana czasowników dokonanych zakończonych na –е́хать, które mają taką samą formę trybu rozkazującego jak formy niedokonane –зжа́ть, np. поезжа́й(те).
| bezokolicznik | III os. l. mn. | temat   | tryb rozkazujący l. poj | tryb rozkazujący l. mn. |
| ------------- | -------------- | ------- | ----------------------- | ----------------------- |
| рабо́тать      | рабо́тают       | работа– | рабо́тай                 | рабо́тайте               |
| меня́ть        | меня́ют         | меня–   | меня́й                   | меня́йте                 |
| откры́ть       | откро́ют        | откро–  | откро́й                  | откро́йте                |
| пить          | пью́т           | пь      | пей                     | пе́йте                   |
| достава́ть     | достаю́т        | доста   | доста́й                  | доста́йте                |

Końcówkę –и dodaje się do tematu kończącego się na spółgłoskę, gdzie akcent w pierwszej osobie liczby pojedynczej pada na końcówkę, np. Приходи́ ко мне на ба́ню. → Przyjdź do mnie do łaźni.
| bezokolicznik | I os. l. poj. | III os. l. mn. | temat | tryb rozkazujący l. poj | tryb rozkazujący l. mn. |
| ------------- | ------------- | -------------- | ----- | ----------------------- | ----------------------- |
| говори́ть      | говорю́        | говоря́т        | говор | говори́                  | говори́те                |
| вести́         | веду́          | веду́т          | вед   | веди́                    | веди́те                  |
| получи́ть      | получу́        | полу́чат        | получ | получи́                  | получи́те                |

Miękki znak za końcówkę stawia się, jeśli temat kończy się na spółgłoskę, a akcent stale pada na temat, np. Наде́нь ли́фчик! Моя́ жена́ идёт! → Włóż stanik! Moja żona idzie!
| bezokolicznik | III os. l. mn. | temat  | tryb rozkazujący l. poj | tryb rozkazujący l. mn. |
| ------------- | -------------- | ------ | ----------------------- | ----------------------- |
| отре́зать      | отре́жут        | отреж  | отре́жь                  | отре́жьте                |
| быть          | бу́дут          | буд    | будь                    | бу́дьте                  |
| поста́вить     | поста́вят       | постав | поста́вь                 | поста́вьте               |
| мурлы́кать     | мурлы́чут       | мурлыч | мурлы́чь                 | мурлы́чьте               |

Tryb rozkazujący dla trzeciej osoby tworzy się poprzez użycie wyrazu пусть lub bardziej potocznego пуска́й i czasownika dokonanego lub niedokonanego w trzeciej osobie, np. пусть пи́пет/пи́шут → niech pisze/piszą; пусть напи́шет/напи́шут → niech napisze/napiszą. Пусть де́ти уберу́т весь дом. → Niech dzieci posprzątają cały dom.
Tryb rozkazujący dla pierwszej osoby liczby mnogiej, gdzie mówca włącza siebie do wykonania czynności, tworzy się poprzez połączenie wyrazu дава́й lub дава́йте i bezokolicznika (dla czasowników niedokonanych) bądź formy czasownika przyszłego prostego w pierwszej osobie liczby mnogiej (dla czasowników dokonanych), np. дава́й петь → śpiewajmy; давай споём → zaśpiewajmy. Ну, тепе́рь дава́й говори́ть о тебе́. → No teraz mówmy o tobie. Дава́йте встре́тимся в це́нтре в три часа́. → Spotkajmy się w centrum o trzeciej. Można również użyć konstrukcji давай(те) + не бу́дем + bezokolicznik czasownika niedokonanego, dla wyrażenia sugestii z przeczeniem, np. Дава́й не бу́дем спо́рить о та́ких веща́х. → Nie spierajmy się o takie rzeczy.
Poza tym można użyć form czasu teraźniejszego o odpowiedniej intonacji, np. идём! → idziemy! Aby uczynić tę formę bardziej uprzejmą, można dodać do niej cząstkę –те, np. Идёмте быстре́е, уже́ темне́ет. → Chodźmy szybciej, już się ściemnia.

### Imiesłowy

#### Imiesłów przymiotnikowy
Imiesłów przymiotnikowy łączy w sobie cechy czasownika (aspekt dokonany i niedokonany, strona czynna i bierna, czas teraźniejszy i przeszły) oraz przymiotnika (odmiana przez liczby, rodzaje, przypadki). Imiesłowy bierne mogą tworzyć też formy krótkie. Wyróżnić można cztery imiesłowy przymiotnikowe:
- czynny czasu teraźniejszego
- czynny czasu przeszłego
- bierny czasu teraźniejszego
- bierny czasu przeszłego.

Imiesłowy używane są głównie w języku pisanym. Nie dotyczy to tych, które utraciły cechy czasownika i są używane jako przymiotniki (np. блестя́щий арти́ст → wspaniały artysta) lub rzeczowniki (np. заве́дующий → kierownik), a także krótkich form imiesłowu biernego czasu przeszłego (np. постро́ен → zbudowany).

##### Imiesłów czynny czasu teraźniejszego
Imiesłów czynny czasu teraźniejszego tworzy się przez zastąpienie końcówki –т z trzeciej osoby liczby mnogiej czasowników niedokonanych przez końcówkę –щий dla rodzaju męskiego, –щая dla żeńskiego, –щее dla nijakiego lub –щие dla liczby mnogiej. Imiesłowy pochodzące od czasowników zwrotnych mają dodatkową na końcu cząstkę –ся. Akcent w przypadku czasowników I koniugacji pada zwykle tam, gdzie w trzeciej osobie liczby mnogiej, a dla czasowników II koniugacji – zwykle tam, gdzie w bezokoliczniku.
| Bezokolicznik | 3. os. l.mn. cz. teraźniejszego | m         | n         | ż         | l.mn.     |
| ------------- | ------------------------------- | --------- | --------- | --------- | --------- |
| знать         | знают                           | зна́ющий   | зна́ющее   | зна́ющая   | зна́ющие   |
| смотре́ть      | смо́трят                         | смотря́щий | смотря́щее | смотря́щая | смотря́щие |
| мы́ться        | мо́ются                          | мо́ющийся  | мо́ющееся  | мо́ющаяся  | мо́ющиеся  |

| Przypadek | m                               | n       | ż      | l.mn.                          |
| --------- | ------------------------------- | ------- | ------ | ------------------------------ |
| M.        | иду́щий                          | иду́щее  | иду́щая | иду́щие                         |
| D.        | иду́щего                         | иду́щего | иду́щей | иду́щих                         |
| C.        | иду́щему                         | иду́щему | иду́щей | иду́щим                         |
| B.        | иду́щего (żyw.) иду́щий (nieżyw.) | иду́щее  | иду́щую | иду́щих (żyw.) иду́щие (nieżyw.) |
| N.        | иду́щим                          | иду́щим  | иду́щей | иду́щими                        |
| Msc.      | иду́щем                          | иду́щем  | иду́щей | иду́щих                         |

Imiesłów ten może zastąpić zaimek кото́рый w zdaniach podrzędnie złożonych. Może następować przed lub po rzeczowniku, np. Она́ подхо́дит к мужчи́не, стоя́щему (кото́рый сто́ит) на у́лице. → Ona podchodzi do mężczyzny stojącego (który stoi) na ulicy. Она́ подхо́дит к стоя́щему на у́лице мужчи́не. → Ona podchodzi do stojącego na ulicy mężczyzny. Мир по́лон жду́щих откры́тия секре́тов. → Świat pełen jest czekających na odkrycie tajemnic.
Imiesłowy mogą przypominać przymiotniki z sufiksem –учий, –ючий, –ячий. Imiesłów określa aktywność lub stan podmiotu, natomiast przymiotnik określa stałą cechę przedmiotu, jego przeznaczenie, np. Обезья́на вися́щая на ве́тке вдруг упа́ла. → Małpa wisząca na gałązce nagle spadła. Мне не понра́вилась э́та вися́чая ла́мпа. → Mnie nie spodobała się ta lampa wisząca.

##### Imiesłów czynny czasu przeszłego
Imiesłów czynny czasu przeszłego tworzą zarówno czasowniki niedokonane, jak i dokonane, przechodnie i nieprzechodnie. Powstaje on zwykle przez zastąpienie końcówki –л w formie czasownika w rodzaju męskim w czasie przeszłym przez końcówkę –вший dla rodzaju męskiego, –вшая dla żeńskiego, –вшее dla nijakiego lub –вшие dla liczby mnogiej. Do form niekończących się na –л wystarczy dodać odpowiednio –ший, –шая, –шее, –шие. W przypadku czasowników zakończonych na –ти i z tematem w czasie teraźniejszym kończącym się na –т lub –д, litery te są zachowane i dodana końcówka –ший, –шая, –шее lub –шие, np. ше́дший (od идти́), ве́дший (od вести́), приобре́тший (od приобрести́). Imiesłowy pochodzące od czasowników zwrotnych mają dodatkową na końcu cząstkę –ся.
Imiesłów czynny czasu przeszłego nie ma bezpośredniego odpowiednika w języku polskim, tłumaczy się go zwykle, używając konstrukcji który + forma czasu przeszłego, np. За́мок, находи́вшийся (кото́рый находи́лся) в це́нтре го́рода был жемчу́жиной архитекту́ры. → Zamek, który znajdował się w centrum miasta, był perełką architektury. Я гла́жу соба́ку, получи́вшую (кото́рая получи́ла) приз. → Głaszczę psa, który zdobył nagrodę.

##### Imiesłów bierny czasu teraźniejszego
Formę imiesłowu biernego czasu teraźniejszego posiada ograniczona liczba niedokonanych czasowników przechodnich. Tworzy się ją przez dodanie do pierwszej osoby liczby mnogiej takich czasowników końcówek przymiotnikowych.
| Bezokolicznik | 1. os. l.mn. cz. teraźniejszego | m           | n           | ż           | l.mn.       |
| ------------- | ------------------------------- | ----------- | ----------- | ----------- | ----------- |
| чита́ть        | чита́ем                          | чита́емый    | чита́емое    | чита́емая    | чита́емые    |
| люби́ть        | лю́бим                           | люби́мый     | люби́мое     | люби́мая     | люби́мые     |
| выполня́ть     | выполня́ем                       | выполня́емый | выполня́емое | выполня́емая | выполня́емые |

Imiesłów ten czasowników zakończonych na –вать tworzy się od tematu bezokolicznika i dodanie cząstki ем. Niektóre tworzy się z użyciem przyrostka –ом–.
| Bezokolicznik | m        | n        | ż        | l.mn.    |
| ------------- | -------- | -------- | -------- | -------- |
| дава́ть        | дава́емый | дава́емое | дава́емая | дава́емые |
| влечь         | влеко́мый | влеко́мое | влеко́мая | влеко́мые |
| нести́         | несо́мый  | несо́мое  | несо́мая  | несо́мые  |

Imiesłowu tego nie tworzą m.in. czasowniki zakończone na –ереть, –зть, –оть, –сть, –уть, –чь, –ти (poza вести́, нести́), wiele jednosylabowych czasowników jak np. бить, брать, ждать, мыть, пить.
Przykłady użycia imiesłowu: Он интересу́ется темо́й, обсужда́емой (кото́рую обсужда́ют, кото́рая обсужда́ется) на конфере́нции. → On interesuje się tematem omawianym (który jest omawiany) na konferencji; ча́сто задава́емые вопро́сы → często zadawane pytania, наблюда́емое явле́ние → obserwowane zjawisko.
Bardzo rzadkie są formy krótkie takich imiesłowów. Tworzy się je przez odrzucenie końcówek przymiotnikowych – dla rodzaju męskiego oraz dodanie końcówek –а, –о, –ы odpowiednio dla rodzaju żeńskiego, nijakiego lub liczby mnogiej, np. пробле́ма реша́ема → problem jest rozwiązywalny. Zdania, które mogłyby być tworzone z jego użyciem typu, np. Э́тот актёр все́ми цени́м, уважа́ем. → Ten aktor jest ceniony i szanowany przez wszystkich, tworzy się raczej, używając czasownika zwrotnego lub w trzeciej osobie liczby mnogiej, tj. Э́того актёра це́нят и уважа́ют.

##### Imiesłów bierny czasu przeszłego
Imiesłów bierny czasu przeszłego tworzy się od czasowników dokonanych (zazwyczaj) za pomocą przyrostków –нн–, –енн–, –т– oraz końcówek przymiotnikowych.
Końcówka –нный występuje wtedy, kiedy temat bezokolicznika kończy się na –а, –я, –е.
| Bezokolicznik | m           | n           | ż           | l.mn.       |
| ------------- | ----------- | ----------- | ----------- | ----------- |
| прочита́ть     | прочита́нный | прочита́нное | прочита́нная | прочита́нные |
| задержа́ть     | задержа́нный | задержа́нное | задержа́нная | задержа́нные |
| уви́деть       | уви́денный   | уви́денное   | уви́денная   | уви́денные   |
| вы́смеять      | вы́смеянный  | вы́смеянное  | вы́смеянная  | вы́смеянные  |

Końcówkę –енный (–ённый) otrzymują czasowniki, których temat bezokolicznika jest zakończony na –и (które wypada) lub spółgłoskę. Są to często czasowniki zakończone na –ить lub –ти. Końcówkę dodaje się do formy pierwszej osoby liczby pojedynczej czasu teraźniejszego-przyszłego.
| Bezokolicznik | 1. os. l.mn. cz. teraźniejszego | m            | n            | ż            | l.mn.        |
| ------------- | ------------------------------- | ------------ | ------------ | ------------ | ------------ |
| заме́тить      | заме́чу                          | заме́ченный   | заме́ченное   | заме́ченная   | заме́ченные   |
| постро́ить     | постро́ю                         | постро́енный  | постро́енное  | постро́енная  | постро́енные  |
| нести́         | несу́                            | несённый     | несённое     | несённая     | несённые     |
| доста́вить     | доста́влю                        | доста́вленный | доста́вленное | доста́вленная | доста́вленные |

Imiesłowy zakończone na –тый to zwykle czasowniki zakończone na –оть, –ыть, –уть, –ереть, –нять, czasowniki typu бить, вить, лить, пить, шить i ich pochodne, a także czasowniki, które w 1. osobie liczby pojedynczej czasu teraźniejszego mają dodatkowe –м– lub –н– (np. оде́ть – оде́ну).
| Bezokolicznik | m        | n        | ż        | l.mn.    |
| ------------- | -------- | -------- | -------- | -------- |
| закры́ть       | закры́тый | закры́тое | закры́тая | закры́тые |
| приня́ть       | приня́тый | приня́тое | приня́тая | приня́тые |
| уви́ть         | уби́тый   | уби́тое   | уби́тая   | уби́тые   |
| оде́ть         | оде́тый   | оде́тое   | оде́тая   | оде́тые   |

Przykłady użycia: А ты уже́ чита́л статью́, напи́санную э́тим журнали́стом? → A ty już czytałeś artykuł napisany przez tego dziennikarza? Он нам расска́зывал о дворце́, постро́енном в восемна́дцатом ве́ке. → On nam opowiadał o pałacu wybudowanym w osiemnastym wieku. Вот оди́н из поте́рянных моби́льников. → Oto i jedna ze zgubionych komórek.
Formy krótkie tego rodzaju imiesłowów są bardzo powszechne w języku rosyjskim. Formy rodzaju męskiego powstają przez odrzucenie końcówki przymiotnikowej od imiesłowów zakończonych na –тый, a w przypadku imiesłowów zakończonych na –нный, –енный, –ённый dodatkowo odrzuca się drugie н. W celu otrzymania formy żeńskiej dodaje się końcówkę –a, nijakiej – o, mnogiej – ы.
Formy krótkie pełnią funkcję orzeczenia w zdaniu. Mogą wyrażać zakończoną czynność lub stan, np. Её дочь аресто́вана. → Jej córka została zaaresztowana. Все пробле́мы решены́. → Wszystkie problemy zostały rozwiązane. Дверь откры́та. → Drzwi są otwarte. Свет включён. → Światło jest włączone. При́няты но́вые но́рмы. → Przyjęte zostały nowe normy. Я о́чень за́нят. → Jestem bardzo zajęty. Formy te mogą również łączyć się z formami czasownika быть, np. Докуме́нты должны́ быть напеча́таны на листа́х форма́та А4. → Dokumenty powinny być wydrukowane na kartkach formatu A4. Oн бу́дет разочаро́ван. → On będzie rozczarowany. В Ю́жной Аме́рике бы́ло заме́чено счита́вшееся вы́мершим живо́тное. → W Ameryce Południowej było widziane zwierzę uważane za wymarłe.
Imiesłowy tego typu powstałe z czasowników niedokonanych występują w mowie potocznej, głównie w przeczeniach, np. Брю́ки не гла́жены. → Spodnie nie były prasowane.
Imiesłów bierny czasu przeszłego może mieć taką samą formę jak przymiotnik, np. определённый. Formy krótkie takich wyrazów są jednak różne: определён, определена́ (od imiesłowu); определёнен, определённа (od przymiotnika), np. Тре́бования я́сно определены́. (imiesłów) → Wymagania są jasno określone (ustalone). Тре́бования ясны́ и определённы. → Wymagania są jasne i określone (konkretne).

#### Imiesłów przysłówkowy
Imiesłowy przysłówkowe są nieodmiennymi formami czasownika. Określają czynność, która towarzyszy innej czynności czy stanowi. Nieodmienność i sposób łączenia się z czasownikami wskazują na podobieństwo do przysłówków, a zachowanie aspektu, cech zwrotności i niezwrotności – do czasowników.
W języku rosyjskim wyróżnia się dwa typy imiesłowów przysłówkowych:
- imiesłów przysłówkowy współczesny
- imiesłów przysłówkowy uprzedni.

##### Imiesłów przysłówkowy współczesny
Imiesłów przysłówkowy współczesny wyraża czynność równoczesną z inną czynnością (stanem) występującą w orzeczeniu. Tworzy się go od czasowników niedokonanych przez dodanie do tematu czasu teraźniejszego przyrostka –я lub –a (po ж, ч, ш, щ). Czasowniki zwrotne mają dodatkową końcówkę –сь.
| Bezokolicznik | temat cz. teraźniejszego | Imiesłów przysłówkowy współczesny |
| ------------- | ------------------------ | --------------------------------- |
| игра́ть        | игра                     | игра́я                             |
| нести́         | нес                      | неся́                              |
| говори́ть      | говор                    | говоря́                            |
| крича́ть       | крич                     | крича́                             |
| иска́ть        | ищ                       | ища́                               |

Akcent pada zazwyczaj w miejscu, gdzie pada w pierwszej osobie liczby pojedynczej czasu teraźniejszego danego czasownika. Do wyjątków należy гля́дя (od гляде́ть), сто́я (od стоя́ть), си́дя (od сиде́ть), лёжа (od лежа́ть). Czasownik дава́ть i kończące się na –дава́ть, –става́ть, знава́ть tworzą formy imiesłowu od tematu bezokolicznika. Czasownik быть ma formę nieregularną бу́дучи.
| Bezokolicznik | temat bezokolicznika | Imiesłów przysłówkowy współczesny |
| ------------- | -------------------- | --------------------------------- |
| дава́ть        | дава                 | дава́я                             |
| встава́ть      | встава               | встава́я                           |

Do czasowników nietworzących tego rodzaju imiesłowu należą m.in. czasowniki zakończone na –чь, –нуть, –ереть oraz czasowniki takie jak бежа́ть, брать, есть, жать, лить, бить, вить, хоте́ть, шить, рвать, стона́ть, слать, пить, петь, мять, жа́ждать. Poza tym nie tworzą go czasowniki I koniugacji, w których odmianie następuje zamiana с na ш i з na ж, np. писа́ть, ре́зать. Imiesłów dla tych czasowników wyraża się w inny sposób, np. dla czasownika мочь → móc można użyć konstrukcji бу́дучи в состоя́нии → mogąc, będąc w stanie; dla czasownika хоте́ть → chcieć można użyć imiesłowu od czasownika pragnąć – жела́я → chcąc, pragnąc; dla czasownika ждать → czekać – imiesłów czasownika oczekiwać – ожида́я → oczekując, czekając.
Przykłady użycia imiesłowu: Чита́я, я усну́ла. → Czytając, zasnęłam. Он сиди́т, ковыря́я в носу́. → On siedzi, dłubiąc w nosie. Уходя́, всегда́ выключа́йте газ и свет. → Wychodząc, zawsze wyłączajcie gaz i światło. Мы за́втракаем на све́жем во́здухе, не обраща́я внима́ния на непого́ду. → Jemy śniadanie na świeżym powietrzu, nie zwracając uwagi na niepogodę.

##### Imiesłów przysłówkowy uprzedni
Imiesłów przysłówkowy uprzedni wyraża czynność (stan), która miała miejsce i zakończyła się przed inną czynnością (stanem) wyrażoną w orzeczeniu. Tworzy się go od czasowników dokonanych, na ogół przez zastąpienie końcówki –ть przyrostkiem –в. Czasowniki zwrotne mają końcówkę –вшись. Czasowniki zakończone na –чть i –зть tworzą ten rodzaj imiesłowu przez dodanie końcówki –ши do formy przeszłej rodzaju męskiego czasownika.
Większość czasowników dokonanych zakończonych na –ти oraz –сть (z wyjątkiem tych z tematem zakończonym na –д jak w упа́сть) tworzą ten imiesłów przez dodanie do tematu czasownika końcówki –я. Do wyjątków należą pochodne грести́, насти́, расти́, цвести́, gdzie dodaje się końcówkę –ши.
Przykłady użycia imiesłowu: Прочита́в письмо́, он заду́мался. → Przeczytawszy list, zamyślił się. Не поня́в ни сло́ва, он ушёл ни с чем. → Nie zrozumiawszy ani słowa, odszedł z kwitkiem. Зако́нчив рабо́ту, она́ смо́жет позвони́ть дру́гу. → Kiedy zakończy pracę, będzie mogła zadzwonić do przyjaciela. Верну́вшись домо́й, он нашёл в свое́й крова́ти любо́вника жены́. → Wróciwszy do domu, znalazł w swoim łóżku kochanka żony.

### Strona bierna czasownika
Stronę bierną od czasowników niedokonanych tworzy się przez dodanie cząstki –ся lub –сь, tworząc czasowniki zwrotne. Wykonawca czynności może się pojawić wtedy w narzędniku, np. Бога́тый врач стро́ит частную поликли́нику. Ча́стная поликли́ника стро́ится бога́тым врачо́м. → Bogaty lekarz buduje prywatną przychodnię. Prywatna przychodnia jest budowana przez bogatego lekarza. Переда́ча « Нау́ка и те́хника » передаётся ка́ждый ве́чер. → Audycja „Nauka i technika” nadawana jest każdego wieczoru.
Alternatywą jest użycie trzeciej osoby liczby mnogiej. Konstrukcja taka ma bardziej potoczny charakter, podkreślony jest fakt, że wykonawcą czynności jest człowiek lub ludzie, np. Переда́чу « Нау́ка и те́хника » передаю́т ка́ждый ве́чер. dosłownie: Audycję „Nauka i technika” nadają każdego wieczoru.
Czasownik zwrotny w połączeniu z żywotnym podmiotem często wcale nie stanowi strony biernej, funkcjonuje jako czasownik zwrotny we właściwym sensie, np. Она́ мо́ется. oznacza Ona się myje, nie: Ona jest myta. W tym przypadku strona bierna tworzona byłaby raczej przez użycie trzeciej osoby liczby mnogiej: Её мо́ют.
Stronę bierną od czasowników dokonanych tworzy się za pomocą krótkiej formy imiesłowu przymiotnikowego biernego czasu przeszłego, np. Ча́стную поликли́нику постро́ил бога́тый врач. Ча́стная поликли́ника постро́ена бога́тым врачо́м. → Prywatną przychodnię zbudował bogaty lekarz. Prywatna przychodnia została zbudowana przez bogatego lekarza. Czasami również czasowniki dokonane mogą tworzyć stronę bierną przez konstrukcje zwrotne, np. Верши́на покры́лась сне́гом. → Szczyt pokrył się śniegiem. (obok Верши́на покры́та сне́гом. → Szczyt jest pokryty śniegiem).

## Przyimek
| Przyimek | Przypadek           | Przykłady |
| -------- | ------------------- | --- |
| без      | dopełniacz          | без отве́та → bez odpowiedzi, без огово́рок → bez zastrzeżeń |
| вне      | dopełniacz          | вне до́ма → poza domem, вне о́череди → poza kolejką |
| для      | dopełniacz          | вре́дный для здоро́вья → szkodliwy dla zdrowia |
| до       | dopełniacz          | до по́яса → do pasa, ве́сом до килогра́мма → o wadze do kilograma                                                                                                |
| из       | dopełniacz          | вы́нуть из карма́на → wyjąć z kieszeni, пить из стака́на → pić ze szklanki, сде́лана из ста́ли → zrobiona ze stali                                                 |
| из-за    | dopełniacz          | из-за две́ри → zza drzwi, встать из-за стола́ → wstać od stołu, из-за тебя́ → przez ciebie                                                                       |
| из-под   | dopełniacz          | из-под ног → spod nóg, буты́лка из-под вина́ → butelka po winie                                                                                                 |
| ми́мо     | dopełniacz          | я проходи́ла ми́мо твоего́ до́ма → przechodziłam obok twojego domu                                                                                                |
| от       | dopełniacz          | ключи́ от маши́ны → klucze od samochodu, отодви́нуть от стены́ → odsunąć od ściany                                                                                |
| про́тив   | dopełniacz          | он живёт про́тив тебя́ → on mieszka naprzeciwko ciebie, про́тив пра́вил → wbrew zasadom                                                                           |
| у        | dopełniacz          | стоя́ть у стены́ → stać przy ścianie, быва́ть у кого́-ли́бо → bywać u kogoś                                                                                        |
| с        | dopełniacz          | сойти́ с доро́ги → zejść z drogi |
| с        | narzędnik           | рабо́тать с удово́льствием → pracować z przyjemnością |
| с        | biernik             | с ме́сяц тому́ наза́д → z miesiąc temu |
| к        | celownik            | плы́ть к бе́регу → płynąć do brzegu, зайти́ к знако́мым → wstąpić do znajomych, пода́рок ко дню рожде́ния → prezent na urodziny, к сча́стью → na szczęście           |
| по       | celownik            | ходи́ть по гора́м → chodzić po górach, по обе́им сторона́м доро́ги → po obu stronach drogi, фи́зик по образова́нию → fizyk z wykształcenia                           |
| по       | biernik             | по два челове́ка → po dwie osoby, снег по коле́но → śnieg do kolan                                                                                              |
| по       | miejscownik         | по оконча́нии рабо́ты → po skończeniu pracy, по истече́нии сро́ка → po upływie terminu                                                                            |
| про      | biernik             | расска́з про тебя́ → opowiadanie o tobie |
| че́рез    | biernik             | перейти́ че́рез у́лицу → przejść przez ulicę, че́рез ка́ждые две́сти ме́тров → co dwieście metrów                                                                    |
| за       | biernik             | уе́хать за́ город → wyjechać za miasto, за пла́ту → za opłatą, рабо́тать за двои́х → pracować za dwóch                                                             |
| за       | narzędnik           | за реко́й → za rzeką, за рабо́той → przy pracy, за недоста́тком вре́мени → z powodu braku czasu                                                                   |
| под      | biernik             | спря́тать под крова́ть → schować pod łóżko |
| под      | narzędnik           | находи́ться под крова́тью → znajdować się pod łóżkiem |
| в        | biernik             | не брать в рот → nie brać do ust, посту́пить в университе́т → wstąpić na uniwersytet, постуча́ть в дверь → zapukać do drzwi, преврати́ть в шу́тку → obrócić w żart |
| в        | miejscownik         | учи́ться в университе́те → studiować na uniwersytecie, чита́ть в очка́х → czytać w okularach, в фо́рме ша́ра → w kształcie kuli                                     |
| на       | biernik             | упа́сть на пол → upaść na podłogę, пое́хать на мо́ре → pojechać nad morze, за́втрак на семь челове́к → śniadanie na 7 osób                                         |
| на       | miejscownik         | сиде́ть на земле́ → siedzieć na ziemi, те́сто на дрожжа́х → ciasto na drożdżach, лете́ть на самолёте → lecieć samolotem, на заре́ → o świcie                        |
| о        | biernik             | споткну́ться о ка́мень → potknąć się o kamień, жить с тёщей стена́ об стену́ → mieszkać drzwi w drzwi z teściową                                                  |
| о        | miejscownik         | мечта́ть о со́бственной кварти́ре → marzyć o własnym mieszkaniu, забо́титься о де́тях → troszczyć się o dzieci                                                     |
| над      | narzędnik           | дом над о́зером → dom nad jeziorem, власть над людьми́ → władza nad ludźmi                                                                                      |
| пе́ред    | narzędnik           | пе́ред отьездом → przed wyjazdem, передо мно́й → przede mną |
| ме́жду    | narzędnik           | ме́жду Варша́вой а Кра́ковом → między Warszawą a Krakowem, найти́ ме́жду бума́гами → znaleźć wśród papierów                                                         |
| ме́жду    | dopełniacz (rzadko) | ме́жду гор → między górami |
| при      | miejscownik         | столо́вая при ву́зе → stołówka przy uczelni, при ско́рости 60 киломе́тров в час → przy prędkości 60 km/h                                                          |

Niektóre przyimki mogą występować w postaci rozszerzonej:
- forma во występuje w połączeniach z wyrazami rozpoczynającymi się na dwie spółgłoski, z których pierwsza to zwykle в, ф, м, ль, np. во Франции, во Льво́ве, во вто́рник.
- forma со występuje w połączeniach z wyrazami rozpoczynającymi się na dwie spółgłoski, z których pierwsza to zwykle с, з, ш, м, в, д, р, ль, np. со шко́лой, со мной
- formy ко, изо, надо, передо, подо występują w relatywnie nielicznych połączeniach z wyrazami rozpoczynającymi się na dwie spółgłoski, np. ко мне, изо всех сил, надо мной, передо мной, подо мной
- forma об występuje przed samogłoskami, np. об Исла́ндии; forma обо występuje w połączeniach: обо мне, обо что, обо всём, обо всей, обо всех; możliwe też formy: о всём, о всей, о всех.

Przyimki są zwykle nieakcentowane, jednak niektóre z nich jak за, на, по, под, a także до, из, о/об w połączeniu z pewnymi rzeczownikami i liczebnikami stają się akcentowane. Do tych rzeczowników należą m.in. niektóre części ciała, rzeczowniki związane z geografią, określenia czasu. Są to przykładowo połączenia: за́ голову, за́ руку, на́ руку, на́ ногу, до́ дому, до́ ночи, за́ город, за́ волосы, за́ день, за́ два го́да, за́ лето, и́з лесу, со́ смеху, на́ борт, на́ берег, по́д ноги, по́ три.

### Przyimki przestrzenne związane z kierunkiem ruchu
Przy określaniu kierunku ruchu (куда́? → dokąd, gdzie?) podstawowymi przyimkami są в i на używane z biernikiem. Zwykle w języku polskim odpowiada im przyimek do z dopełniaczem lub na z biernikiem.
Я иду́ в аэропо́рт, в бассе́йн, в кафе́, в о́тпуск, в парк. → Idę na lotnisko, na basen, do kawiarni, na urlop, do parku.
Я иду́ на корт, на вы́ставку, на рабо́ту, на склад, на фа́брику. → Idę na kort, na wystawę, do pracy, do magazynu, do fabryki.
Я е́ду в Крым, в Ве́нгрию, на о́зеро, на мо́ре, на фи́рму, в дере́вню. → Jadę na Krym, na Węgry, nad jezioro, nad morze, do firmy, na wieś. Я возвраща́юсь из Кры́ма, из Ве́нгрии, с мо́ря, из дере́вни. → Wracam z Krymu, z Węgier, znad morza, ze wsi.
Где лежа́т книги? Они́ лежать в я́щике, на по́лке. Куда́ ты положи́л кни́ги? Я их положи́л в я́щик, на по́лку. → Gdzie leżą książki? One leżą w szufladzie, na półce. Gdzie położyłeś książki? Położyłem je do szuflady, na półkę.
Przy określaniu kierunku przeciwnego (отку́да? → skąd?) używa się zwykle из jako przeciwstawienie в oraz с jako przeciwstawienie на. Zarówno из, jak i с używa się z dopełniaczem. Я вынима́ю кни́ги из я́щика. Я беру́ кни́ги с по́лки. → Wyjmuję książki z szuflady. Biorę książki z półki.
Mówiąc, że idziemy do domu, w którym mieszkamy, używa się przysłówka домо́й zamiast połączenia z przyimkiem. Porównaj: Куда́ тебе́ позвони́ть – домо́й и́ли на фи́рму? → Gdzie mam do ciebie zadzwonić – do domu czy do firmy? Я иду́ в дом культу́ры. → Idę do domu kultury.

### Przyimki związane z czasem

#### Określanie czasu zegarowego
Przy określaniu czasu o pełnej godzinie używa się konstrukcji в + biernik liczebnika głównego + dopełniacz rzeczownika час, np. Я пришёл домо́й в во́семь часо́в ве́чера. → Przyszedłem do domu o dwudziestej. Вокза́л закрыва́ется в час но́чи/дня. → Dworzec zamykany jest o pierwszej w nocy/po południu. W przypadku niepełnej godziny można powiedzieć, np. в оди́ннадцать часо́в два́дцать оди́н мину́т → o 11:21 lub użyć konstrukcji typu в два́дцать пять [мину́т] деся́того → o 10:25 (słowo мину́т można opuścić, gdy liczba minut jest wielokrotnością piątki).
Zegar 24-godzinny może być używany w oficjalnych sytuacjach; w innych czas zegara 12-godzinnego podaje się z doprecyzowaniem w dopełniaczu, o jaką porę dnia chodzi (jak w powyższych przykładach).
Gdy do pełnej godziny brakuje mniej niż pół godziny, stosuje się konstrukcję без + dopełniacz liczebnika głównego + mianownik liczebnika głównego, np. Я ко́нчил рабо́ту без пяти́ шесть. → Skończyłem pracę za pięć szósta.
Konstrukcji wpół do (np. dziewiątej) odpowiada в полови́не (np. девя́того). W języku potocznym można takie godziny tworzyć przez dodanie cząstki пол-, np. полдевя́того.
Inne konstrukcje do określania czasu zegarowego:
- по́сле + dopełniacz: Я обы́чно не ем по́сле семи́. → Zwykle nie jem po siódmej.
- в/во + miejscownik liczebnika porządkowego + miejscownik rzeczownika час: Он пришёл во второ́м часу́. → Przyszedł po pierwszej.
- к + celownik – do wskazywania czynności zachodzącej tuż przed pełną godziną i zakończoną w pełni przed jej nastaniem: Ему сего́дня на рабо́ту к восьми́ [часам]. → On musi być dziś w pracy na ósmą. Я зако́нчу э́ту рабо́ту к шести́? → Skończę tę pracę do szóstej?
- о́коло + dopełniacz: О́коло трёх [часо́в] послы́шался нараста́вший гул. → Około trzeciej można było usłyszeć narastający huk.
- ме́жду + narzędnik liczebnika głównego + и + narzędnik liczebnika głównego: Я у́жинаю ме́жду семью́ и девятью́ часа́ми ве́чера. → Jem kolację między dziewiętnastą a dwudziestą pierwszą.

#### Określanie czasu trwania
- во вре́мя + dopełniacz: во вре́мя пра́здников → w czasie świąt, во вре́мя войны́ → w czasie wojny
- в тече́ние + dopełniacz: В тече́ние зимы́ мо́жет произойти́ незначи́тельное сниже́ние цен. → Podczas zimy może nastąpić nieznaczna obniżka cen.
- за + narzędnik – zdarzenie, podczas którego miała miejsce inna czynność: за обе́дом (= во вре́мя обе́да) → podczas obiadu, за ко́фе → przy kawie
- на + miejscownik z rzeczownikami oznaczającymi porę dnia i z rzeczownikiem неде́ля: на про́шлой неде́ле → w ubiegłym tygodniu, на рассве́те → o świcie
- при + miejscownik – do oznaczania osoby, za której życia lub przy której rządach miało coś miejsce: Росси́я при Романо́вых → Rosja za czasów Romanowów
- с + до – Он отдыха́ет с деся́того ма́рта до пе́рвого апре́ля. → On jest na urlopie od dziesiątego marca do pierwszego kwietnia. (pierwszego kwietnia będzie już w pracy)
- с + по – Он отдыха́ет с деся́того ма́рта по пе́рвого апре́ля. → On jest na urlopie od dziesiątego marca do pierwszego kwietnia włącznie.
- по + celownik liczby mnogiej: по среда́м → w środy; Она́ не спит по ноча́м. → Ona nie śpi po nocach[262].

Zarówno в, jak i за + biernik używa się do określania czasu potrzebnego do wykonania czynności: Сме́на была́ произведена́ в две мину́ты. → Zmianę przeprowadzono w dwie minuty. Я окра́сил ко́мнату за три дня. → Pomalowałem pokój w trzy dni. Jeśli jednak podkreśla się wyłącznie czas trwania czynności, a nie jej zakończenie, stosuje się biernik bez przyimka, np. Я чита́л кни́гу три часа́. → Czytałem książkę trzy godziny.
За stosuje się czasem zamiast в, aby uniknąć nieścisłości: Я соста́вила ра́порт за четы́ре часа́. → Sporządziłam raport w cztery godziny. (в четы́ре часа́ mogłoby znaczyć też o godzinie czwartej). За preferuje się także, jeśli podany czas do wykonania czynności wydaje się przesadzony, np. В ква́нтовой меха́нике и за полго́да не разберёшься! → Mechaniki kwantowej nie pojmiesz nawet i za pół roku.
За może wskazywać na przedział czasowy, w którym ma miejsce jakieś zdarzenie, np. За це́лую неде́лю она́ не позвони́ла мне ни ра́зу. → Przez cały tydzień nie zadzwoniła do mnie ani razu. За это вре́мя ко́фе успе́ет осты́ть. → Za ten czas kawa zdąży wystygnąć.

#### Określanie uprzedniości i następstw
Uprzedniość wyrażana jest za pomocą konstrukcji до + dopełniacz → przed bez precyzowania o ile wcześniej, oraz konstrukcji пе́ред + narzędnik → tuż przed. Porównaj: До эказа́мена у меня́ бы́ло о́чень хоро́шее настое́ние, но когда́ пе́ред экза́меном я узна́лм что меня́ бу́дет спра́шивать мой ста́рый учи́тель, у меня́ сра́зу же испо́ртилось настрое́ние. → Przed egzaminem miałem bardzo dobry humor, ale kiedy tuż przed egzaminem dowiedziałem się, że będzie mnie przepytywać mój stary nauczyciel, od razu zepsuł mi się humor.
Inne konstrukcje:
- за... до..., np. Я прие́хал в аэропо́рт за три часа́ до отлёта. → Przyjechałem na lotnisko [na] trzy godziny przed odlotem.
- под, np. под ве́чер → pod wieczór, под у́тро → nad ranem, под Па́сху → [tuż] przed Wielkanocą
- на ра́ньше/по́зже używane w konstrukcjach porównawczych, np. Мы реши́ли уе́хать в о́тпуск на ме́сяц по́зже. → Postanowiliśmy wyjechać na urlop (o) miesiąc później.

По́сле + dopełniacz oznacza po czymś, po jakimś wydarzeniu, a че́рез + biernik używa się z po wyrażeniach czasu w znaczeniu po upływie jakiegoś czasu, za jakiś czas, ileś czasu później, np. По́сле за́втрака я пошёл с соба́кой гуля́ть. → Po śniadaniu poszedłem na spacer z psem. Я верну́сь че́рез три дня. → Wrócę za trzy dni. Я верну́лся че́рез три дня. → Wróciłem trzy dni później.
По́сле zastępuje че́рез, kiedy określenie czasu jest rozszerzone przez rzeczownik w dopełniaczu, np. че́рез неде́лю → po tygodniu, ale по́сле неде́ли разлу́ки → po tygodniu rozłąki. Przyimka спустя́ można używać zamiast че́рез w zdaniach z czasownikami dokonanymi w czasie przeszłym. Może on stać przed lub po rzeczowniku, do którego się odnosi, np. Она́ умерла́ спустя́ год. Она́ умерла́ год спустя́. → Ona umarła rok później.

### Przyimki przyczynowe
Do najważniejszych przyimków przy wskazywaniu przycyzny należy: из-за, от, из, с/со + dopełniacz, за + biernik oraz по i благодаря́ + celownik.
- из-за występuje głównie wtedy, gdy rezultat przyczyny jest niekorzystny dla mówcy[268], np. По́езд опозда́л из-за грозы́. → Pociąg spóźnił się z powodu burzy. Из-за него́ я провали́лся. → Przez niego nie udało mi się.
- благодаря́ stosuje się głównie wtedy, gdy rezultat przyczyny jest korzystny dla mówcy[268], np. Благодаря́ тебе́ я вы́жил. → Dzięki tobie przeżyłem. Благодаря́ по́мощи отца́ мы отремонти́ровали кварти́ру. → Dzięki pomocy ojca odremontowaliśmy mieszkanie.
- от stosuje się przy fizycznej przyczynie jakiegoś stanu lub procesu[268], niezależnej od czyjejkolwiek woli[267], np. Они́ у́мерли от ра́ка. → Oni umarli na raka. От уста́лости я лёг в посте́ль. → Ze zmęczenia położyłem się do łóżka.
- от można stosować również, mówiąc o spontanicznych, niezależnych od woli reakcjach[268], np. Я покрасне́л от стыда́. → Zaczerwieniłem się ze wstydu. Он пры́гал от ра́дости. → On skakał z radości. Он дрожи́т от стра́ха. → On drży ze strachu. Potocznym odpowiednikiem от w tym znaczeniu jest с/со, choć łączy się on z ograniczonym kręgiem wyrazów[267], np. умере́ть от го́лода/с го́лоду → umrzeć z głodu. Jest używany często w zdaniach o przenośnym znaczeniu[268], np. умира́ть со ску́ки/со́ смеху. → umierać z nudów, ze śmiechu.
- из stosuje się, mówiąc o umyślnej czynności[268], np. Она́ солгала́ из стра́ха. → Ona skłamała ze strachu. Уби́йство из ре́вности. → Zabójstwo z zazdrości. Она́ отказа́лася из упря́мства. → Odmówiła przez upór.
- по używa się przy wyrażaniu utrudnień lub przeszkód związanych z[268]:
  - złym zdrowiem: по боле́зни → z powodu choroby; По сла́бости здоро́вья он вы́ходит то́лько за хле́бом. → Ze względu na słabe zdrowie on wychodzi tylko po chleb.
  - wiekiem lub doświadczeniem: Я уже́ нигде́ не рабо́таю по ста́рости. → Ze względu na starość nigdzie już nie pracuję.
  - negatywnymi cechami: По рассе́янности я забы́л взять студе́нческий биле́т. → Przez roztargnienie zapomniałem wziąć legitymację studencką. Он э́то сде́лал по глу́пости. → Zrobił to z głupoty.
  - błędem, niewiedzą: Произошло́ ДТП по вине́/по оши́бке води́теля. → Doszło do wypadku drogowego z winy/przez pomyłkę kierowcy. Poza tym по używa się w takich wyrażeniach jak по дру́жбе → z przyjaźni, по со́бственному жела́нию → na własne życzenie, по призва́нию → z powołania, по любви́ → z miłości[267].
- За łączy się z rzeczownikami oznaczającymi[268]:
  - brak czegoś, np. Заво́д не рабо́тает за неиме́нием рабо́тников. → Zakład nie pracuje przez brak pracowników. Eё оправда́ли за отсу́тствием ули́к. → Uniewinnili ją przez brak dowodów.
  - bezużyteczność, np. бро́сить за него́дностью → wyrzucić przez niezdatność do użycia

### Przyimki wskazujące na cel
- для + dopełniacz – określanie funkcji przedmiotów, np. я́щик для пи́сем → skrzynka na listy, кру́жка для пи́ва → kufel do piwa
- на + biernik – przy określaniu przeznaczenia czegoś na coś, np. де́ньги на пода́рок → pieniądze na prezent
- к + celownik – przy określaniu okazji, na którą coś jest przeznaczone, np. пода́рок ко дню рожде́ния → prezent na urodziny
- ра́ди + dopełniacz – w konstrukcjach wskazujących na dobro, ze względu na które wykonuje się czynność, np. На что ты гото́в ра́ди любви́? → Na co jesteś gotowy w imię miłości? Она́ бро́сила карье́ру актри́сы ра́ди дете́й. → Ona porzuciła karierę aktorki ze względu na dzieci. Он э́то сде́лал ра́ди шу́тки. → On to zrobił dla żartu.
- за + narzędnik – w konstrukcjach, gdzie rzeczownik jest przedmiotem, który ktoś zamierza uzyskać w miejscu, do którego zmierza, np. За́втра пойдём за поку́пками. → Jutro pójdziemy po zakupy[269].

## Spójnik
Spójniki są wyrazami nieodmiennymi, wyrażającymi stosunki między składnikami zdania prostego lub między zdaniami. Spójniki można podzielić na współrzędne – łączące równorzędne wyrazy lub zdania, oraz podrzędne – łączące zdanie główne i podrzędne.
Spójniki współrzędne można podzielić na:
- łączne: и, ни... ни, не то́лько... но и, та́кже, то́же, как... так и, np. война́ и мир → wojna i pokój, Oн не только умён, но и силён. → On jest nie tylko mądry, ale i silny.
- przeciwstawne: a, но, одна́ко, всё же, зато́, np. Га́лстук не бе́лый, а си́ний. → Krawat nie jest biały tylko niebieski. Oни́ мне не хоте́ли ве́рить, одна́ко всё зако́нчилось как нельзя́ лу́чше. → Oni mi nie chcieli wierzyć, jednak wszystko zakończyło się najlepiej jak mogło.
- rozłączne: и́ли, ли́бо, то... то, не то... не то, np. В музе́е то мно́го наро́ду, то пу́сто. → W muzeum raz jest dużo ludzi, raz pusto. Как мо́жно восхища́ться абстракциони́змом? Каки́е-то три пя́тна... Ты дура́к или прики́дываешься. → Jak można zachwycać się abstrakcjonizmem? Jakieś trzy plamy... Jesteś głupi albo udajesz?
- porównawcze: как, бу́дто, сло́вно, то́чно, np. Э́то была́ прекра́сная сва́дьба, сло́вно в ска́зке. → To był piękny ślub, jak w bajce.

Spójniki podrzędne można podzielić na:
- czasowe: когда́, как, едва́, пока́, как то́лько, лишь то́лько, то́лько что, ме́жду тем как, в то вре́мя как, по́сле того́ как, пре́жде чем, ра́ньше чем, np. В то вре́мя как она́ убира́ла кварти́ру, он смотре́л телеви́зор. → Podczas gdy ona sprzątała mieszkanie, on oglądał telewizję.
- przyczynowe: потому́ что, и́бо, из-за того́, что, так как, поско́льку, оттого́ что, благодаря́ тому́ что, np. Он смея́лся оттого́, что други́е смея́лись. → On śmiał się przez to, że inni się śmiali.
- celowe: что́бы, для того́ что́бы, с тем что́бы, np. Она́ наста́ивает, что́бы я рабо́тал сверхуро́чно. → Ona nalega, żebym pracował w nadgodzinach.
- warunkowe: е́сли, е́сли бы, е́жели, когда́
- wynikowe: так что, до того́ что, сто́лько что
- dopełniające: что, что́бы, бу́дто, как
- przyzwalające: хотя́, несмотря́ на то что, пусть, пуска́й, пусть то́лько бы, лишь то́лько бы, ра́зве то́лько, np. Хотя́ он молодо́й, он уже́ о́чень о́пытный. → Choć jest młody, jest już bardzo doświadczony.
- porównawcze: как, бу́дто, как бы, как бу́дто, сло́вно, то́чно, сто́лько... ско́лько, подо́бно тому́ как, np. Мы се́ли за стол, как бу́дто ничего́ не случи́лось. → Siedliśmy do stołu jakby się nic nie stało.

### Spójnik тоже i также
То́же bywa używany jako bardziej potoczny wariant та́кже, np. Она́ то́же/та́кже согла́сна. → Ona też się zgadza. Та́кже używa się częściej, podając dodatkową informację, w znaczeniu oprócz tego; то́же używa się częściej do wyrażania identyfikacji ze wspomnianym już działaniem, stanem, określeniem, np. Ты занята́? Я то́же. → Jesteś zajęta? Ja też. У меня́ чёрная шля́па и три ша́рфа, то́же чёрных. → Mam czarny kapelusz i trzy szaliki, też czarne. Oн о́чень подозри́телен, но он та́кже о́чень отзы́вчив. → Jest bardzo podejrzliwy, ale jest także bardzo serdeczny. Porównaj: Он то́же гото́в помо́чь. → On też jest gotów pomóc (naśladując kogoś, podobnie jak ktoś inny). Он та́кже гото́в помо́чь. → On gotów jest też pomóc (oprócz innych czynności, do których jest gotowy).

## Partykuły
Partykuły to wyrazy nieodmienne, które modyfikują znaczenie wypowiedzi, mogą wyrażać stosunek mówcy do treści całego zdania lub jego części.
Partykuły można podzielić na:
- wskazujące (вот, вон, э́то), np. Где магази́н? Вон там. → Gdzie jest sklep? O tam.
- pytające (неуже́ли, ра́зве, ли), np. Ра́зве э́то де́ньги? Что сейча́с мо́жно купи́ть на сто рубле́й? → To mają być pieniądze? Co teraz można kupić za sto rubli? Поми́луйте, короле́ва, – прохрипе́л он, – ра́зве я позво́лил бы себе́ нали́ть да́ме во́дки? Э́то чи́стый спирт! → Na litość boską, królowo – zachrypiał – czy ośmieliłbym się nalać damie wódki? To czysty spirytus! (Mistrz i Małgorzata)
- przeczące (нет, не, ни)
- twierdzące (так, да, то́чно), np. Коро́ль у́мер. Да здра́вствует коро́ль! Umarł król. Niech żyje król!
- wzmacniające (да́же, же, уж, ну), np. Ну как, понра́вился тебе́ мой пода́рок? → No i jak, spodobał ci się mój prezent?
- o treści emocjonalnej (вот как, что за, ну и, ведь), np. А ведь я ещё не ста́рый, мне всего́ лишь се́мьдесят пять лет. → A przecież ja jeszcze nie jestem stary, mam dopiero siedemdziesiąt pięć lat.
- uściślające (и́менно, как раз, то́чно, пря́мо), np. У меня́ пря́мо ка́мень с души́ упа́л. → A mnie wprost spadł kamień z serca.
- kwestionujące (едва́ ли, вряд ли, пожа́луй), np. Вряд ли он придёт. → Pewnie on nie przyjdzie.
- wyłączająco-ograniczające (лишь, то́лько, почти́, еди́нственно, хоть), np. Я почти́ гото́ва. Мне ещё ну́жны ту́фли, макия́ж, су́мочка, аксессуа́ры и причёска. → Ja jestem prawie gotowa. Potrzebne mi są jeszcze buty, makijaż, torebka, dodatki i fryzura.

Do innej grupy należą partykuły, za pomocą których tworzy się nowe wyrazy i nowe formy wyrazowe. Należą tu:
- partykuły formotwórcze: do tworzenia trybu rozkazującego (пусть, пуска́й, дава́й) i przypuszczającego (бы), do tworzenia form zwrotnych czasowników (ся).
- partykuły słowotwórcze: wchodzące w skład zaimków i przysłówków nieokreślonych (–то, –ли́бо, –нибу́дь, кое–, не–, ни–)[273][275].

### Partykuła ли
Partykuły ли można używać w następujących przypadkach:
- w pytaniach, bezpośrednio po wzmacnianym słowie, na który pada logiczny akcent, np. Не он ли снима́лся в фильме? → Czy to nie on występował w filmie? Мно́го ли там бу́дет наро́ду? → Dużo tam będzie ludzi?
- w mowie zależnej, w zdaniach połączonych słowem czy, np. Милиционе́р спроси́л, зна́ю ли я э́того граждани́на. → Milicjant zapytał, czy znam tego obywatela. Я не уве́рен, придёт ли он домо́й. → Nie jestem pewny, czy przyjdzie do domu.
- do wyrażania niepewności, uprzejmych pytań lub pytań retorycznych, np. Не хо́чешь ли то́рта? → Nie chciałbyś może torta? Eго́ ли мне боя́ться? → Miałbym się go niby bać? Не сты́дно ли тебе́ публикова́ть го́лые сни́мки в социа́льных сетя́х? → Nie wstyd ci publikować nagie zdjęcia na portalach społecznościowych?

### Przeczenie
Negację można wyrażać za pomocą różnych typów zdań, jednak podstawowym wskaźnikiem przeczenia jest partykuła нe. Może ona stać przed czasownikiem, prowadząc do negacji ogólnej, może również stać w innym miejscu i negować jedynie pewien człon zdania. Do wzmacniania jej kategoryczności można użyć zaimków i przysłówków z partykułą ни, np. никто́ → nikt, ника́к → w żaden sposób.
Po negacji czasownika przechodnego łączącego się normalnie z biernikiem występuje dopełniacz, zwłaszcza w przypadku rzeczowników abstrakcyjnych bądź użycia form wzmacniających, np. Не обраща́йте внима́ния на оши́бки. → Nie zwracajcie uwagi na błędy. Он не сказа́л ни сло́ва. → On nie powiedział ani słowa. Он не ведёт маши́ны. → On nie prowadzi samochodu.
W przypadku czasowników niełączących się z biernikiem w przeczeniu nie pojawia się dopełniacz, np. Она́ (не) горди́тся свои́м успе́хом. → Ona (nie) jest dumna ze swojego sukcesu. Podobnie w przypadku, kiedy negacji nie ulega czasownik, np. Не он пи́шет карти́ну. → Nie on maluje obraz. Не карти́ну он пи́шет. → To nie obraz on maluje.
Po negacji można użyć biernika, jeśli chce się rozróżnić między specyficznym dopełnieniem a ogólnym, np. Я не получи́л кни́ги. (dopełniacz) → Nie otrzymałem książki. Я не получи́л кни́гу. (biernik) → Nie otrzymałem [tej] książki. Poza tym może on występować, kiedy w dopełnieniu pojawia się osoba, np. Я не зна́ю твою́ сестру́. → Nie znam twojej siostry.
Także po niektórych wyrażeniach z przeczeniem takich jak чуть не, едва́ не, не мочь не może występować biernik, np. Он меня́ так разозли́л, что я чуть не разби́л яйцо́ на его́ голове́. → On mnie tak rozzłościł, że prawie rozbiłem jajko na jego głowie.
W potocznym języku rosyjskim często używa się przeczeń w wyrażaniu próśb, np. Вы не ска́жете, как добра́ться до вокза́ла? → Mógłby pan powiedzieć, jak dotrzeć na dworzec? Вы не разреши́те воспо́льзоваться ва́шим компью́тером? → Pozwoli pan skorzystać z pana komputera?

## Składnia

### Szyk wyrazów
Język rosyjski jest językiem typu SVO – w neutralnym szyku wyrazów w zdaniu najpierw występuje podmiot, potem orzeczenie, a następnie dopełnienie. Szyk ten jest jednak elastyczny i kolejność elementów może się zmieniać, choć nie w sposób przypadkowy. Najważniejsza informacja przekazywana w zdaniu pojawia się na końcu zdania, np. Сни́мки сде́лал я. → Zdjęcia zrobiłem ja. = To ja zrobiłem zdjęcia. Porównaj: На пи́сьменном столе́ нахо́дится компью́тер. → Na biurku znajduje się komputer. (odpowiedź na pytanie: Co znajduje się na biurku?) Компью́тер нахо́дится на пи́сьменном столе́. → Komputer znajduje się na biurku. (odpowiedź na pytanie: Gdzie się znajduje komputer?). Podmiot i orzeczenie są zamieniane miejscami w zdaniach, gdzie czasownik oznacza występowanie naturalnego zjawiska, istnienie czegoś, proces, stan, stawanie się, np. Идёт дождь. → Pada deszcz. Прошли́ ме́сяцы. → Minęły miesiące. Существу́ет риск наводне́ний. → Istnieje ryzyko powodzi. W każdym z takich zdań najważniejsza informacja zawarta jest w podmiocie.
Przydawki przymiotne występują normalnie przed rzeczownikiem (np. цифрово́й фотоаппара́т → aparat cyfrowy). Czasami jednak pojawiają się po rzeczowniku w katalogach, spisach, np. нaпи́тки прохлaди́тeльныe → napoje orzeźwiające. Orzeczniki przymiotnikowe z kolei występują generalnie po rzeczowniku, niezależnie od użycia formy długiej lub krótkiej, np. Ребёнок послу́шный/послу́шен. → Dziecko jest grzeczne. W celu podkreślenia orzeczniki można jednak umieścić przed rzeczownikiem, np. Изве́стна зави́симость числа́ сме́ртных слу́чаев от загрязне́ния во́здуха. → Znana jest zależność liczby zejść śmiertelnych od zanieczyszczenia powietrza.
Zaimki w funkcji dopełnienia występują często przed czasownikiem, np. Я тебя́ ви́жу. → Widzę cię. Przysłówki także występują zwykle przed czasownikiem, do którego się odnoszą, np. Она́ отли́чно поёт. → Ona znakomicie śpiewa.
Szyk wyrazów może odbiegać od standardowego w wypowiedziach ekspresyjnych, emocjonalnych, z naciskiem na pewną część zdania. Przykłady: Все пла́кать ста́ли. → Wszyscy płakać zaczęli. Детекти́вы чита́ете? → Kryminały czytacie? Святы́е земли́ ру́сской → Święci ziemi rosyjskiej. Он бе́гать о́чень лю́бит. → On biegać bardzo lubi. Я тебе́ расскажу́ исто́рию смешну́ю. → Opowiem ci historię śmieszną.
W języku rosyjskim szyk wyrazów w pytaniach może być taki sam jak w zdaniach oznajmujących. Zdania pytające od zdań oznajmujących różnią się intonacją wznoszącą i silniejszym akcentem na sylabie, np. Он начина́ет рабо́ту ра́нним у́тром? → [Czy] on zaczyna pracę wcześnie rano? Jeśli zdanie pytające rozpoczyna się od zaimka pytajnego, to na nim skupia się akcent. Czasownik występuje wtedy przed rzeczownikiem lub rzadziej po rzeczowniku, ale zawsze po zaimku, np. Где нахо́дится по́чта? Где по́чта нахо́дится? → Gdzie znajduje się poczta? Poza tym element, którego dotyczy pytanie może pojawić się na początku pytania, a po nim występować partykuła ли, np. Все ли сто́лики заброни́рованы? → Czy wszystkie stoliki są zarezerwowane? Na początku zdań pytających mogą również występować partykuły ра́зве, неуже́ли wyrażające zwątpienie, niedowierzanie lub zaskoczenie, np. Неуже́ли ты не узна́л меня́? → Czyżbyś mnie nie poznał?

### Rodzaje zdań
Zdanie składa się z dwóch głównych elementów, członów – podmiotu i orzeczenia tworzących z podrzędnymi określeniami (członami drugorzędnymi) odpowiednio grupę podmiotu i grupę orzeczenia. W rosyjskiej składni nie dzieli się jednak wypowiedzeń na zdania (które zawierają te elementy) i równoważniki zdań. Dzieli się je natomiast na zdania jednoczłonowe (однососта́вные) oraz dwuczłonowe (двусоста́вные).
W zdaniach jednoczłonowych występuje tylko jeden element główny – podmiot lub orzeczenie. Zalicza się tu m.in. zdania z podmiotem domyślnym, nieokreślonym lub z uogólnionym wykonawcą czynności, zdania bezdpodmiotowe z bezosobową formą czasownika, zdania bezokolicznikowe, np. Темне́ет. → Ściemnia się. Бе́лые но́чи. → Białe noce. Zdania dwuczłonowe mają oba główne człony.
Inny podstawowy podział wyodrębnia zdania pojedyncze (просты́е) i złożone (сло́жные). W składni rosyjskiej zdaniem pojedynczym jest zdanie zawierające tylko jeden podmiot lub orzeczenie, albo zarówno podmiot, jak i orzeczenie, względnie kilka podmiotów szeregowych przy jednym orzeczeniu lub kilka orzeczeń szeregowych jako kompleks predykacyjny przy jednym podmiocie (tzw. одноро́дные чле́ны), np. Ко́шки и соба́ки жи́ли вме́сте. Zdania złożone składają się z co najmniej dwóch zdań pojedynczych. Jeśli jest ich więcej niż dwa, określa się je jako zdania wielokrotnie złożone. Zdania pojedyncze, z których zbudowane jest zdanie złożone mogą pozostawać względem siebie w stosunku współrzędnym lub podrzędnym.
Biorąc pod uwagę treść można wyróżnić zdania oznajmujące (повествова́тельные), pytające (вопроси́тельные), żądające (побуди́тельные) i o zabarwieniu wykrzyknikowym (восклица́тельные).

### Rodzaje związków składniowych
Człony zdania tworzą związki, które wynikają ze wzajemnych stosunków – znaczenia, roli w zdaniu. Stosunki te mogą być współrzędne (сочине́ние) lub niewspółrzędne (подчине́ние). Człony współrzędne nie zależą od siebie (np. брат и сестра́ → brat i siostra). Człony niewspółrzędne zakładają, że jedna część zdania zależy od drugiej – jeden z członów jest nadrzędny, drugi podrzędny. Można wyróżnić związek zgody (согласова́ние), związek rządu (управле́ние) i związek przynależności (примыка́ние). W związku zgody forma członu podrzędnego zależy od członu nadrzędnego, np. бе́лая мышь – бе́лой мы́ши. W związku rządu zależny człon podrzędny występuje w jednej określonej formie (z lub bez przyimka), np. пу́дель сосе́дки – пу́деля сосе́дки. W związku przynależności człony nie są objęte związkiem zgody ani rządu, człon podrzędny jest nieodmienny, często jest to przysłówek, bezokolicznik, wyrażenie przyimkowe, np. ти́хо говори́ть.